# Épernay
Cet article possède des paronymes, voir Pernay et Esternay.
Vous lisez un « bon article » labellisé en 2011.
Pour les articles homonymes, voir Épernay (homonymie).
Épernay est une commune française située dans le département de la Marne, dans la région du Grand Est. C'est en 2016 la 3e ville la plus peuplée de la Marne derrière Reims et Châlons-en-Champagne.
Ville implantée au cœur d'une région viticole, l’essentiel de son histoire moderne et de son économie est lié au champagne, dont la production se développe à partir du XVIIIe siècle, et qui constitue son principal atout touristique. Bien qu'il ait été inventé à Hautvillers, la commune est souvent surnommée « capitale du champagne ». La commune possède également de nombreux édifices protégés au titre des monuments historiques.

## Géographie

### Situation
Épernay est située dans la partie ouest du département de la Marne, dans la région Grand Est. Elle se trouve à 27 km au sud de Reims, à 31 km à l'ouest de Châlons-en-Champagne, à 48 km à l'est de Château-Thierry et à environ 140 km au nord-est de Paris.

### Communes limitrophes
La ville d’Épernay jouxte Magenta au nord, Pierry au sud et Mardeuil à l’ouest. Cependant, le territoire sparnacien est également limitrophe d’Ay et Chouilly à l’est et d’Hautvillers au nord. La forêt d’Épernay, à l'ouest de la commune, est entourée du nord au sud de Vauciennes, Boursault, Saint-Martin-d'Ablois, Vinay et Moussy.
| Mardeuil, Vauciennes                 | Hautvillers, Dizy (par un quadripoint), Magenta | Aÿ-Champagne |
| Boursault                            | Épernay                                         | Chouilly     |
| Saint-Martin-d'Ablois, Vinay, Moussy | Pierry                                          |              |

### Géologie et relief
La superficie de la commune est de 22,69 km2 ; son altitude varie de 68  à   251 mètres.
Épernay se situe au pied d'un plateau crayeux. Elle appartient à la région dite « Champagne crayeuse » qui se caractérise par un sous-sol crayeux. Celui-ci s'est formé pendant l'ère du Crétacé à partir du Turonien, souvent affleurant. C'est la craie qui, grâce à la réverbération qu'elle donne au sol, permet la culture de vignes sur les coteaux constituant le vignoble champenois, dont Épernay est le centre principal.
La ville s'est installée dans une vallée perpendiculaire à la Marne, celle du Cubry.
La vallée du Cubry a perdu son flanc est sous l'effet de l'érosion. Il n'en subsiste que le mont Bernon, qui culmine à 206 mètres d'altitude. La ville marque l'entrée de la Marne dans le plateau tertiaire parisien, séparé par la rivière entre la Montagne de Reims au nord et la Brie champenoise au sud. La partie occidentale de la commune est formée par un plateau s'élevant au-delà de 220 mètres. Alors que l'altitude en centre-ville est de 75 mètres, le plateau atteint 253 mètres.
Épernay a par ailleurs donné son nom à l'étage géologique dit du Sparnacien. Cependant, celui-ci n'est pas reconnu en dehors de l'Europe occidentale. Il correspond aux sédiments compris entre les dépôts marins du Thanétien et l'Yprésien.

### Hydrographie

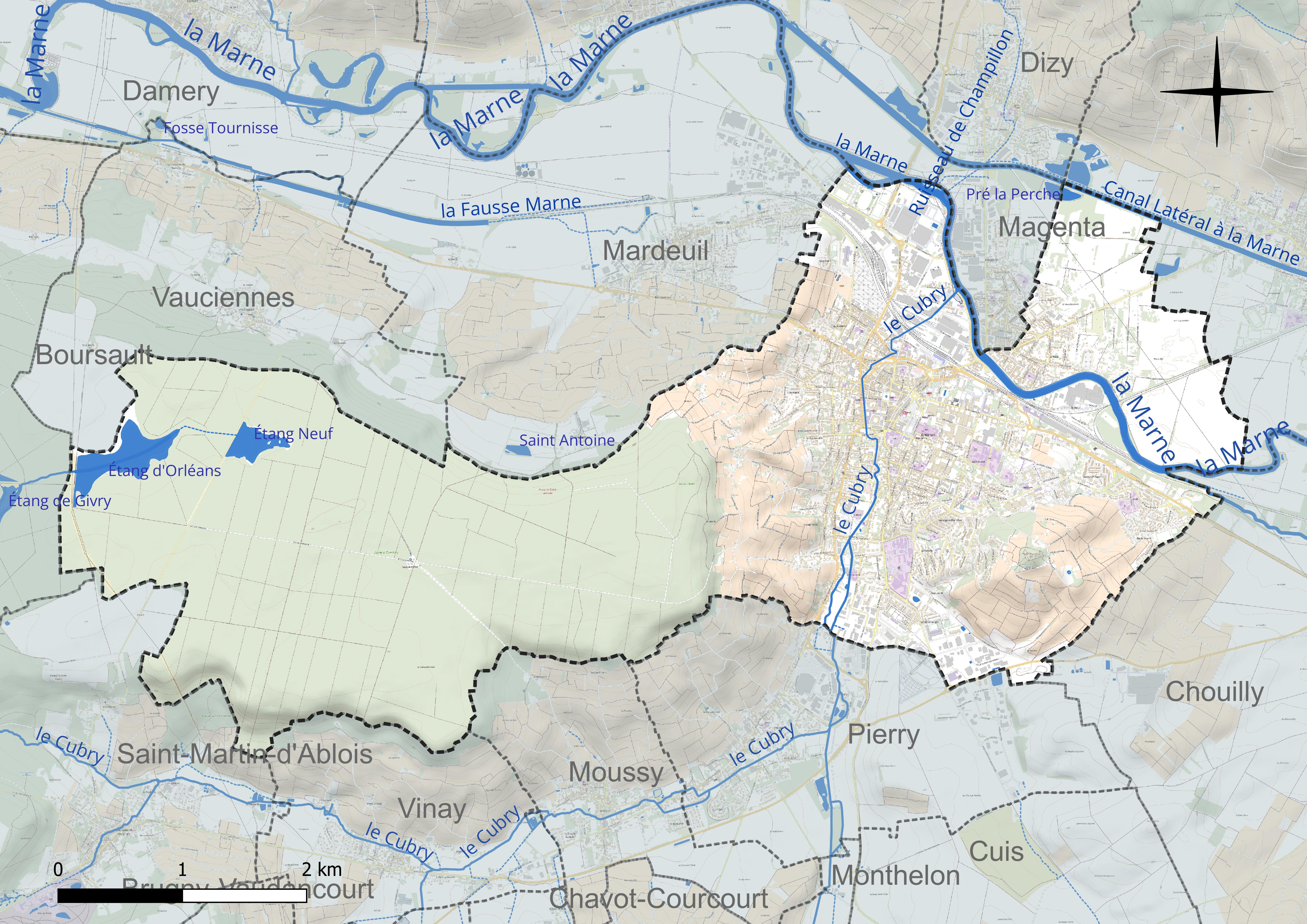
Réseau hydrographique d'Épernay.

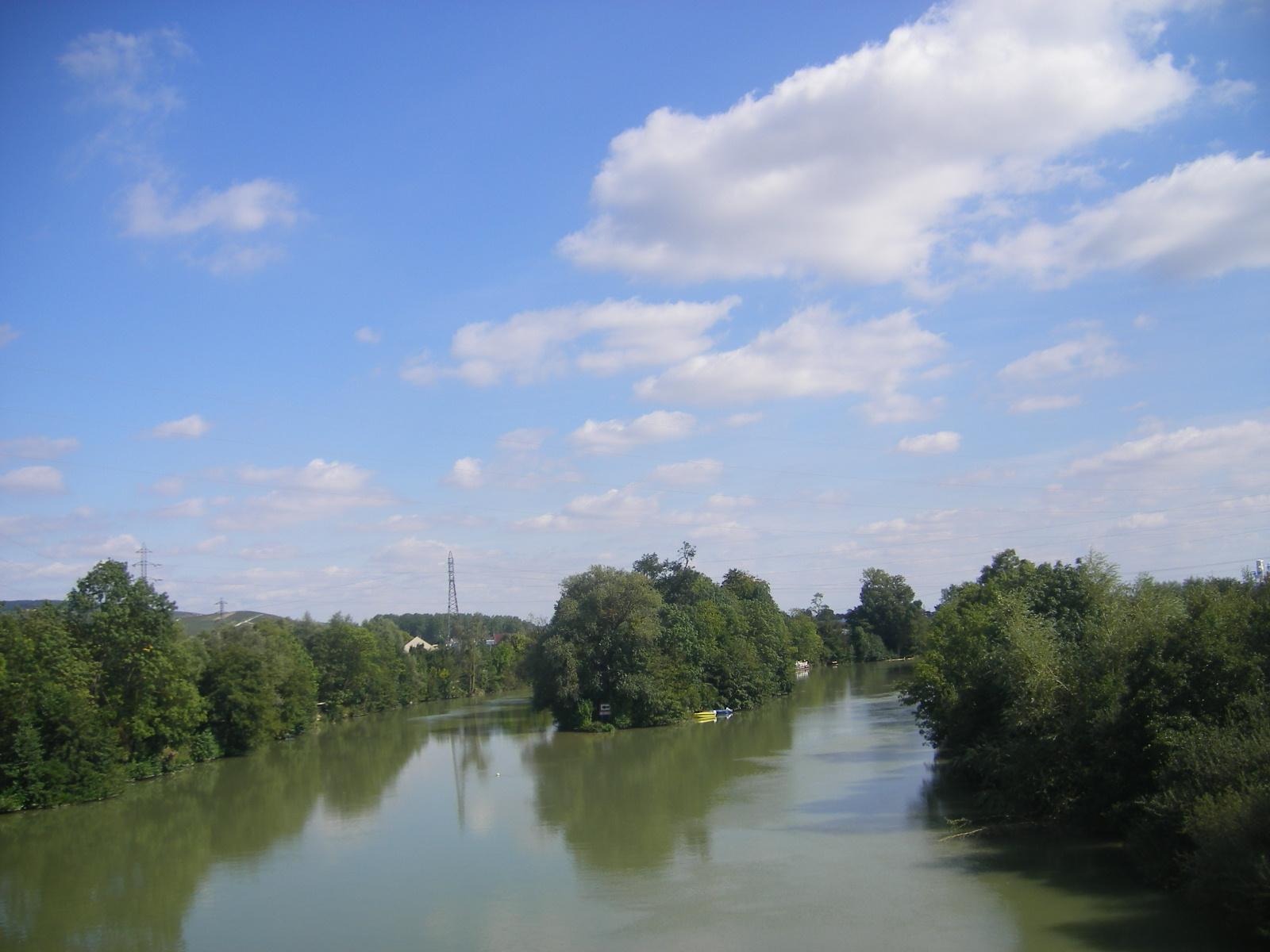
La Marne à Épernay.

Épernay est historiquement implantée sur la rive gauche de la Marne. Elle a cependant absorbé en 1965 le quartier de La Villa, situé sur la rive droite de la rivière. Depuis, la ville est donc traversée par la Marne. Le pont principal permettant de la franchir (entre le centre-ville et La Villa-Magenta) a été maintes fois détruit et reconstruit au cours des différentes guerres et invasions subies par la ville. La Marne est navigable en aval d’Épernay, et un port de plaisance est installé dans la commune. Le canal latéral à la Marne sert de frontière avec Ay au nord de la commune.
La ville s'étend vers le sud le long du Cubry, qui conflue avec la Marne sur sa rive gauche. Autrefois lieu d'implantation des tanneurs, le ruisseau a été détourné au XVIe siècle puis couvert par la place Carnot vers 1880. Aujourd'hui, une grande partie du Cubry est recouvert en centre-ville d'Épernay. La rivière Les Tarnauds se jette également en rive gauche de la Marne à Épernay, au finage avec la commune de Chouilly. À l'ouest de la commune, dans la forêt d’Épernay, on trouve l'étang d'Orléans et l'étang Neuf.

### Climat
Pour des articles plus généraux, voir Climat du Grand Est et Climat de la Marne.
En 2010, le climat de la commune est de type climat océanique dégradé des plaines du Centre et du Nord, selon une étude du Centre national de la recherche scientifique s'appuyant sur une série de données couvrant la période 1971-2000. En 2020, Météo-France publie une typologie des climats de la France métropolitaine dans laquelle la commune est exposée à un climat océanique altéré et est dans la région climatique Nord-est du bassin Parisien, caractérisée par un ensoleillement médiocre, une pluviométrie moyenne régulièrement répartie au cours de l’année et un hiver froid (3 °C).
Pour la période 1971-2000, la température annuelle moyenne est de 10,6 °C, avec une amplitude thermique annuelle de 15,7 °C. Le cumul annuel moyen de précipitations est de 705 mm, avec 11,2 jours de précipitations en janvier et 8,1 jours en juillet. Pour la période 1991-2020, la température moyenne annuelle observée sur la station météorologique de Météo-France la plus proche, « Chouilly », sur la commune de Chouilly à 4 km à vol d'oiseau, est de 11,4 °C et le cumul annuel moyen de précipitations est de 668,9 mm. 
La température maximale relevée sur cette station est de 40,3 °C, atteinte le 25 juillet 2019 ; la température minimale est de −12,3 °C, atteinte le 5 février 2012,,.
| Mois                                  | jan.           | fév.           | mars           | avril         | mai           | juin          | jui.          | août          | sep.          | oct.          | nov.          | déc.           | année      |
| ------------------------------------- | -------------- | -------------- | -------------- | ------------- | ------------- | ------------- | ------------- | ------------- | ------------- | ------------- | ------------- | -------------- | ---------- |
| Température minimale moyenne (°C)     | 1              | 1,1            | 3,2            | 6,3           | 9,3           | 12,7          | 14,5          | 13,8          | 11,2          | 8,4           | 4,4           | 1,6            | 7,3        |
| Température moyenne (°C)              | 3,4            | 4,1            | 7,2            | 11,3          | 14,2          | 17,8          | 20            | 19,2          | 16,2          | 12,2          | 7,2           | 4              | 11,4       |
| Température maximale moyenne (°C)     | 5,9            | 7,1            | 11,2           | 16,3          | 19,2          | 22,9          | 25,5          | 24,6          | 21,2          | 16,1          | 9,9           | 6,4            | 15,5       |
| Record de froid (°C) date du record   | −11,1 07.01.09 | −12,3 05.02.12 | −10,3 01.03.05 | −3 07.04.21   | 0,8 24.05.13  | 4,9 02.06.06  | 7,9 31.07.11  | 6,6 26.08.18  | 3,9 20.09.12  | −3,2 23.10.10 | −4,7 30.11.16 | −10,9 20.12.09 | −12,3 2012 |
| Record de chaleur (°C) date du record | 14,6 01.01.23  | 21,1 27.02.19  | 24,7 31.03.21  | 27,6 25.04.07 | 31,6 28.05.17 | 36,1 28.06.11 | 40,3 25.07.19 | 37,5 09.08.20 | 33,5 15.09.20 | 27 02.10.23   | 21,7 07.11.15 | 17 17.12.15    | 40,3 2019  |
| Précipitations (mm)                   | 57,9           | 57,2           | 49,5           | 37,4          | 62,7          | 59,8          | 55,9          | 55,8          | 41,1          | 55,4          | 54,7          | 81,5           | 668,9      |

| Diagramme climatique                                  |            |             |             |             |              |              |              |              |             |            |            |
| J                                                     | F          | M           | A           | M           | J            | J            | A            | S            | O           | N          | D          |
| 5,9157,9                                              | 7,11,157,2 | 11,23,249,5 | 16,36,337,4 | 19,29,362,7 | 22,912,759,8 | 25,514,555,9 | 24,613,855,8 | 21,211,241,1 | 16,18,455,4 | 9,94,454,7 | 6,41,681,5 |
| Moyennes : • Temp. maxi et mini °C • Précipitation mm |            |             |             |             |              |              |              |              |             |            |            |

Les paramètres climatiques de la commune ont été estimés pour le milieu du siècle (2041-2070) selon différents scénarios d'émission de gaz à effet de serre à partir des nouvelles projections climatiques de référence DRIAS-2020. Ils sont consultables sur un site dédié publié par Météo-France en novembre 2022.

### Milieux naturels et biodiversité
La commune s'étend à l'est du territoire de la ville tandis qu'à l'ouest sur le plateau au-dessus des coteaux plantés de vigne s'étend la forêt d'Épernay puis la forêt d'Enghien dans lesquelles se trouvent plusieurs étangs dont l'étang d'Orléans. Cette zone est classée ZNIEFF de type II,. 97 % du site se composent de forêts caducifoliées qui servent d'habitat pour 56 % à des hêtraies du Asperulo-Fagetum. Deux espèces présentes sur cette zone sont considérées comme rares ou en danger au niveau européen : le triton crêté et le leucorrhine à gros thorax.

## Urbanisme

### Typologie
Au 1er janvier 2024, Épernay est catégorisée centre urbain intermédiaire, selon la nouvelle grille communale de densité à sept niveaux définie par l'Insee en 2022.
Elle appartient à l'unité urbaine d'Épernay, une agglomération intra-départementale regroupant sept  communes, dont elle est ville-centre,,. Par ailleurs la commune fait partie de l'aire d'attraction d'Épernay, dont elle est la commune-centre,. Cette aire, qui regroupe 44 communes, est catégorisée dans les aires de 50 000 à moins de 200 000 habitants,.

### Occupation des sols

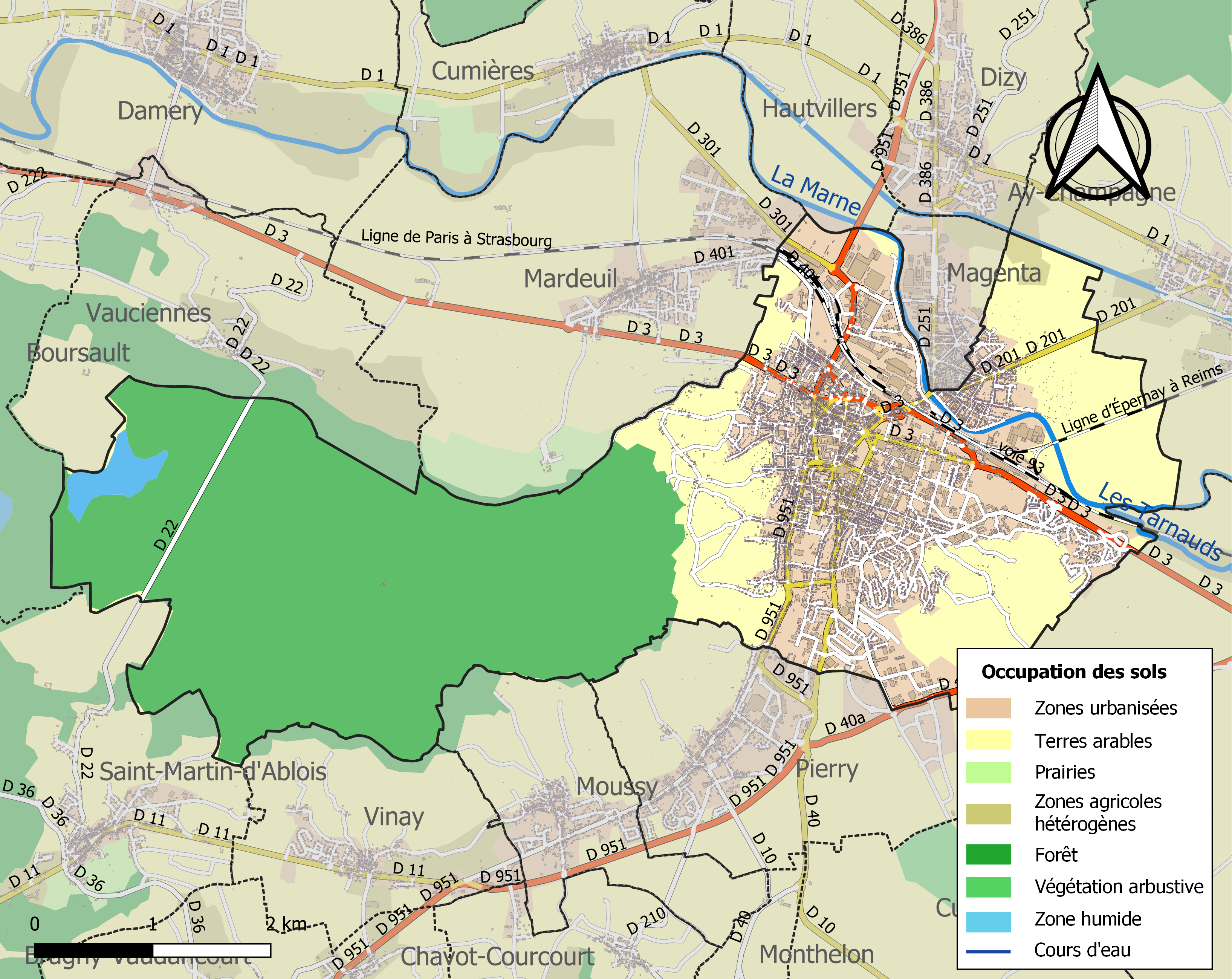
Carte des infrastructures et de l'occupation des sols de la commune en 2018 (CLC).

L'occupation des sols de la commune, telle qu'elle ressort de la base de données européenne d’occupation biophysique des sols Corine Land Cover (CLC), est marquée par l'importance des forêts et milieux semi-naturels (45,7 % en 2018), une proportion sensiblement équivalente à celle de 1990 (45,8 %). La répartition détaillée en 2018 est la suivante : 
forêts (45,7 %), zones urbanisées (21,5 %), cultures permanentes (16,3 %), terres arables (7,2 %), zones industrielles ou commerciales et réseaux de communication (7 %), eaux continentales (1,1 %), espaces verts artificialisés, non agricoles (0,6 %), zones agricoles hétérogènes (0,6 %). L'évolution de l’occupation des sols de la commune et de ses infrastructures peut être observée sur les différentes représentations cartographiques du territoire : la carte de Cassini (XVIIIe siècle), la carte d'état-major (1820-1866) et les cartes ou photos aériennes de l'IGN pour la période actuelle (1950 à aujourd'hui).

### Morphologie urbaine
Dès la fin du XVIe siècle, Épernay compte trois faubourgs : le faubourg Saint-Thibault, sur la route de Sézanne, le faubourg de la Porte-Lucas, sur la route de Paris, et le faubourg de la Folie, sur la route de Châlons. La ville s'agrandit progressivement, s'enrichissant de nouveaux quartiers.
En 1965, le quartier de La Villa, ancienne dépendance d'Aÿ, devient Épernay-Rive Droite. Entre 1968 et 1972, au sud-est de la ville est construit le quartier de Bernon, situé sur la butte-témoin homonyme (208 m d'altitude) à deux kilomètres du centre-ville, pour répondre aux besoins de logements de l'époque ; il compte pour 40 % du parc social de la ville. En 2007, la ville compte 22 comités de quartier, regroupés dans un conseil de quartier.

### Quartiers

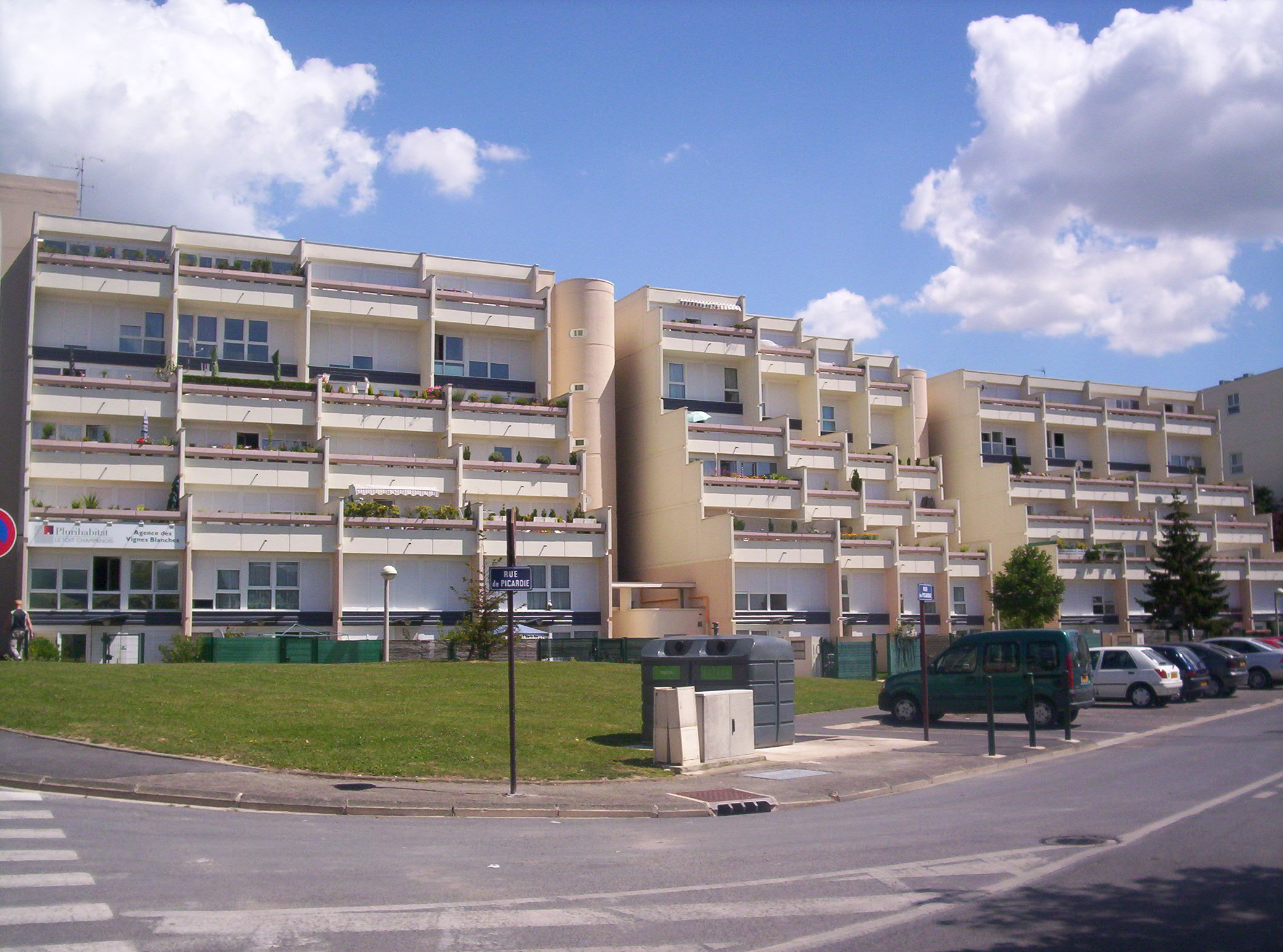
Quartier Vignes Blanches.

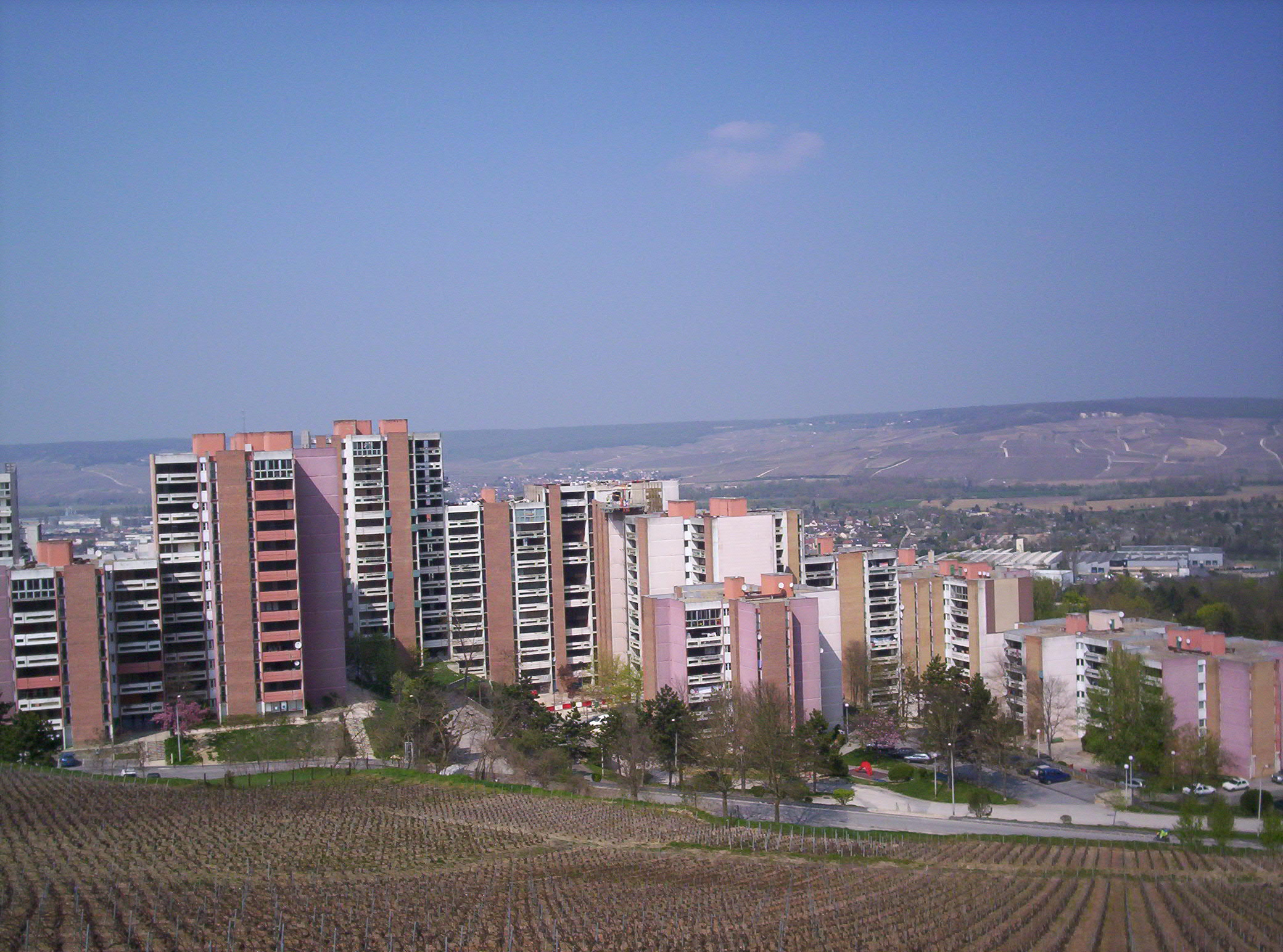
Quartier du mont Bernon. Ancienne ZUP aménagée par les architectes Andrault et Parat.

Épernay se répartit en vingt-deux quartiers. Selon les nouvelles normes du comité interministériel des villes de mars 2006, la ville compte trois quartiers en catégorie 1 ou qualifiés de « très prioritaires » (Bernon, Bernon Village et Beausoleil), deux en catégorie 2 ou qualifiés de « prioritaires » (Vignes Blanches, Terres Rouges), deux en catégorie 3 ou qualifiés de « moyennement prioritaires » (Fort Chabrol, Résidence Les Forges)[pas clair]. Tous ces quartiers se situent au sud-est de la ville, sauf Fort Chabrol au nord-ouest.
Le lotissement dit « Bernon - Village », construit entre 1966 et 1970, et classé Zone de redynamisation urbaine (ZRU), est certifié comme le plus important des quartiers sparnaciens, mais aussi le plus défavorisé. En effet, ses logements sont inadaptés à sa population largement issue de l'immigration et relativement jeune,. Le quartier présente également un manque d'espaces public, plus de 400 logements inoccupés en 2004 et un taux de chômage important. Pour y remédier, la municipalité procède a une réhabilitation via une opération de rénovation urbaine (Horizon Bernon jusqu'en 2013),, ce qui permet au quartier d'obtenir le label Architecture contemporaine remarquable.
Beausoleil, caractérisé comme un lieu précaire, de niveau scolaire faible et de sédentarisation des gens du voyage, figure dans le classement des zones urbaines sensibles. Deux autres quartiers sont situés hors ZUS mais présentent des signes nécessitant une approche préventive : le quartier de Fort Chabrol qui se distingue par une forte présence de familles monoparentales et la résidence Les Forges, marquée par d’importants conflits de voisinage.

### Habitat et logement

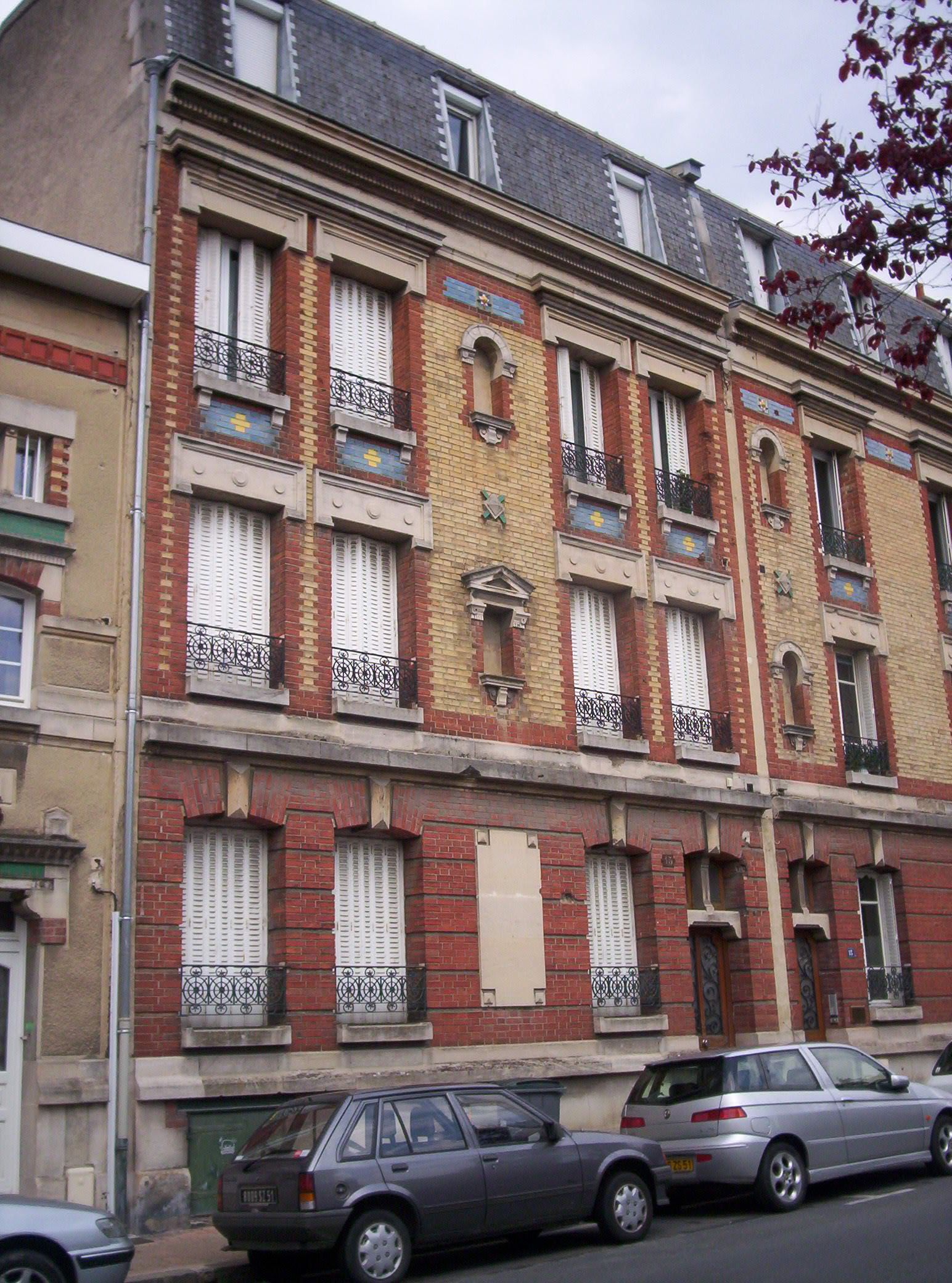
Immeuble, rue des Archers.

En 2021, le nombre total de logements dans la commune était de 13 435, alors qu'il était de 12 928 en 2016 et de 12 623 en 2011.
Parmi ces logements, 84,3 % étaient des résidences principales, 5 % des résidences secondaires et 10,7 % des logements vacants. Ces logements étaient pour 33,8 % d'entre eux des maisons individuelles et pour 64,7 % des appartements.
Le tableau ci-dessous présente la typologie des logements à Épernay en 2021 en comparaison avec celle de la Marne et de la France entière. Une caractéristique marquante du parc de logements est ainsi une proportion de résidences secondaires et logements occasionnels (5 %) supérieure à celle du département (3,4 %) mais inférieure à celle de la France entière (9,7 %).
| Typologie                                               | Épernay | Marne | France entière |
| ------------------------------------------------------- | ------- | ----- | -------------- |
| Résidences principales (en %)                           | 84,3    | 87,5  | 82,2           |
| Résidences secondaires et logements occasionnels (en %) | 5       | 3,4   | 9,7            |
| Logements vacants (en %)                                | 10,7    | 9,1   | 8,1            |

Trois offices HLM agissent sur le territoire communal : Plurihabitat-Le Toit champenois ; Les Logements de Champagne ; Office public d’aménagement et de construction de la Marne[réf. nécessaire].
Du fait de son potentiel touristique, la ville propose une dizaine d'hôtels, plusieurs chambres d'hôtes, une borne pour camping-car et un camping municipal (allée de Cumières).

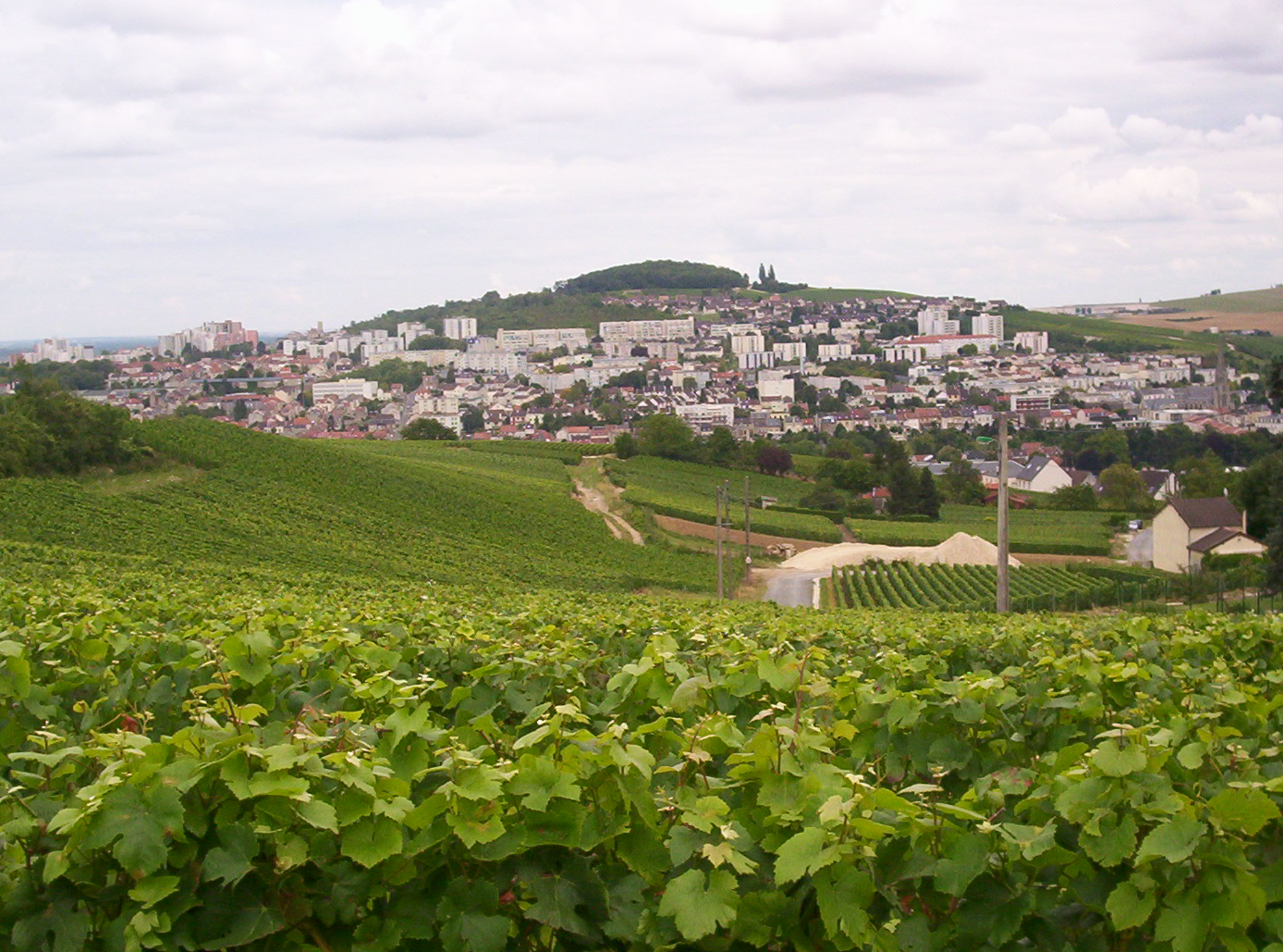
Vue générale de la ville en été depuis le chemin de ceinture.
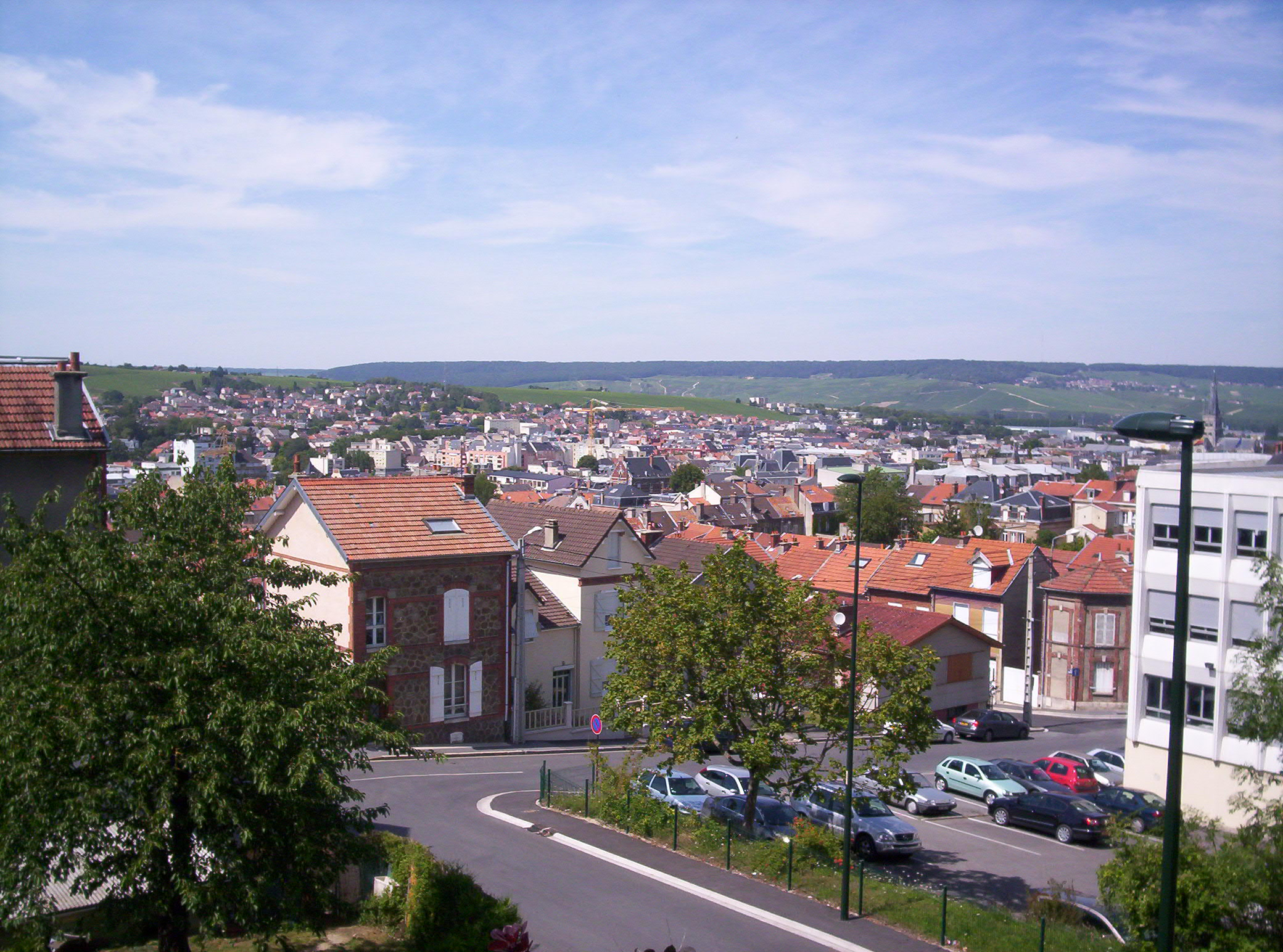
Vue générale de la ville depuis l'avenue de Franche-Comté.
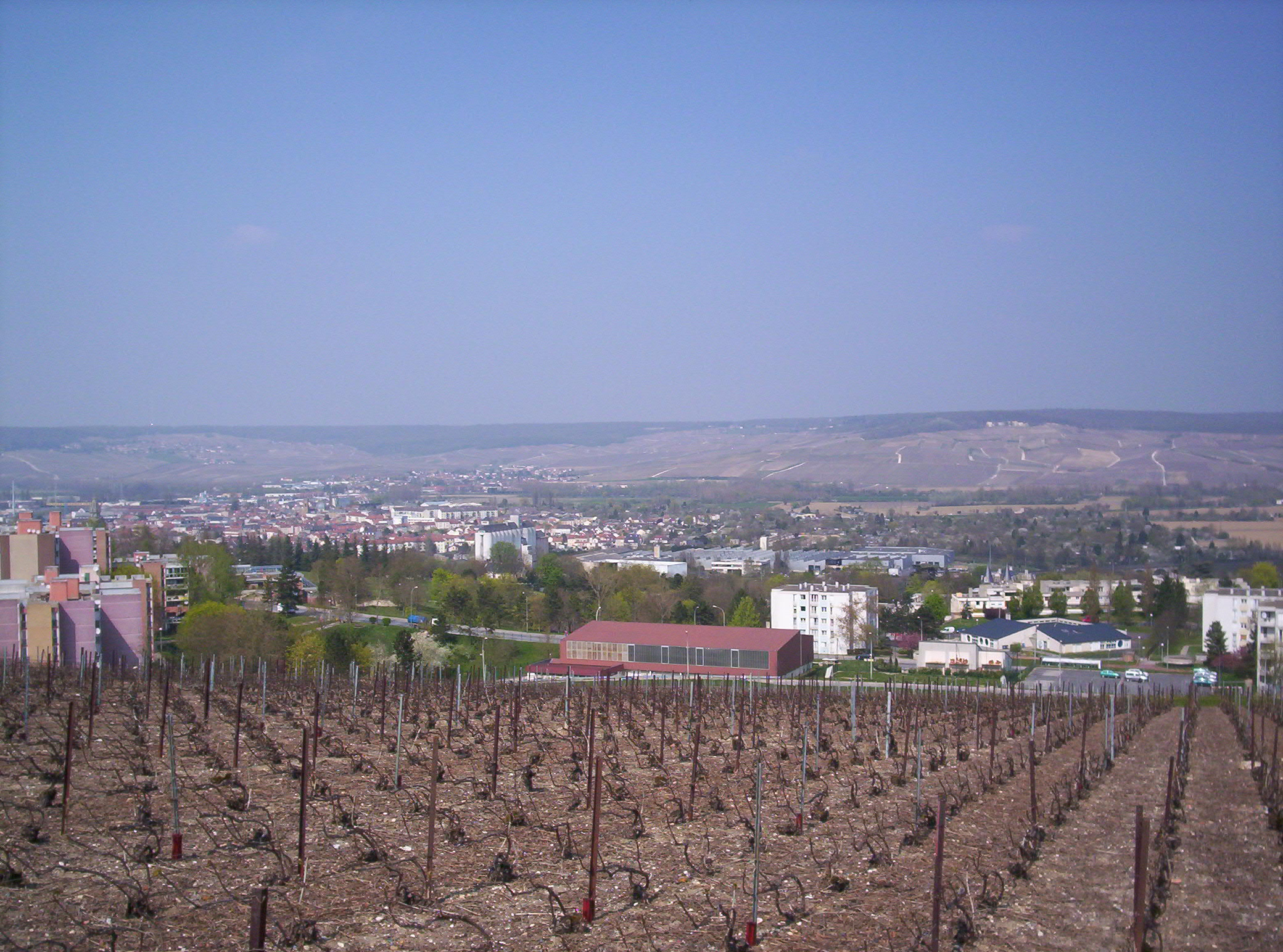
Vue générale de la ville en hiver depuis le mont Bernon.

### Voies de communication et transports

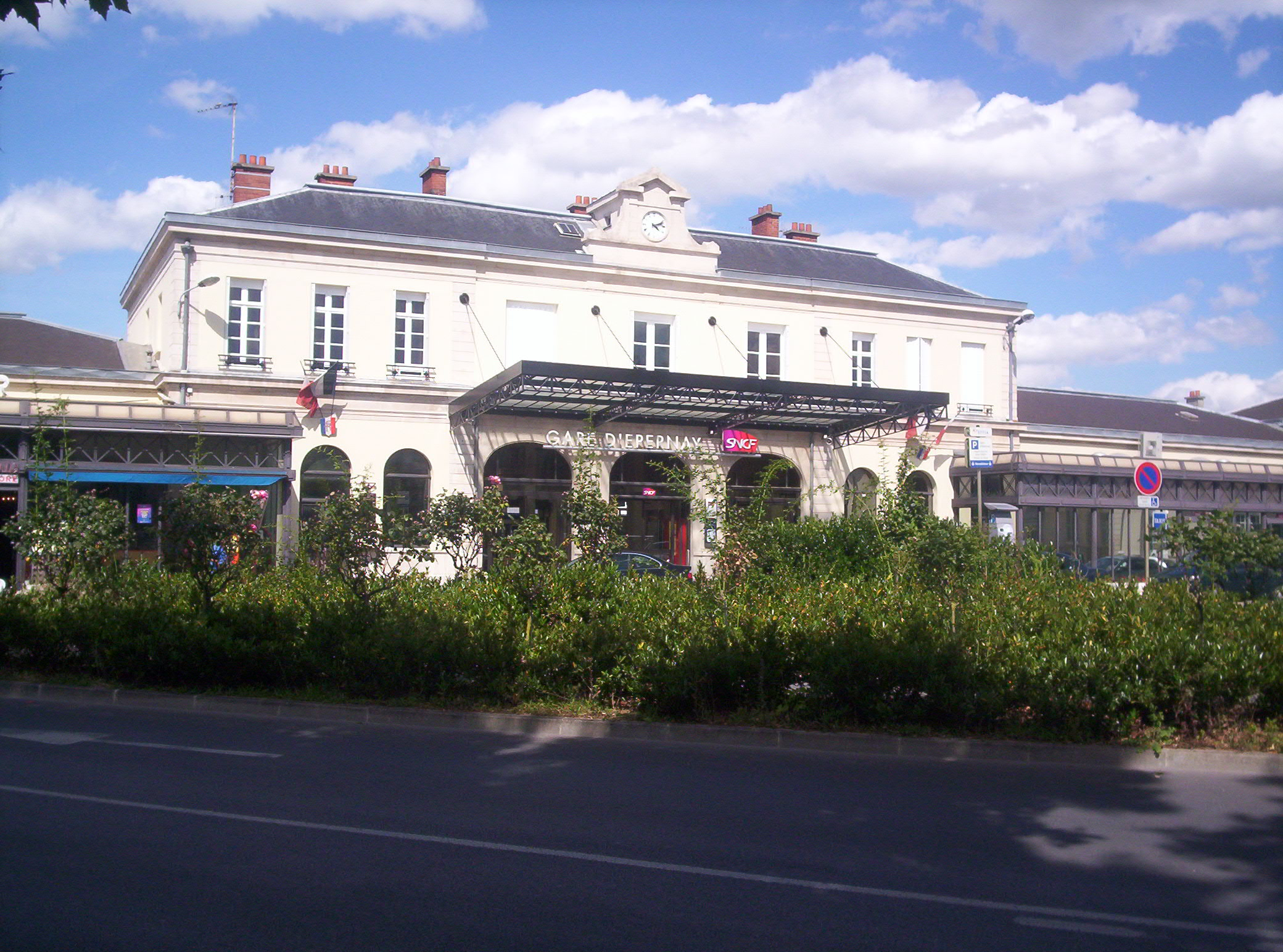
La gare ferroviaire d'Épernay.

#### Infrastructures de transport
Épernay est accessible par de nombreuses voies routières : l'autoroute de l'Est (A4, aux sorties  21 Dormans et  23 Champfleury), l'autoroute des Anglais (A26, à la sortie  17 Fagnières), la RN 51 (devenue RD 951) et la RN 3 (déclassée en RD 3). La ville est sur le trajet de la Voie de la Liberté et de la route touristique du Champagne.
Par chemin de fer, la commune est traversée par la ligne Paris-Strasbourg.
La commune a aménagé en 2009 de nombreuses pistes cyclables, notamment avenue de Champagne, ainsi que plusieurs itinéraires touristiques à vélo.
L'aérodrome d'Épernay - Plivot, à piste enherbée, est situé à proximité d'Épernay.

#### Transports en commun
Pour les déplacements urbains, l'intercommunalité organise le transports urbains d'Épernay et du Pays de Champagne, connu sous le nom de réseau Mouvéo, et la région organise les autocars interurbains du réseau Fluo Grand Est.
Depuis la mise en place du TGV Est, la gare d'Épernay est desservie par les liaisons ferroviaires Paris-Est - Bar-le-Duc, Paris-Est - Saint-Dizier. Elle est également reliée aux gares de Reims, Châlons en Champagne, Vitry-le-François, Nancy, Metz, Charleville-Mézières, Sedan et à la Gare de Champagne-Ardenne TGV.

### Risques naturels et technologiques
À la suite de la Loi Barnier du 2 février 1995, la commune appartient à un plan de prévention des risques (PPR) concernant les inondations et les glissements de terrain.

## Toponymie

### Attestations anciennes
L'historien et archiviste Auguste Longnon a recensé les différentes attestations du nom de la ville au cours de l'histoire, sur des registres locaux et nationaux. Sparnacus (VIe siècle) ; Sparneacum (1042) ; Sparniacum (vers 1114) ; Sparnai (1151) ; Spernacum (1152) ; Sparnaium (1163-1170) ; Esparnaium (1190) ; Esparnacum (1195) ; Esparnai, Espernai (vers 1220) ; Apargnai (1222) ; Sparnascum (vers 1223) ; Esparnoi (1248) ; Espargnei (1249) ; Pernascum (vers 1252) ; Pernacum (1257) ; Esparnay (1285) ; Espernayum (1302) ; Espernay (1308) ; Abbas Spernicensis (1346) ; Esparnaiz (XVIIe siècle). On trouve plus tard les graphies Esparnaiz au XVIIe siècle et Epernai vers 1800.

### Étymologie
L’origine du toponyme Épernay a donné lieu à de nombreuses conjectures basées sur des légendes ou des faits historiques pas forcément avérés. Ces explications sont rejetées aujourd’hui par l'ensemble des linguistes et des toponymistes.
La légende veut que la ville ait été fondée au Ve siècle par deux frères tanneurs venus de Châlons et dont le nom était Nacus. Ceux-ci se seraient installés sur les rives du Cubry pleins d’espérances dans leur tannerie, car l’eau du ruisseau était propre à assouplir les peaux. On aurait donc donné à ce lieu le nom de « Spes Nacorum », qui serait devenu par la suite Sparnacum,.
D'autres explications de l'étymologie du nom de la ville, qui confondent des faits historiques avec le fait avant tout linguistique que représente le toponyme, sans toujours tenir compte des formes anciennes citées ci-dessus, ont été proposées par la suite par des érudits.
Ainsi, pour Garnesson, le nom de la ville serait issu du nom d'un officier romain, appelé Sparcus ou Sparnacus, venu s'y implanter après la guerre des Goths. Selon Portelet, Sparnacum dériverait de sperno, spernĕre, « dédaigner », en raison de la calomnie et la médisance portée par les habitants de la ville. Une autre interprétation fait référence à Aquæ-Perennes qui serait devenu Aixperne, puis Épernay. Au XIXe siècle éclot l’idée qu’Épernay proviendrait d’Ay, tout comme Avenay, selon la formule « Avant Aÿ ! Aÿ ! Après Aÿ ».
Les linguistes et les toponymistes modernes analysent Épernay sur la base des formes anciennes et en fonction des règles de la phonétique historique. Ils considèrent les formes primitives Sparnacus, Sparnacum, comme un composé de deux éléments gaulois bien attestés sparno « épine » et le suffixe de localisation -aco(n), issu du celtique *-ako(n), généralement latinisé en -acum, d'où la signification globale de « lieu planté d’épines »,,. En outre, l'homonymie avec d'autres Épernay, comme Épernay-sous-Gevrey (Côte-d'Or, Spernaco 830) renforce cette hypothèse. On rapproche également le vieux breton, le cornique spern « épine », les toponymes bretons du type Spernec « lieu planté d'épines », par exemple : Spernec à Groix ou Le Spernec à Sarzeau, qui remontent également à *Sparnāko(n).
L'équivalent gallo-roman est du type *SPINETU, basé sur le latin spina « épine » qui a évolué vers le français Épinay, toponyme encore plus commun.

## Histoire

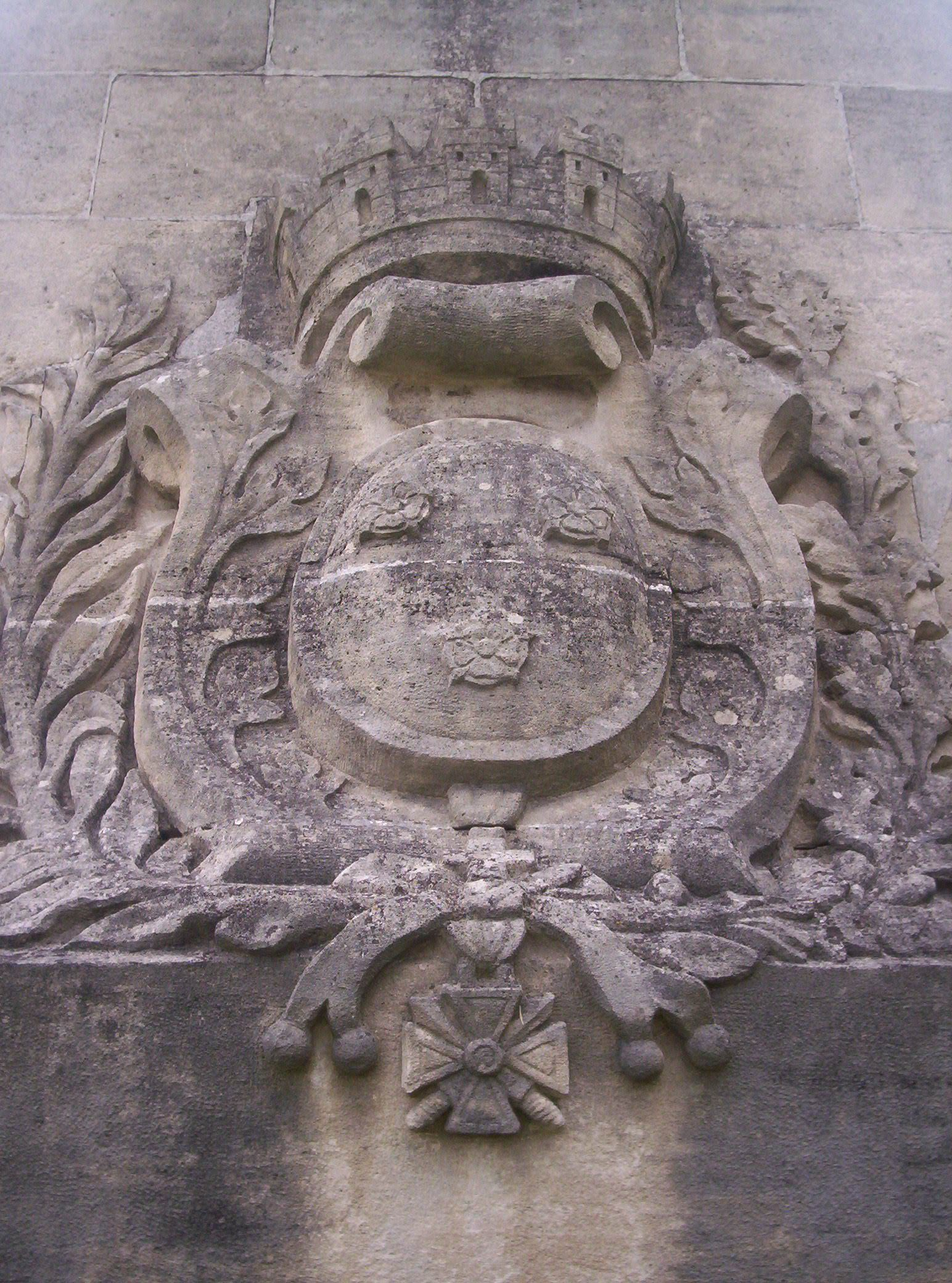
Armorial de la ville sur un monument du cimetière.

### Antiquité
Il n’a pas été retrouvé de documents concernant la fondation de la ville, mais on sait qu’à l’époque gallo-romaine, la Marne sert de délimitation entre la Gaule Celtique et la Gaule belgique. Épernay, étant sur la rive gauche, appartient à la Gaule Celtique. Elle apparaît dans certains écrits à partir du Ve siècle, date généralement considérée comme celle de la fondation de la ville. Il est généralement admis que la fondation d'Épernay date de 418 l'endroit étant déjà considérable en 445. Il semble pourtant que la fondation d’Épernay soit antérieure à l’installation des tanneurs comme le veut la légende. Des tombes datant du Ve siècle av. J.-C. y ont été retrouvées, notamment rue de Bernon.

### Moyen Âge
Après les invasions germaniques, la ville passe sous la domination des Francs et c'est Euloge, un officier de Clovis, qui se la voit attribuer. Il est, selon la tradition, le premier seigneur d’Épernay. Euloge se rend coupable d’un crime pour lequel Clovis le condamne à mort. C’est alors qu’il demande l'aide de saint Remi, qui réussit à convaincre le roi de Francs de le gracier. La légende raconte que pour remercier l’évêque de Reims, Euloge lui cède la ville. Remi, qui refuse ce don, achète la cité pour 5 000 livres d'argent,. Il semblerait néanmoins qu’en réalité Remi désirait posséder le château d’Épernay et qu’Euloge ne put lui refuser. Saint Remi confirmera dans son testament l’appropriation d’Épernay à l’Église de Reims.[réf. obsolète]
La position de la ville sur les bords de Marne fait qu’elle s’est souvent trouvée prise dans des batailles : 
En 533, Childebert Ier, roi de Paris, prend la ville et fait passer tous les habitants au fil de l’épée.
En 562, Chilpéric Ier l’assiège, et à partir de 565, exige des impôts si importants sur les vignes pour financer ses guerres incessantes que les habitants préfèrent fuir en abandonnant leurs terres.
En 593, c'est Frédégonde qui la fait piller.
En 720 puis en 765, la région souffre des guerres de Charles Martel qui investit la ville en 765.
Épernay fut restituée à l’Église de Reims en 846, à la sollicitation de l’archevêque Hincmar.

#### Bas Moyen Âge
En 1024, la ville entre dans le domaine des comtes de Champagne à la suite d'un traité entre l’archevêque de Reims Eble de Roucy et Eudes II, comte de Champagne. Elle reste sous leur influence jusqu’en 1284 où Jeanne Ire de Navarre, dernière comtesse de Champagne, épouse le roi Philippe IV le Bel, lui apportant la seigneurie d’Épernay. Durant cette période, le comte Eudes II fait reconstruire le château, à proximité du Cubry.
Vers 1145, Hermentorix, un riche habitant de la ville, finance la construction d’un premier hôpital alors appelé « léproserie » ou « maladrerie », bien que l’on n’y soignât pas seulement la lèpre. En 1166, Henri le Large, comte de Champagne, établit en franchise la « foire de la Madeleine ».
En 1205, le pape Innocent III rappelle par une bulle que les comtes de Champagne sont les vassaux de l'archevêque de Reims, pour Épernay, Fismes, Châtillon-sur-Marne, Vertus, et Vitry-en-Perthois
Quant au comte Thibault IV, il accorde à la ville une charte communale en 1231 ainsi que le droit d’organiser une compagnie d’archers qui a par la suite donné son nom à la rue des Archers. En 1229, la ville est incendiée lors du conflit qui oppose le comte Thibault IV et Hugues de Lusignan au sujet des droits revendiquées par Alix, reine de Chypre au comté de Champagne. Lors de la guerre de Cent Ans, Épernay est plusieurs fois pillée : par Édouard III d'Angleterre en 1359, puis par le fils de celui-ci en 1366.
Bien que revenue à la Couronne, la ville change encore de mains en 1388 quand le roi Charles VI donne la seigneurie d’Épernay à son frère, Louis d’Orléans. Son souvenir subsiste dans les noms de certains lieux-dits et bois environnants, comme l’étang d'Orléans ou la forêt d'Enghien, du nom de sa maîtresse Mariette d'Enghien. En 1398, Louis Ier d’Orléans, comte de Château-Thierry, de Vertus et seigneur de nombreux lieux dont Épernay, y reçoit le roi des Romains Venceslas.

### Temps modernes

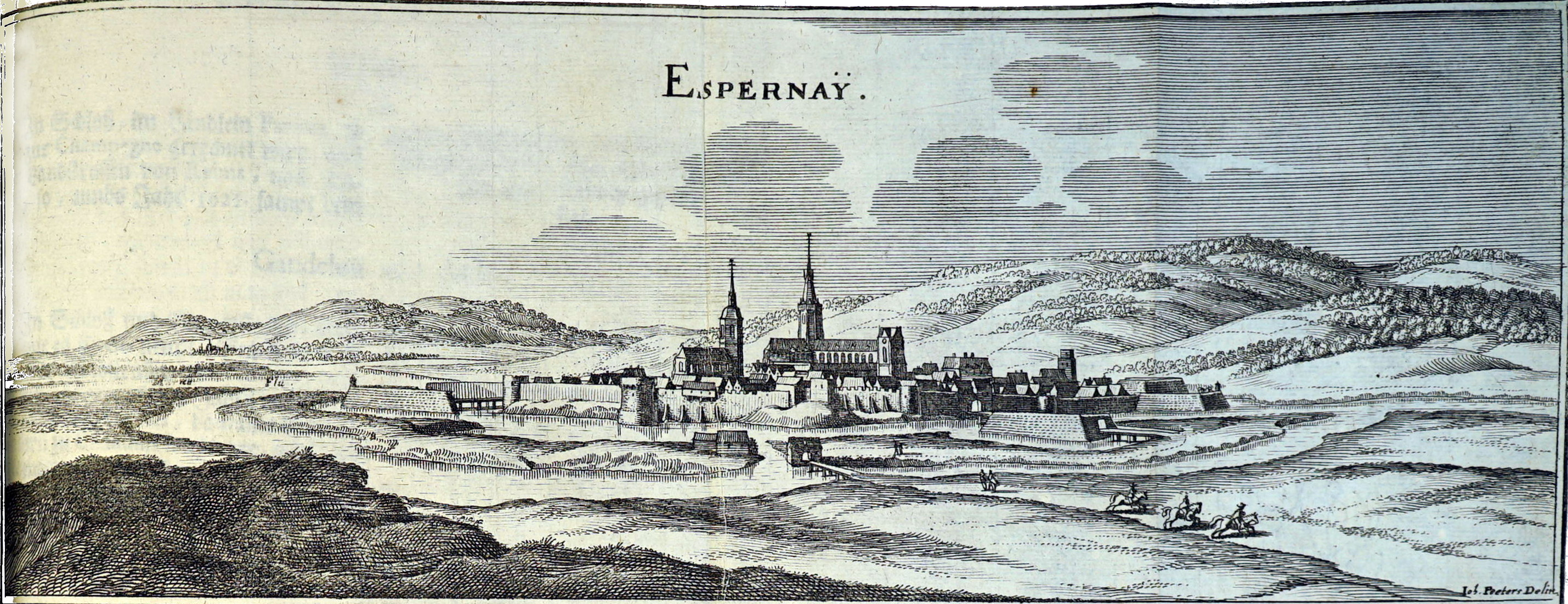
Au XVIIe siècle, ville fortifiée, gravure Johan Peeters, bibliothèque Carnegie (Reims).

Charles VI en fera cadeau à son frère Louis Ier d'Orléans. Son fils Charles en hérite mais étant prisonniers en Angleterre pendant vingt-cinq ans la donne à son frère Jean et en 1467 elle revient à Charles de Valois-Angoûlème puis en 1496 à François. En 1508, François y institue la Compagnie des Chevaliers de l'Arquebuse, alors que règne Louis XII, elle est constituée de notables sparnaciens afin de leur permettre de s'exercer à utiliser cette arme, alors nouvelle, pour défendre la commune. Cette compagnie laisse son nom à la rue de l'Arquebuse. Sacré roi, la seigneurie d'Épernay est donnée à Louise de Savoie en 1515 ; elle fait bâtir de nouvelles fortifications car son fils est en guerre contre Charles Quint et la ville est une porte d'entrée en France, ces constructions obligent à détourner le cours du ruisseau Le Cubry de son lit originel vers celui qu'il a encore aujourd'hui, mais il sert ainsi à baigner les remparts. Elle fait aussi paver la rue centrale, de Châlons à Paris, en 1522 fit confirmer par édit royal trois foires franches à la mi-carême, la Sainte-Croix et la Toussaint.
Louise de Savoie meurt en 1532 et la ville se trouve réunie à la couronne jusqu'en 1536, qui la donne en usufruit à Claude de Lorraine, duc de Guise. Celui-ci meurt en 1550 et la ville revient en usufruit à Pierre Strozzi qui meurt en 1558 ; elle passe alors à Philippe Strozi, puis Diane de Castro, François de Montmorency.
Malgré la protection de ces remparts et arquebusiers, la ville subit les ravages des guerres. Ainsi en septembre 1544, François Ier, alors en guerre contre Charles Quint, fera incendier la ville pour retarder la marche de ce dernier qui, après avoir brûlé Vitry-en-Perthois, essaye de prendre Épernay pour menacer Paris. Pierre de Ronsard fait allusion à ces faits militaires dans L'Hymne de Henri II :
Car tu es bien adroit, et de vaillant courage :

Tesmoing est de ton cœur cette jeune fureur

Dont tu voulus pres Marne assaillir l’Empereur,

Lequel ayant passé les bornes de la Meuse

Menassoit ton Paris, ta grand’ Cité fameuse
Des querelles religieuses tournent en véritables guerres de religion vers 1560 alors que la ville est sous la protection de Marie Ire d'Écosse. Le 14 septembre 1567, le prince de Condé s'empare d'Épernay et les huguenots renversent les fonts baptismaux, qui sont relevés en 1583 par les habitants, et brisent orgues, cloches et statues. Ils ne se retirent de la ville qu'après l'avoir désarmée et contre une rançon de 10 500 livres.

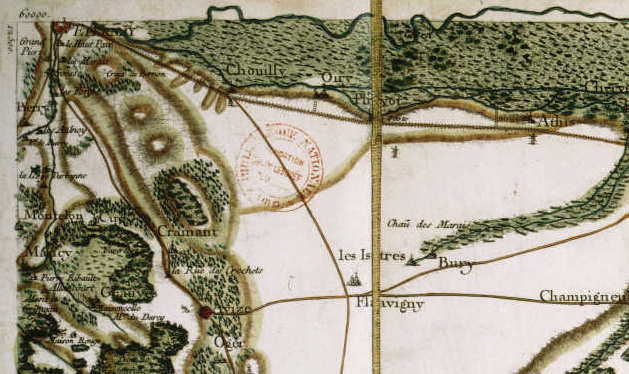
Épernay sur la Carte de Cassini, vers 1780.

En 1591, la ville tombe aux mains du baron de Rosne ; Henri IV décide alors de la reprendre et le maréchal de Biron, fidèle du roi, meurt lors du siège de la ville, le 26 juillet 1592. La ville est finalement reprise par Henri IV, le 9 août 1592.
Le 1er octobre 1615, le prince de Condé s'empare de la ville. Il l'obtient finalement par traité en 1616. Il cède la ville à Henri II d'Orléans-Longueville, comte de Saint-Pol, qui la conserve jusqu'à sa mort en 1631.
Étant sur le trajet de nombreuses invasions, la ville a longtemps et régulièrement servi de garnison. C'est ainsi qu'en 1629, fatigués de loger des troupes en raison des incessantes guerres prenant Épernay à partie, les habitants de la ville jettent de nombreux cavaliers du régiment Saint-Simon dans les puits publics ; la commune dut verser une amende sur 80 ans en réparation.
En 1634, c'est la révolte nobiliaire contre Richelieu, menée par le comte de Soissons, qui s'empare d'Épernay. En 1635, Louis XIII se présente devant la ville et la somme de se rendre, ce qu'elle fait le 1er septembre 1635. À la fin de l'année, c'est la peste qui frappe la ville et la laisse ruinée.
Sous la minorité de Louis XIV, en 1646, Épernay et d'autres domaines tels Château-Thierry ou Évreux sont échangés au duc de Bouillon avec Sedan, Rocroi et Raucourt, afin de conforter les marches du Nord-Est. La ville demeure aux mains des ducs de Bouillon jusqu'en 1789. Cette période de calme relatif, pendant laquelle Hercule-Meriadec, prince de Rohan-Soubise est gouverneur de Champagne, permet des aménagements et des évolutions techniques. Ainsi en 1725, des travaux sont entrepris pour ouvrir la montagne de Mardeuil et y faire passer la route de Châlons-sur-Marne à Paris. En 1750, les rues de la ville sont pavées pour la première fois et en 1790, Thomas-Isidore Paroissien établit la première imprimerie de la ville.

### Révolution française et Empire
Lors de la Révolution française, l'histoire de France se confond avec celle d'Épernay quand le 23 juin 1791, Louis XVI, arrêté lors de sa tentative d'évasion à Varennes-en-Argonne, fait une halte dans la ville sur le trajet du retour à Paris. La famille royale descend à l'hôtel de Rohan où elle prend un dîner et reste environ une heure avant de poursuivre sa route vers Dormans. Trois Sparnaciens sont victimes de dénonciations révolutionnaires pendant la Terreur. La fin du siècle est cependant calme et permet de nouveaux aménagements à la ville.
Le 23 mai 1797, la municipalité arrête les dispositions concernant la bibliothèque de la ville dont notamment, pour la première fois, son caractère public. En 1806, une compagnie de sapeurs-pompiers est créée.
Lors de la Révolution française, la ville devient le chef-lieu du canton et du district d’Épernay. En 1800, elle devient la sous-préfecture de l’arrondissement d'Épernay.
Lors de la Campagne de France la ville subit les ravages des armées coalisées. Après la chute de l'Empire, Épernay s'installe dans une période d'accalmie qui lui permet de se consacrer à son organisation (en 1837, les rues de la ville sont nommées et ses habitations numérotées) et ses équipements. Le 26 décembre 1846, c'est l'éclairage public au gaz qui est installé. La section Meaux - Épernay de la ligne ferroviaire Paris-Strasbourg est inaugurée le 2 septembre 1849 par le prince-président Louis-Napoléon Bonaparte, futur empereur. La totalité de la ligne est ouverte le 12 août 1852. En 1849, une épidémie de choléra pousse à agrandir le cimetière. Cinq ans plus tard, la ligne ferroviaire Épernay - Reims est mise en service.

### Époque contemporaine

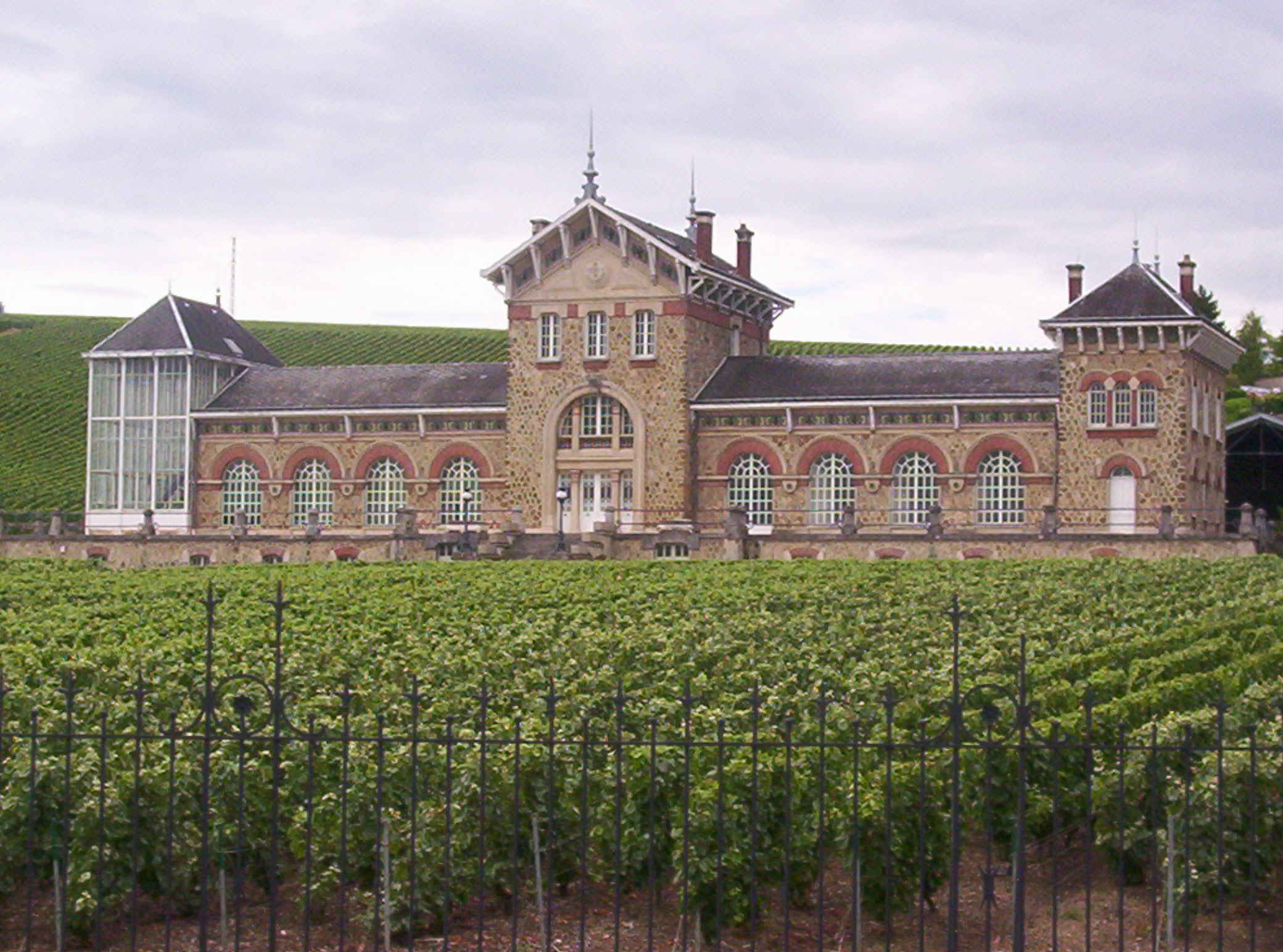
L'institut de recherche viticole et œnologique Moët et Chandon dit « Fort Chabrol ».

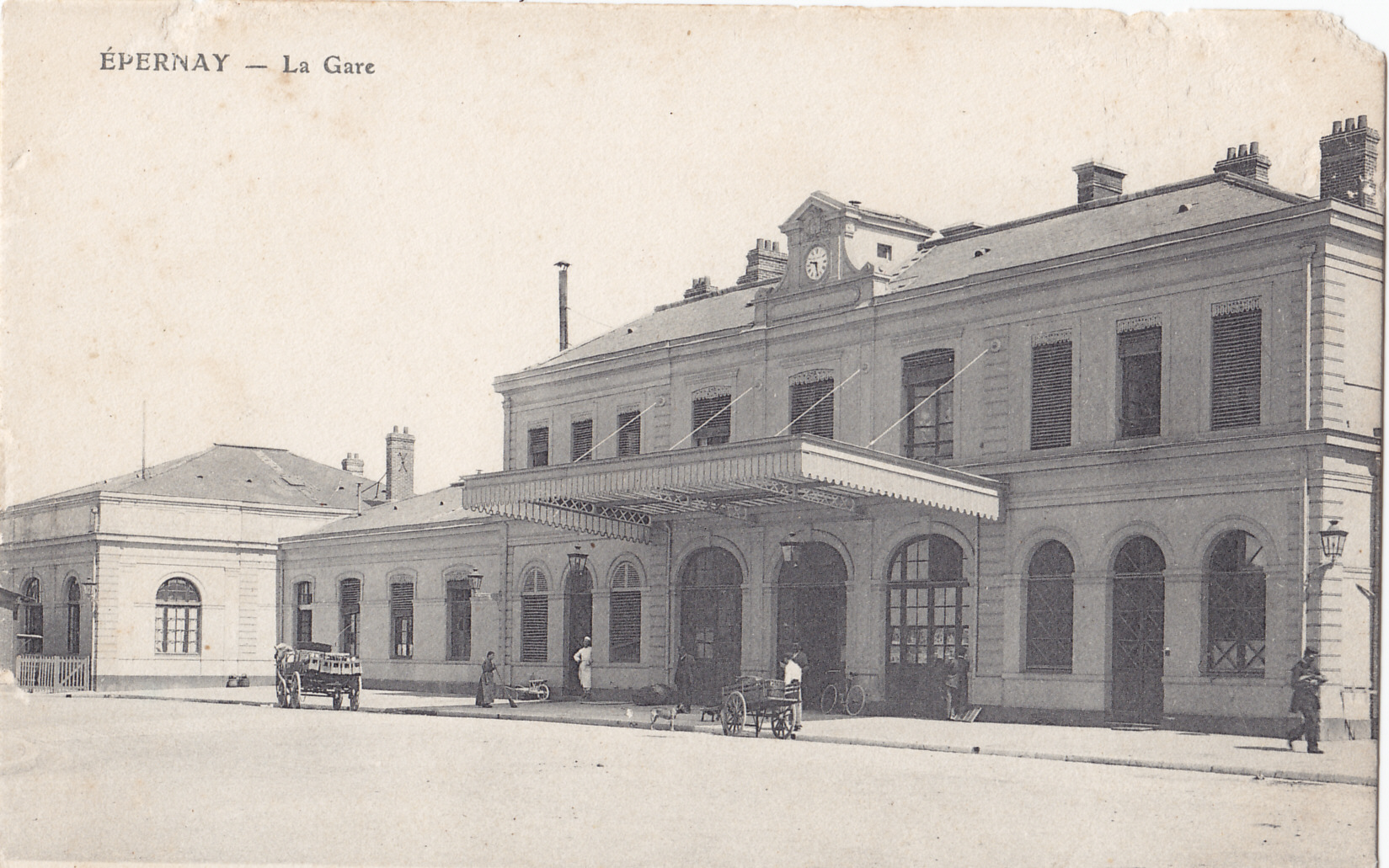
La ville est desservie par la gare d'Épernay depuis 1849.

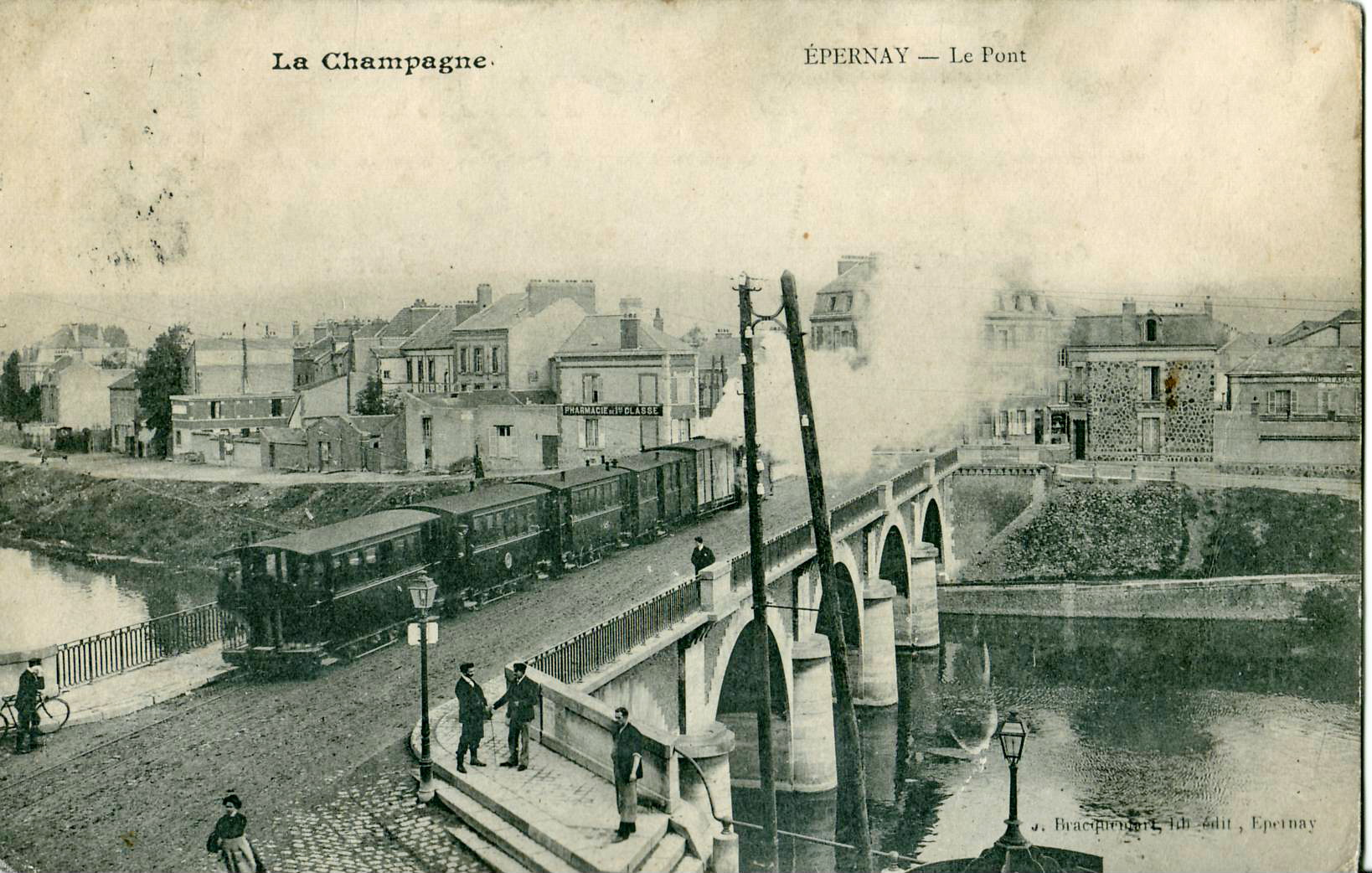
Le Pont d'Épernay avant la Première Guerre mondiale.
Un convoi des Chemins de fer de la Banlieue de Reims passe sur l'ouvrage.

Avec la guerre de 1870, le territoire est occupé par les Prussiens le 8 septembre et de multiples contraintes sont mises en place comme la suppression de la chasse. Entre-temps, la ligne de chemin de fer entre Épernay et Romilly-sur-Seine est inaugurée. Le 1er novembre 1872 marque la fin de l'occupation.
Malgré ces tourments, la ville s'agrandit et, en 1900, est construite la première usine électrique, modernisée en 1912 pour fournir le courant alternatif ; elle n'est plus suffisante pour la demande dès 1934.
En 1878, le 26e bataillon de chasseurs quitte la ville. Pourtant, la ville réclame rapidement une nouvelle présence militaire pour la protéger mais malgré son insistance, le 31e régiment de dragons ne s'installe que le 15 avril 1896 sur des terrains au lieu-dit les Terres Rouges. En 1907, c'est le 9e régiment de dragons qui s'installe jusqu'à la Seconde Guerre mondiale. Se sont ensuite succédé le 8e bataillon de chasseurs portés, une unité d'artillerie spéciale (7e régiment d'artillerie), deux régiments de génie (34e régiment du génie puis après la dissolution de celui-ci, le 13e régiment du génie) avant que les terrains ne soient attribués à la communauté de communes du fait de la compression des effectifs militaires.
Le 27 juillet 1903 la ville est reliée à Montmirail par le train des C.B.R, puis à Ambonnay le 8 avril 1904 pour pouvoir aller à Reims ou Châlons.

#### Première Guerre mondiale
Lors de la Première Guerre mondiale, la ville est détruite aux deux-tiers. Elle est occupée, pendant la retraite de la Marne, du 4 au 11 septembre 1914 par l'armée allemande qui fait sauter le pont de la Marne lors de sa retraite. Le 5 septembre 1914 au matin, le maire, Maurice Pol Roger, est pris en otage et emmené en voiture jusqu'à Cuis pour être interrogé sur la disparition de parlementaires allemands. Il est finalement libéré dans la soirée et regagne sa mairie à pied.
Elle devient par la suite une ville d'arrière-front, le front s'étant stabilisé de fin 1914 à mai 1918 vers Reims, à 35 km au nord. À ce titre, elle est un point de passage des troupes qui y stationnent en grand nombre ; ainsi Épernay devient un important centre hospitalier. Sa proximité avec le front lui fait subir de nombreux bombardements, surtout à partir de 1917, et lui fait craindre de tomber aux mains ennemies lors de l'offensive allemande de mai 1918.

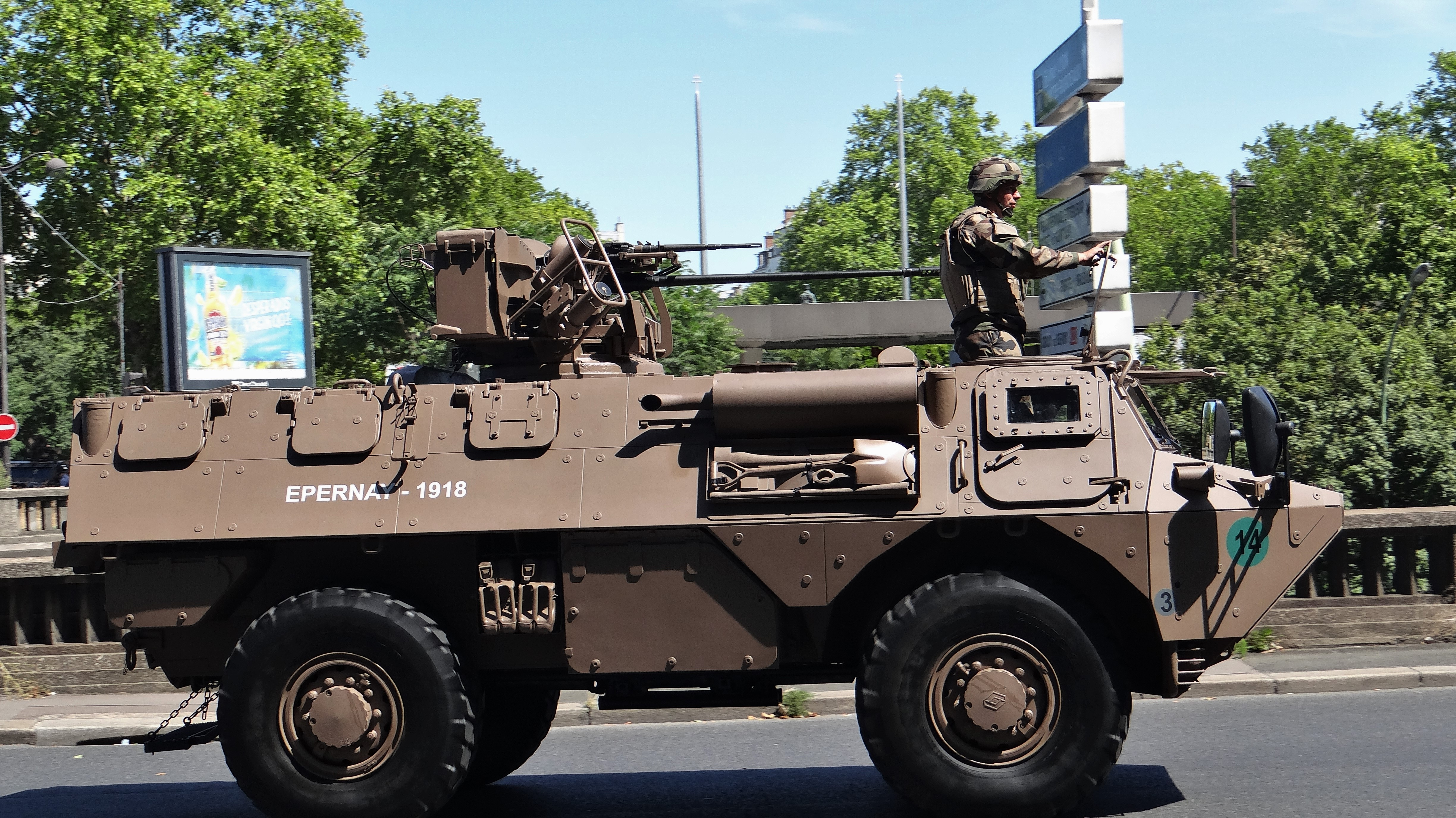
L'armée française commémore la bataille d'Epernay de 1918.

Le 27 mai, l'armée allemande du général von Boehn passe l'Aisne puis la Vesle et pénètre dans le Tardenois. Du 2 au 18 juin 1918 Épernay est bombardée par l'artillerie et l'aviation puis à nouveau du 14 au 25 juillet. Les bombardements de juillet détruisent une grande partie de la rue du Commerce (actuelle avenue de Champagne) : les bâtiments des maisons de champagne Chanoine Frères, Mercier, Moët & Chandon et Raoul Chandon sont ravagés. La rue du Paulmier et l'église Notre-Dame sont également gravement endommagées. 
Entre 1916 et 1918, ce sont 1 422 obus ou bombes qui tombent sur la ville, tuant 63 Sparnaciens et en blessant 84 autres.
Le 15 juillet une nouvelle offensive allemande débute de Bligny à Château-Thierry et de Massiges au fort de la Pompelle avec comme objectif principal Épernay et Montmirail qui doivent être pris dès le début. Les troupes de von Boehn parviennent à franchir la Marne et un engagement meurtrier a lieu vers Montvoisin, sur la commune d'Œuilly. Attaquées sur le flanc par les troupes du général Mitry, les troupes de von Boehn repassent la Marne et reculent, dégageant ainsi Épernay définitivement.

Médaille de la Croix de Guerre 1914-1918 italienne dont la ville est décorée.

La ville est décorée de la Croix de guerre le 8 février 1920, par le président de la République Raymond Poincaré, pour sa résistance aux souffrances de la guerre. Il en profite pour inaugurer le nouvel hôtel de ville, ancien hôtel Auban-Moët.

#### Seconde Guerre mondiale
Lors de la Seconde Guerre mondiale, Épernay est évacuée le 12 juin 1940 à l'aide de convois ferroviaires. Elle subit l'arrivée des nazis à partir du 14 juin dans une ville morte où seuls quelques rares habitants ont demeuré malgré les mises en garde. La prise fût sans bombardement massif, à l'exception du pont routier sur la Marne rapidement remplacé par un pont de bois.
 Épernay est libérée le 28 août 1944 par la 7th Armored Division, conduite par le général Silvester, de la 3e armée du général Patton. Lors de cette guerre, la ville déplore la perte de 34 fusillés, 88 déportés morts dans les camps et 137 victimes diverses et décorée de la Croix de guerre 1939-1945.
Un habitant a par ailleurs été admis parmi les 4281 Justes parmi les nations de France pour avoir sauvé des personnes juives persécutées par le régime nazi et le gouvernement de Vichy : Jean Royer,.

### Histoire vinicole
« Épernay, c’est la ville du vin de Champagne. Rien de plus, rien de moins. »
— Victor Hugo, Le Rhin, 21 juillet 1842.
L'histoire d'Épernay est étroitement liée à celle du vin de Champagne. Son vin est connu dès l'époque gallo-romaine sous l'appellation « vin de rivière ». Cependant cette économie fondée sur la vigne est régulièrement et durement frappée lorsque les récoltes ne permettent pas de vendre le vin pour acheter des denrées alimentaires. En 1698, la ville est frappée par la famine, puis en 1709 et 1740, à la suite de gelées en mai. En 1725, la pluie qui débute en avril et ne cesse presque pas pendant dix mois cause d'importants dégâts outre la disette ; en 1816, le mauvais temps et les inondations empêchent les récoltes.
En 1730, les frères Chanoine fondent la première maison de champagne de la ville, un an après Ruinart à Reims. En 1778, dans son Almanach général des marchands, négociants, armateurs et fabricants de la France et de l'Europe, l'éditeur parisien Grangé recense parmi les principaux négociants en vin de la ville « Marc, Germon (veuve), De Parté (l'aîné), Gillet, Dautez, Lochet du Chênet, Lochet de Vaudidon, Moette l'aîné, Villème », ce qui fait sept maisons de champagne importantes. Cette production donne un fort essor économique à Épernay. De nombreux hôtels particuliers abritant les grandes maisons de champagne sont construits entre la seconde moitié du XVIIIe siècle et la fin du XIXe siècle, dotant la ville d'un patrimoine riche.

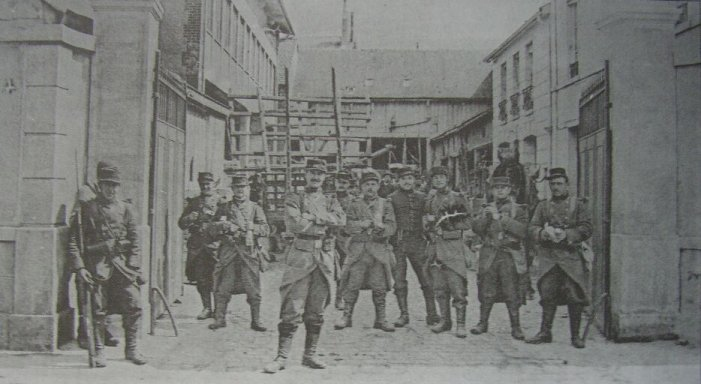
L'armée à Épernay, lors de la révolte des vignerons de 1911.

En 1911 se déclenche la révolte des « Cossiers ». Les vignerons durement touchés par les ravages du phylloxéra et les fluctuations du marché assistent impuissants à l'importation frauduleuse par les négociants de vins venus d'autres régions. Des mesures complémentaires pour lutter contre cette fraude tardent à se mettre en place. Dans une région où la vigne est une activité essentielle, la crise mobilise les populations. Le 19 janvier 1911, les vignerons se révoltent contre les négociants, le vignoble de la vallée de la Marne est en état de siège. La crise ne s'arrête qu'après l'occupation militaire de la région et une forte répression. Le 31e régiment de dragons, en garnison à Épernay, et des éléments de renfort de quatre autres régiments, dont un bataillon des 132e et 106e régiments d'infanterie de ligne, interdisent l'accès d'Épernay et, montant la garde à la gare et chez des négociants, se répartissent entre Ay, Cumières, Damery, Hautvillers et Venteuil.

## Politique et administration

### Rattachements administratifs et électoraux

#### Rattachements administratifs
La commune est le chef-lieu de l'arrondissement d'Épernay du département de la Marne.
Elle était de 1793 à 1973 le chef-lieu du canton d'Épernay, année où celui-ci est scindé et la ville répartie entre les cantons d'Épernay-1 et d'Épernay-2. Dans le cadre du redécoupage cantonal de 2014 en France, cette circonscription administrative territoriale a disparu, et le canton n'est plus qu'une circonscription électorale.

#### Rattachements électoraux
Pour les élections départementales, la ville est à nouveau divisée entre deux cantons dont elle est le bureau centralisateur, différents de ceux créés en 1973 mais qui portent la même dénomination : 
- le canton d'Épernay-1, qui comprend notamment la partie de la commune  située au nord d'une ligne définie par l'axe des voies et limites suivantes : depuis la limite territoriale de la commune de Mardeuil, avenue Jean-Jaurès, rue Pasteur, rue de Nommois, rue du Moulin-Brûle, place Victor-Hugo, rue de la Tour-Biron, rue des Tanneurs, boulevard de la Motte, rue Pierre-Semard, rue de Verdun, rue d'Alsace, avenue de Champagne, rue Godart-Roger, rue Henri-Lelarge, rue Croix-de-Bussy, rue Maurice-Cerveaux, rue Godart-Roger, rue de Belle-Noue (exclue), chemin des Hautes-Justices, avenue du Vercors, avenue d'Ettinglen, rue Johannes-Brahms, ligne droite de l'intersection des rue Johannes-Brahms et rue Jean-Sébastien-Bach à la limite territoriale de la commune de Chouilly ;
- le canton d'Épernay-2, qui comprend le surplus d'Épernay et 17 autres communes.

Pour l'élection des députés, elle fait partie de la troisième circonscription de la Marne.

### Intercommunalité
Épernay  était le siège de la communauté de communes Épernay Pays de Champagne, un établissement public de coopération intercommunale (EPCI) à fiscalité propre créé en 2001 et auquel la commune avait transféré un certain nombre de ses compétences, dans les conditions déterminées par le code général des collectivités territoriales. Cette intercommunalité succédait au District urbain d'Épernay constitué en 1966 et qui regroupait initialement Épernay, Pierry, Magenta, et Mardeuil
Dans le cadre des dispositions de la loi portant nouvelle organisation territoriale de la République du 7 août 2015, qui prévoit que les établissements publics de coopération intercommunale (EPCI) à fiscalité propre doivent avoir un minimum de 15 000 habitants, cette intercommunalité a fusionné avec la communauté de communes de la Région de Vertus, le 1er janvier 2017, la communauté d'agglomération Épernay, Coteaux et Plaine de Champagne, dont est Épernay est le siège.

### Élections municipales et communautaires

#### Élections les plus récentes
À l'issue des élections municipales de 2008, Franck Leroy (DVD) a été réélu maire d'Épernay avec 53,14 % des suffrages.
Lors du second tour des élections municipales de 2014 dans la Marne, la liste UMP-UDI menée par le maire sortant Franck Leroy obtient 3 977 voix (56,54 %, 	28 conseillers municipaux élus dont 23 communautaires), devançant très largement celles menées respectivement : 

-  Sébastien Durançois (FN, 1 276 voix, 18,14 %, 3 conseillers municipaux élus dont 2 communautaires) ; 

- Jean Paul Angers (DVG, 1 204  voix, 17,11 %, 3 conseillers municipaux élus dont 2 communautaires) ; 

- Marc Lefèvre (PS-PCF-EELV, 576 voix, 8,18 %, 1 conseillers municipal et communautaire élu. 

Lors de ce scrutin, 51,85 % des électeurs se sont abstenus.
Lors du premier tour des élections municipales de 2020 dans la Marne, la liste Divers centre menée par le maire sortant  Franck Leroy  obtient la majorité absolue des suffrages exprimés, avec 2 479 voix (61,02 %, 29 conseillers municipaux élus dont 25 communautaires), devançant très largement celles menées respectivement:
 
- Jean-Paul Angers (DVG, 882 voix, 21,71 %, 4 conseillers municipaux élus dont 3 communautaires) ;

- Cindy Demange (RN, 589 voix, 14,50 %, 2 conseillers municipaux et communautaires élus) ;

- Laurence d'Albaret (LO, 112 voix, 2,75 %, pas d'élus) ; 

Lors de ce scrutin marqué par la pandémie de Covid-19 en France, 71,95 % des électeurs se sont abstenus.

#### Administration municipale
Compte-tenu de la population de la commune, son conseil municipal  est composé de trente-cinq membres.

#### Liste des maires
Depuis 1945, sept maires se sont succédé à Épernay :
| Période       | Période                    | Identité         | Étiquette                      | Qualité |
| ------------- | -------------------------- | ---------------- | ------------------------------ | --- |
| 1945          | 1948                       | Alcide Benoît,   | PCF                            | Ajusteur à la SNCF Conseiller général d’Épernay-1 (1945 → 1949) Député de la Marne (1945 → 1946) Conseiller de la République (1946 → 1948) |
| 1948          | 1970                       | Roger Menu,      | MRP                            | Moniteur d'apprentissage Conseiller de la République (1946 → 1948) Sénateur de la Marne (1948 → 1970) Conseiller général d'Épernay-1 (1949 → 1967) Vice-président du conseil général de la Marne Président du district urbain d’Épernay (1966 → 1970) Mort en fonction                                      |
| octobre 1970  | mars 1977                  | Bernard Stasi,   | UDF-CDS                        | Administrateur civil Député de la Marne (4e circ.) (1968 → 1973 puis 1978 → 1986) Ministre des Départements et Territoires d’Outre-Mer (1973 → 1974) |
| mars 1977     | mars 1983                  | Jacques Perrein, | PCF                            | Instituteur, militant syndical Conseiller général d’Épernay-2 (1979 → 1985) Président du district urbain d’Épernay |
| mars 1983     | mai 2000                   | Bernard Stasi,   | UDF                            | Administrateur civil Député de la Marne (4e circ. puis 6e circ.) (1968 → 1973 puis 1978 → 1993) Président du conseil régional de Champagne-Ardenne (1981 → 1988) Député européen (1994 → 1998) Médiateur de la République (1998 → 2004) Démissionnaire                                                      |
| mai 2000      | 2023                       | Franck Leroy     | UDF puis UDI puis HOR puis DVD | Avocat, directeur du cabinet de François Baroin, maire de Troyes Président de la CA Épernay, Coteaux et Plaine de Champagne (2017 → ) Conseiller régional du Grand Est (2016 → ) Président du Conseil régional du Grand Est (2023 → ) Démissionnaire après son élection comme président du conseil régional |
| janvier 2023, | En cours (au 24 juin 2024) | Christine Mazy   | DVD                            | Cheffe d'une entreprise de conseil viticole Vice-présidente de la CA Épernay, Coteaux et Plaine de Champagne (2020 → ) |

### Autres élections
Politiquement, Épernay est une ville plutôt orientée centre-droit, les électeurs ayant continuellement renouvelé leur soutien aux majorités municipales centre-droit depuis 1983.
À l'élection présidentielle de 2007, le premier tour a vu arriver en tête Nicolas Sarkozy avec 29,42 % des suffrages exprimés, puis Ségolène Royal avec 25,30 %, suivi de François Bayrou avec 17,77 % puis Jean-Marie Le Pen avec 12,62 %, Olivier Besancenot avec 5,19 %, les autres candidats ne dépassant pas le seuil de 5 %. Au second tour, les électeurs ont voté à 51,34 % pour Nicolas Sarkozy contre 48,66 % pour Ségolène Royal avec un taux d'abstention de 24,61 %.
Lors de l'élection présidentielle de 2012, les quatre premiers candidats retenus par les électeurs de la commune ont été François Hollande (28,36 % des suffrages exprimés), Nicolas Sarkozy (25,62 %), Marine Le Pen (19,94 %) et Jean-Luc Mélenchon10,48 %). 
Au second tour, le candidat élu François Hollande a recueilli 5 343 voix (52,41 %) et Nicolas Sarkozy 4 851 voix (47,59 %), lors d'un scrutin où 28,32 % des électeurs se sont abstenus.
Lors de l'élection présidentielle de 2017, les quatre premiers candidats retenus par les électeurs de la commune ont été Marine Le Pen (24,49 % des suffrages exprimés), Emmanuel Macron (22,71 %), François Fillon (20,42 %) et Jean-Luc Mélenchon (17,72 %).
Au second tour, le candidat élu Emmanuel Macron a recueilli 5 327 voix (60,42 % et Marine Le Pen 3 489 voix (39,58 %) lors d'un scrutin où 33,48 % des électeurs se sont abstenus.
Lors de l'élection présidentielle de 2022, les quatre premiers candidats retenus par les électeurs de la commune ont été Emmanuel Macron (29,34 % des suffrages exprimés),  Marine Le Pen (27,78 %), Jean-Luc Mélenchon (18,41 %) et Éric Zemmour (6,59 %)
Au second tour, le candidat élu Emmanuel Macron a recueilli 4 796 voix et Marine Le Pen  4033 voix (45,68 %) lors d'un scrutin où 36,00 % des électeurs se sont abstenus.

### Politique de développement durable
La ville s'investit dans le développement durable via une politique visant à privilégier le cadre de vie. Ainsi, les bus de la commune (Mouvéo) roulent au diester depuis 1994.
Épernay s'engage aussi dans la propreté avec un programme de lutte contre les déjections canines.
Enfin Épernay pratique le tri sélectif des déchets et met deux déchetteries — gratuitement dans la limite d'1 m3 par jour — à disposition des particuliers (déchetterie de Chouilly, déchetterie de Magenta). Fin juin 2007, la commune avec sa Communauté de communes a inauguré la station d'épuration communale qui est la première en Europe à utiliser la technique de l'oxydation par voie humide (OVH).
Pour continuer son action dans le sens de la préservation de l'environnement, la municipalité affirme désirer se doter d'une Charte d'écoresponsabilité et d'un Agenda 21 qui viserait à mettre en œuvre un programme d'actions pour améliorer la qualité de vie des habitants, économiser les ressources naturelles et renforcer l'attractivité du territoire. La réalisation a vu son lancement en février 2010.
La commune est le 36e signataire de la Charte régionale de développement de la qualité environnementale des bâtiments.

### Jumelages
| Ville | Ville          | Pays | Pays         | Période     |
| ----- | -------------- | ---- | ------------ | ----------- |
|       | Clevedon,      |      | Royaume-Uni  | depuis 1990 |
|       | Ettlingen,     |      | Allemagne    | depuis 1953 |
|       | Fada N’Gourma, |      | Burkina Faso | depuis 1979 |
|       | Middelkerke,   |      | Belgique     | depuis 1967 |
|       | Montespertoli, |      | Italie       | depuis 2004 |

## Équipements et services publics
La commune abrite de nombreuses administrations et services publics sur son territoire : bureaux de poste, centre des impôts, trésorerie principale, pôle emploi, sécurité sociale (CPAM), caisse d'allocations familiales (CAF), etc.
Un Consulat honoraire des Pays-Bas (avenue de Champagne) est installé à Épernay.
Le Comité interprofessionnel du vin de Champagne (CIVC) possède son siège à Épernay ; il a notamment pour rôle de gérer l'appellation d'origine contrôlée du champagne.
Le Syndicat général des vignerons de la Champagne (SGV) est aussi installé à Épernay.

### Espaces publics
La commune obtenu en 2006 trois fleurs au label villes et villages fleuris et compte trois parcours de promenade fleurie au départ de l'église Saint-Pierre-Saint-Paul d'une durée variable de 35 min à 55 min.

#### Petite enfance
Épernay possède divers équipements destinés à la petite enfance :
- deux crèches collectives : crèche Tom Pouce, crèche Thiercelin ;
- une crèche familiale ;
- trois haltes garderie : les P’tits bouchons, la Piraterie et la Baleine bleue ;
- la Passerelle : un lieu d’accueil parents/enfants.

### Enseignement

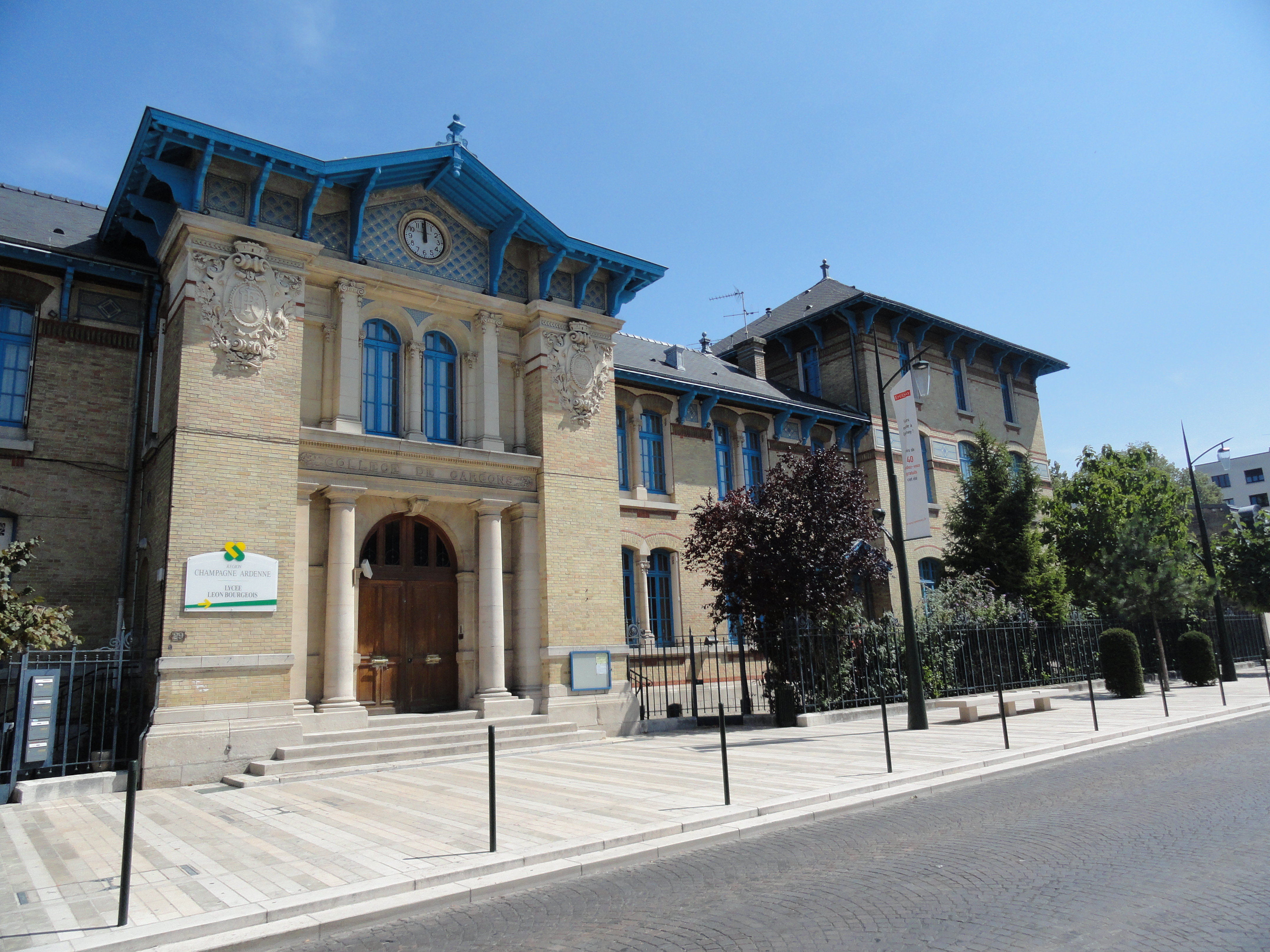
Le lycée Léon-Bourgeois.

La ville d’Épernay relève de l’académie de Reims, située dans la zone B pour les vacances scolaires.
La commune d’Épernay compte en 2012 onze écoles maternelles, parmi elles deux sont privées : Saint-Charles et Sainte-Marie. Les neuf autres sont publiques : Belle-Noue, Crayère, Louise-de-Savoie (anciennement Docteur-Verron), Fontaine-les-Bergers, Horticulture, Jancelins, Langevin, Pré-aux-Coudes-Rive-droite et Saintonge.
La ville accueille également dix écoles élémentaires : Yvette-Lundy, Belle-Noue, Chaude-Ruelle, Crayère, Jean-Jacques-Rousseau-Marx-Dormoy, Jean-Jaurès, Vignes-Blanches, Sainte-Marie, Saint-Charles ; ces deux dernières sont des établissements privés.
Il y a quatre collèges sparnaciens : Côte-Legris, Jean-Monnet, Terres-Rouges et Notre-Dame - Saint-Victor. Parmi les quatre lycées de la ville, on trouve deux lycées uniquement d'enseignement général : Léon-Bourgeois et Notre-Dame-Saint-Victor. Le lycée Godart-Roger est un lycée général, technologique et professionnel. Sainte-Marie est un lycée professionnel privé. Depuis la rentrée 2012, les lycées Godart-Roger et Léon-Bourgeois collaborent pour améliorer leur offre de formations. À la rentrée 2013-2014, les deux établissements fusionnent et deviennent le lycée Stéphane-Hessel.

### Santé et solidarité

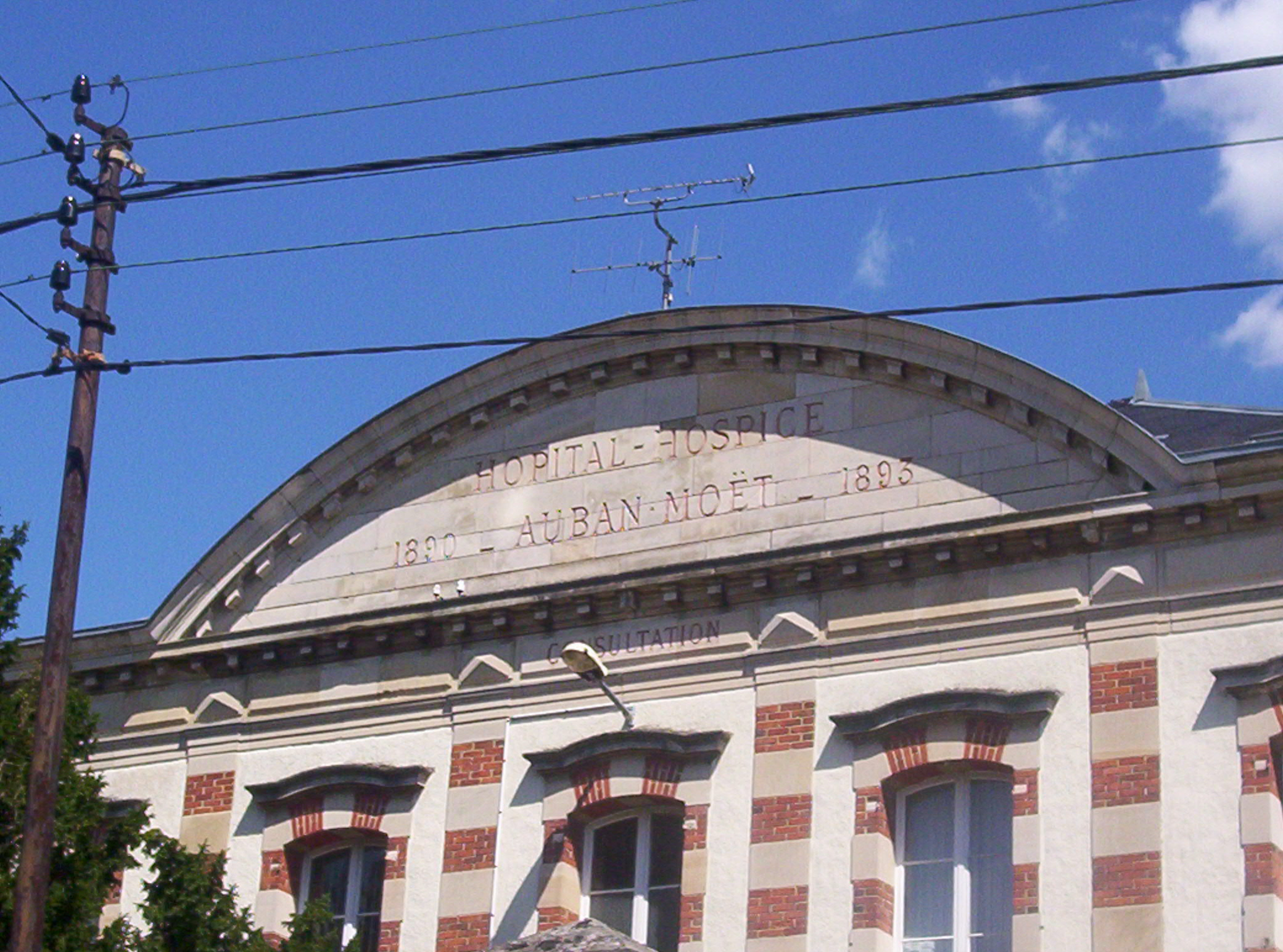
Centre hospitalier Auban-Moët.

Épernay abrite le Centre Hospitalier Auban-Moët avec 541 lits, la clinique d'Épernay avec 100 lits et la maison Sainte-Marthe, un établissement hospitalier de soins de suite et de rééducation avec 51 lits.
On y trouve aussi un centre médico-psycho-pédagogique (CMPP) et un centre d'action médico-sociale précoce (tous deux, rue Chocatelle), ainsi qu'un centre d'accueil et de soins pour les toxicomanes (CAST - avenue Foch), un hôpital de jour dit Winnicot (avenue Jean-Jaurès) et un centre d'accueil thérapeutique pour enfants et adolescents (rue des Petits-Prés).
En 2007, la commune compte deux cabinets de radiologie, trois laboratoires d'analyses médicales, une quinzaine de médecins généralistes et treize pharmacies.
La ville dispose de plusieurs établissements publics (Résidence Le Cèdre, Résidence Le Hameau Champenois, Logement-foyer André-Chenier) et privés (Résidence Les Trois-Roses) d'hébergement pour personnes âgées valides.
La ville est dotée de structures pour les cas d'urgence.
Ainsi, la délégation locale de la Croix-Rouge est dotée d'un centre d'hébergement d'urgence (CHU) pouvant accueillir cinquante personnes en cas de plan d'urgence.
L'accueil Saint-Vincent-de-Paul (ASVP) possède un hébergement d'urgence pour les hommes de passage ou sans domicile fixe (seulement la nuit, quatorze places) et un hébergement d'urgence pour les femmes seules ou avec enfants, en attente d'une solution de relogement (quatorze places).

### Justice, sécurité, secours et défense

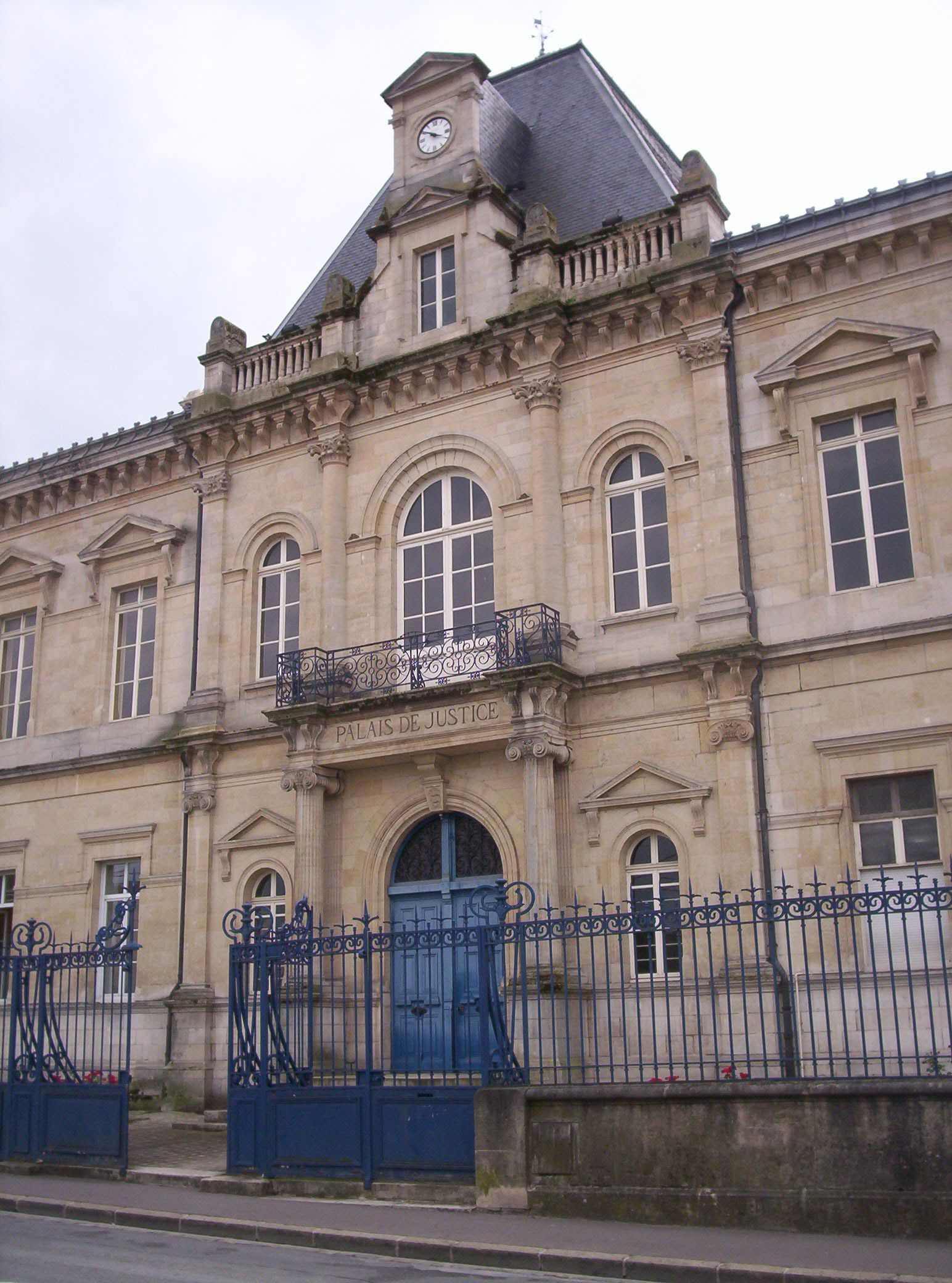
Palais de justice.

Épernay regroupe une caserne de sapeurs-pompiers d'un effectif de 54 pompiers professionnels, un commissariat de police, une gendarmerie et une police municipale.
La ville, pour s'investir dans la lutte contre l'insécurité routière, s'est équipée, en 2003, d'un radar eurolaser de type jumelles. Le taux de criminalité de la circonscription de police d'Épernay était de 59,71 actes pour 1 000 habitants (crimes et délits, chiffres 2005) ce qui en fait le plus faible de la région Champagne-Ardenne derrière Chaumont (56,34 ‰), très largement inférieur aux moyennes nationale (83 ‰) et régionale (76,89 ‰). Le taux de résolution des affaires par les services de police était la même année de 43,04 ‰, le plus élevé de la région.
Pour les juridictions, Épernay possède un conseil de prud'homme. Son tribunal de commerce a fusionné avec celui de Reims et son tribunal d'instance avec celui de Châlons-en-Champagne. Elle dépend du tribunal de grande instance et du tribunal administratif de Châlons-en-Champagne, de la cour d'appel de Reims et de la Cour administrative d'appel de Nancy.

## Population et société

### Démographie
Les habitants sont appelés les Sparnaciens.

#### Évolution démographique
L'évolution du nombre d'habitants est connue à travers les recensements de la population effectués dans la commune depuis 1793. Pour les communes de plus de 10 000 habitants les recensements ont lieu chaque année à la suite d'une enquête par sondage auprès d'un échantillon d'adresses représentant 8 % de leurs logements, contrairement aux autres communes qui ont un recensement réel tous les cinq ans,.

En 2022, la commune comptait 22 022 habitants, en évolution de −4,6 % par rapport à 2016 (Marne : −1,19 %, France hors Mayotte : +2,11 %).
| 1793  | 1800  | 1806  | 1821  | 1831  | 1836  | 1841  | 1846  | 1851  |
| ----- | ----- | ----- | ----- | ----- | ----- | ----- | ----- | ----- |
| 3 736 | 4 480 | 4 544 | 4 977 | 5 318 | 5 457 | 5 978 | 6 095 | 7 386 |

| 1856  | 1861   | 1866   | 1872   | 1876   | 1881   | 1886   | 1891   | 1896   |
| ----- | ------ | ------ | ------ | ------ | ------ | ------ | ------ | ------ |
| 9 346 | 10 598 | 11 704 | 12 927 | 15 506 | 16 388 | 17 907 | 18 361 | 19 377 |

| 1901   | 1906   | 1911   | 1921   | 1926   | 1931   | 1936   | 1946   | 1954   |
| ------ | ------ | ------ | ------ | ------ | ------ | ------ | ------ | ------ |
| 20 478 | 21 637 | 21 811 | 21 806 | 20 589 | 20 381 | 20 406 | 19 703 | 21 222 |

| 1962   | 1968   | 1975   | 1982   | 1990   | 1999   | 2006   | 2011   | 2016   |
| ------ | ------ | ------ | ------ | ------ | ------ | ------ | ------ | ------ |
| 21 882 | 26 583 | 29 677 | 27 668 | 26 682 | 25 844 | 24 456 | 23 888 | 23 084 |

| 2021   | 2022   | - | - | - | - | - | - | - |
| ------ | ------ | - | - | - | - | - | - | - |
| 22 001 | 22 022 | - | - | - | - | - | - | - |

Épernay a connu une croissance démographique progressive et régulière accompagnant son urbanisation. Le maximum de la population a été atteint en 1975 avec 29 677 habitants. Mais depuis les années 1970, elle baisse lentement à l'image de sa région où même si les naissances restent plus nombreuses que les décès, il existe un important déficit migratoire dû au départ des jeunes adultes qui quittent une région considérée comme peu attractive de par son climat et son contexte économique peu favorable.

#### Pyramide des âges
La population de la commune est relativement jeune.
En 2018, le taux de personnes d'un âge inférieur à 30 ans s'élève à 35,3 %, soit en dessous de la moyenne départementale (36,9 %). À l'inverse, le taux de personnes d'âge supérieur à 60 ans est de 27,7 % la même année, alors qu'il est de 25,3 % au niveau départemental.
En 2018, la commune comptait 10 437 hommes pour 11 893 femmes, soit un taux de 53,26 % de femmes, légèrement supérieur au taux départemental (51,6 %).
Les pyramides des âges de la commune et du département s'établissent comme suit.
| Hommes | Classe d’âge | Femmes |
| ------ | ------------ | ------ |
| 0,6    | 90 ou +      | 2,8    |
| 7,5    | 75-89 ans    | 11,3   |
| 14,0   | 60-74 ans    | 18,6   |
| 19,0   | 45-59 ans    | 17,2   |
| 20,6   | 30-44 ans    | 17,5   |
| 19,8   | 15-29 ans    | 17,4   |
| 18,5   | 0-14 ans     | 15,3   |

| Hommes | Classe d’âge | Femmes |
| ------ | ------------ | ------ |
| 0,6    | 90 ou +      | 1,8    |
| 6,5    | 75-89 ans    | 9,2    |
| 16,5   | 60-74 ans    | 17,8   |
| 19,7   | 45-59 ans    | 19,1   |
| 18,6   | 30-44 ans    | 17,5   |
| 19,9   | 15-29 ans    | 18,2   |
| 18,2   | 0-14 ans     | 16,6   |

#### Immigration
Épernay compte 94,5 % de Français, dont 91,9 % de naissance et 2,6 % par acquisition, pour 5,5 % d'étrangers. Comme dans le reste de la région, parmi les immigrés, ce sont les Portugais qui forment le contingent le plus important, représentant 1,9 % de la population de la ville, suivis des Marocains (1,1 % de la population) mais la ville se démarque par la communauté turque (0,8 % de la population) qui se place en 3e position.

#### Activité et niveau scolaire
Le taux de chômage est de 6,6 % à la dernière estimation de 2005, soit 2 970 personnes. 79 % des actifs de la commune sont salariés et plus de 60 % d'entre eux sont en contrat à durée indéterminée.
La population non scolarisée de 15 ans ou plus est majoritairement sous-qualifiée (24 % sans diplôme et 25,7 % titulaire d'un CAP ou un BEP) ; 23,7 % d'entre eux disposent d'un diplôme équivalent ou supérieur au baccalauréat.

### Manifestations culturelles et festivités
De par la richesse et la diversité de son tissu associatif et culturel, de nombreuses activités ou animations sont régulièrement organisées tout au long de l'année.
Certaines possèdent un caractère récurrent comme :
- Méli’Môme, un festival consacré au jeune public ;
- le concours de cordes consacré à la musique classique ;
- la Saint-Vincent, 22 janvier, fête du Saint-Patron des vignerons avec un défilé en costume champenois dans la ville ;
- le festival Musiques d'été de fin juin à fin août (11e édition en 2006), un festival musical allant du jazz au classique en passant par du pop rock, du reggae et des musiques du monde qui se tient dans divers lieux de la ville ;
- Les Nuits de l'Avenue de Champagne de mi-juillet à début septembre, avec spectacles organisés par une maison de champagne ;
- la fête foraine, qui a lieu le samedi le plus proche du 13 septembre ;
- Le festival Habits de Lumière[146], organisé par la ville, pour célébrer son patrimoine gastronomique et culturel.

### Sports et loisirs

#### Clubs sportifs
Épernay compte 85 associations sportives dans une quarantaine de disciplines. Plusieurs clubs se placent à un bon niveau régional ou national comme :
- le racing Club Épernay Champagne (football),
- le Rugby Épernay Champagne,
- le water-polo club Épernay Champagne,
- le racing club Épernay handball (équipe masculine et féminine),
- le racing club Épernay volley,
- le ping-pong club d'Épernay
- le karaté club d'Épernay
- les Sparnariders rollers hockey
- le Moto Club d'Epernay (MCE)

#### Équipements sportifs

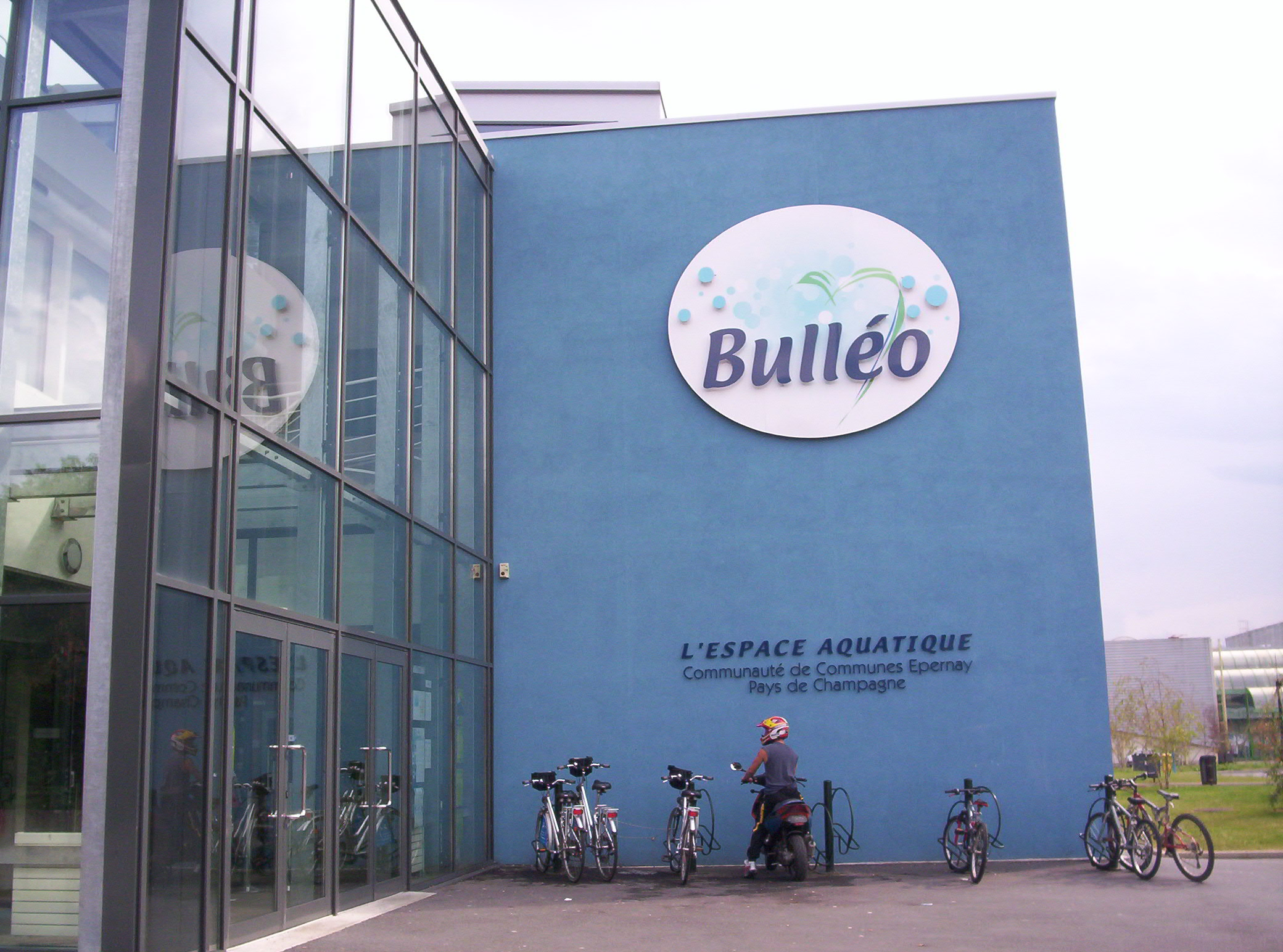
Bulléo.

La ville compte de nombreux équipements sportifs :
- une salle omnisports (le Hall des Sports Pierre-Gaspard, anciennement appelé COMEP),
- huit gymnases,
- cinq salles de sport,
- un dojo,
- deux terrains de tennis (sept courts),
- trois stades,
- une base nautique,
- un boulodrome,
- deux piscines : Bulléo à Épernay même, et Neptune à Blancs-Coteaux,
- un skate-parc
- un parcours de santé sur les bords de la Marne.

#### Événements sportifs
Épernay organise chaque année de nombreux événements sportifs d'importance nationale ou internationale. Ainsi, la ville a déjà accueilli le Tour de France quatre fois en 1963, 2002 , 2010 et 2019 ou le français Julian Alaphilippe s'est emparé de la victoire d'étape et du maillot jaune de leader à l'issue d'un raid en solitaire de 15 kilomètres, maillot qu'il conservera quatorze jours durant, jusqu'à le perdre dans les pentes du col de l'Iseran. La ville organise aussi plusieurs événements de manière régulière. Le Rallye des Vins de Champagne, une compétition comptant pour la Coupe de France des rallyes de première division, se tient depuis 1997 au cours d'un week-end du mois de mars ou du mois d'avril. Le Defil'mania, un grand rassemblement d'environ 2 000 motos qui défilent dans la ville, se tient depuis 1988 le soir du 13 juillet. Le Champ'kart est une course de karting pour une compétition régionale qui se tient fin juillet, et pour laquelle l'esplanade Charles-de-Gaulle est transformée en circuit. Le Raid Épernay-Champagne est un challenge multi-sports (VTT, canoë, le run & bike, marche, etc) qui se tient fin août depuis 2000. Le rassemblement bisannuel Épernay fête ses sports, qui se tient depuis 2000 fin septembre et permet aux associations sportives de se faire connaître ou de faire découvrir leur sport. Par ailleurs, en 1993, Épernay a accueilli le challenge d'Europe, l'un des seuls tournois de snooker professionnel jamais organisé en France.

### Médias

#### Presse
L’actualité de la ville est couverte par plusieurs titres de la presse écrite. Le quotidien régional L’Union met en place une édition Épernay. L’hebdomadaire gratuit L'hebdo du vendredi possède également une édition sparnacienne. Épernay en poche et Pétille Magazine sont deux magazines mensuels gratuits. Le premier présente les diverses activités culturelles et sportives de la région d’Épernay depuis 2003. Le second traite de l’actualité locale et est édité par la radio locale Bulle FM depuis le mois d’octobre 2010. La commune d’Épernay dispose depuis 2002 de son propre journal municipal intitulé Épernay le journal. Il fournit notamment des informations sur les travaux de voirie, de rénovation de quartier ainsi que sur les événements culturels,.

#### Télévision
Concernant la télévision, France 3 Champagne-Ardenne assure des décrochages régionaux. On la capte sur Épernay grâce à l'Émetteur d'Hautvillers. La ville compte une télévision de proximité depuis 1985, le Télé-Centre Bernon (TCB), qui participe notamment à des actions éducatives et possède un site internet.

#### Radio
Bulle FM est l’unique radio exclusivement sparnacienne. Elle émet sur les ondes d’Épernay depuis le 1er mai 2008 sur la fréquence 92.2.
Épernay accueille aussi quelques autres radios (11 nationales, 2 locales/régionales, 2 associatives dont Bulle FM et 5 publiques) :
- 88.3 Jazz Radio[165]
- 89.2 France Musique
- 90.3 Radio FG
- 91.6 RCF Cœur de Champagne
- 92.2 Bulle FM
- 92.6 Skyrock
- 93.4 RTL
- 93.9 NRJ Reims
- 95.7 Nostalgie
- 96.4 Fun Radio
- 96.8 France Inter
- 98.1 Happy FM
- 98.8 France Culture
- 99.9 Radio Classique
- 100.8 RMC
- 101.4 Champagne FM
- 101.9 Europe 1
- 102.6 RFM
- 103.4 France Bleu Champagne-Ardenne
- 105.5 France Info

### Lieux de culte

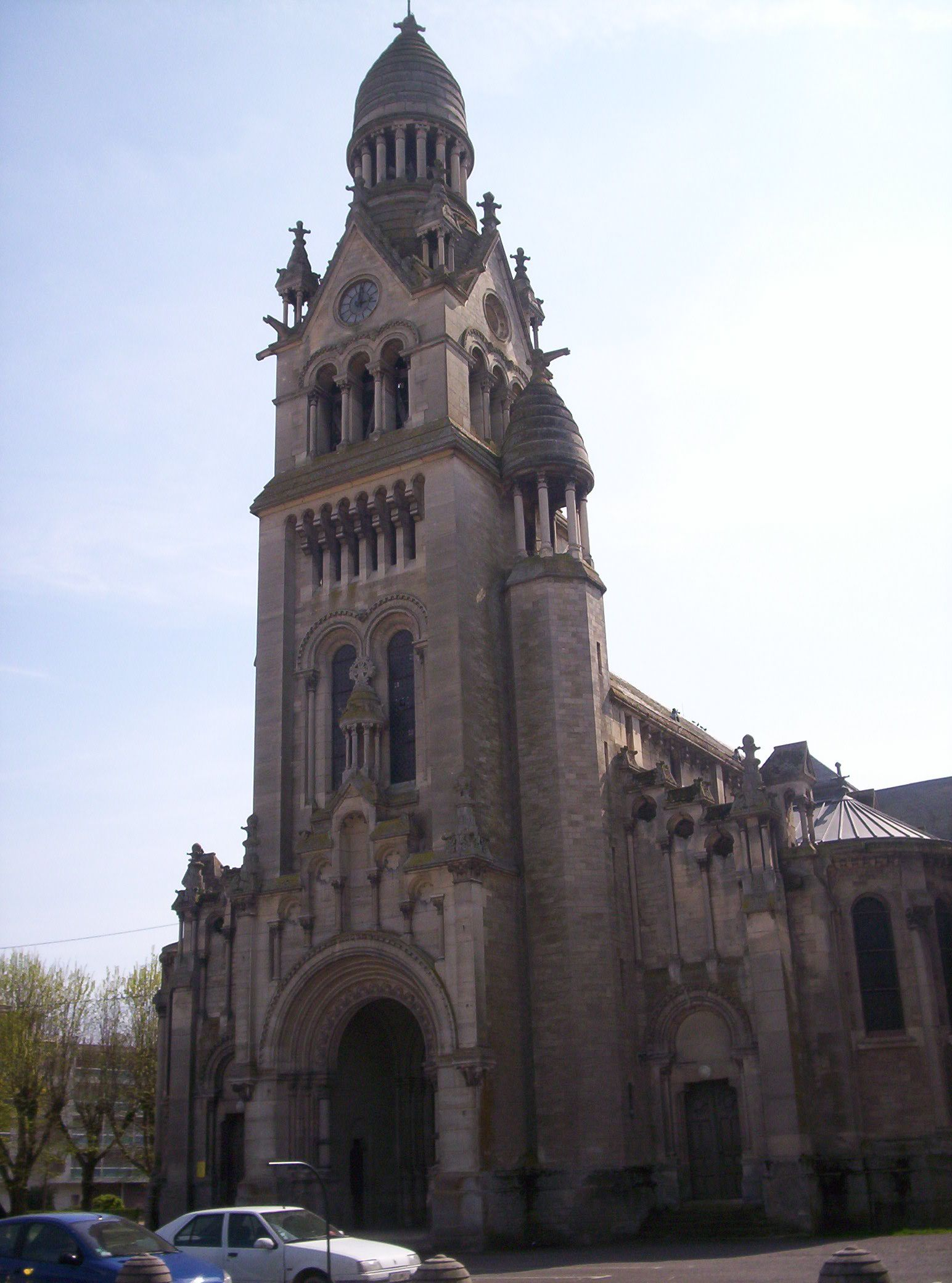
L'église Saint-Pierre-Saint-Paul.

La ville dispose de plusieurs lieux de cultes chrétiens, israélite, musulman et bouddhique.
Il y a trois cimetières : le cimetière du Nord (rue Côte-Legris), le cimetière de la villa (rue de l'Égalité), le cimetière israélite.

#### Culte catholique
Les églises catholiques sont rattachées au diocèse de Châlons-en-Champagne. Toutes sont réparties au sein de la paroisse Saint Rémi d'Épernay qui compte sept églises dans la commune : Notre-Dame (place Mendès-France), Saint-Bernon, Saint-Pierre-Saint-Paul (square Raoul-Chandon), Saint-Vincent des Vignes-Blanches, Saint-Laurent, Sainte-Marthe et la chapelle du Centre hospitalier Auban-Moët.

#### Culte protestant
La ville compte une église protestante évangélique au 4 avenue Beethoven - (église Vie Nouvelle), anciennement sise 8 rue Pré Bréda. Cette église est membre de la Fédération des Églises du Plein Évangile en Francophonie (FEPEF) et du Conseil national des Évangéliques de France (CNEF) ; elle est constituée en association cultuelle loi 1905.
Un autre culte protestant réformé est célébré au temple de l'Église Protestante Unie de Reims-Épernay, 2 rue de la Poterne.

#### Culte musulman
Une mosquée a été ouverte en janvier 2006 dans le quartier Bernon.

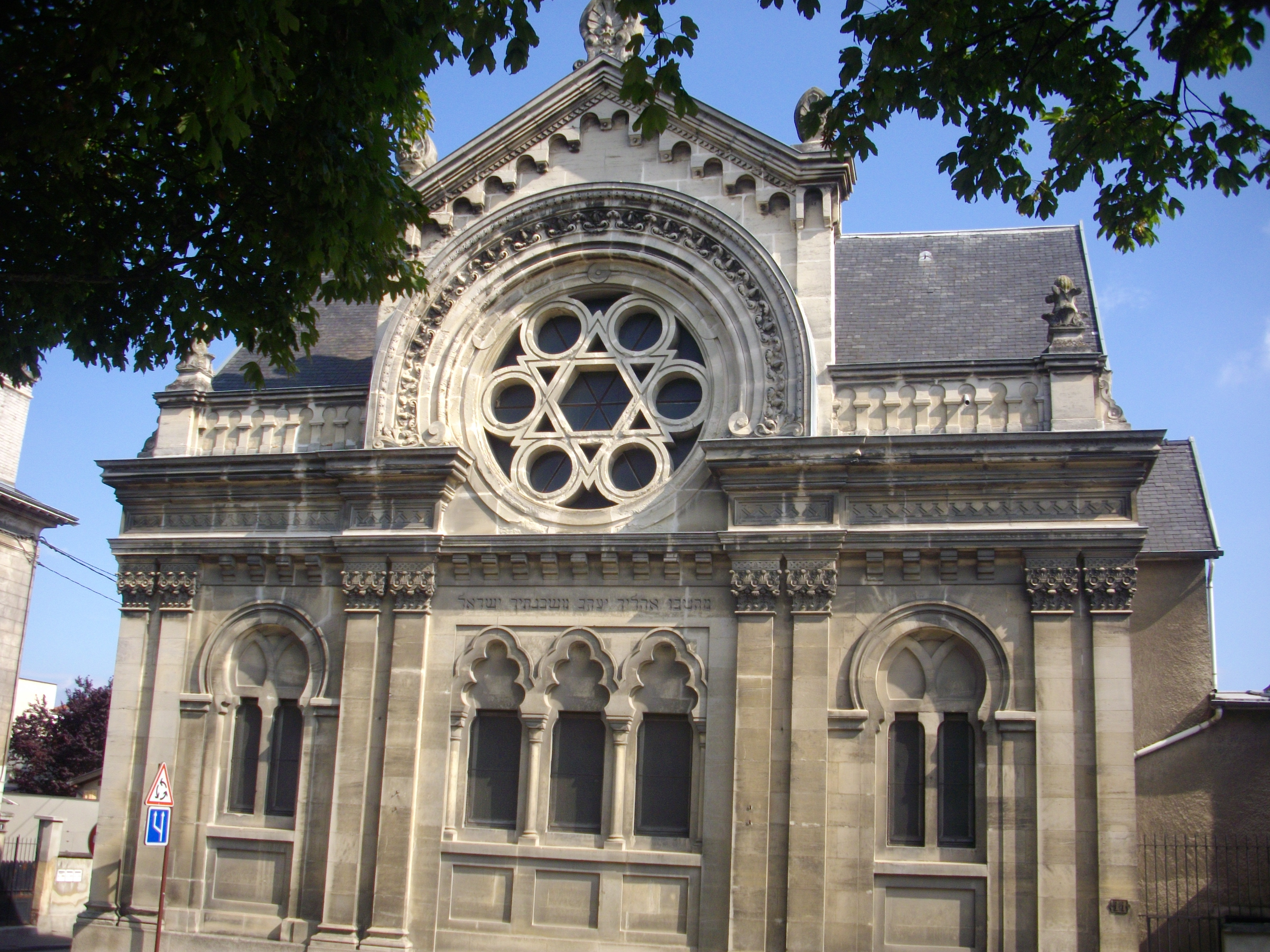
La synagogue construite en 1880.

#### Culte israélite
Épernay dispose d'une synagogue construite en 1880 et dotée d'une rosace à l'intérieur de laquelle se trouve l'étoile de David. Cette synagogue remplace la première qui avait ouvert ses portes le 15 septembre 1865.
Il existe également un cimetière israélite à Épernay : établi à l'extérieur de la ville, en direction de Châlons-en-Champagne (avenue de Champagne, au lieu-dit « Croix des Bouchers »), il a été construit vers 1860. La plus vieille tombe date de 1863.

## Économie

### Généralités
Reims et Épernay sont les arrondissements les plus dynamiques de la Marne en termes d'activité économique et sociale. Épernay compte 12 % des emplois industriels du département. Ces emplois sont répartis sur trois secteurs principaux : l'industrie mécanique et de transformation, avec SNCF Eimm, Virax (Facom/Stanley Tools), Legras Industrie, Tecnoma Technologies (Exel Industries), Pastural, le bâtiment et les travaux publics, avec SCREG Est et l'industrie du champagne et ses activités annexes.
Épernay est située en pays viticole, ce qui fait du champagne son produit-phare et le moteur de son dynamisme.
Épernay est un des principaux centres de la production de champagne et compte 58 % des emplois dans ce secteur, occupant 30 % de la surface agricole utile de la région. Les entreprises locales — dont 12 % sont des industries connexes — sont donc dépendantes de la bonne tenue du champagne. Cette prédominance des industries liées au champagne se retrouve aussi dans une sphère productive des salaires très importante. Avec 58 % des emplois salariés dans le secteur privé.
La notoriété du champagne génère aussi du tourisme avec environ 500 000 visiteurs par an et les emplois qui en dépendent. C'est pourquoi, la ville accueille le VITeff (salon international des technologies des vins effervescents) dont la 16e édition est annoncée pour octobre 2021.
Ce dynamisme se transmet au commerce où le solde de créations et radiations d'établissements est toujours en 2006 le plus élevé du département. L'agglomération d'Épernay possède d'ailleurs une zone d'activités artisanales à Pierry, une zone d'activités commerciales à Dizy et un centre-ville partiellement piétonnier.
Et la zone de chalandise (zone d'attraction commerciale d'un point de vente) de la ville s'étend sur 21 communes.
Quant au solde de créations et radiations d'établissements industriels de dix salariés et plus, il est négatif en 2006, alors que l'essentiel des emplois sont dans l'industrie (26,7 %) ou dans le secteur tertiaire (68,3 %), même si la sphère publique dans les salaires est négative car, du fait de sa petite taille, la ville est dépendante de Reims ce qui se traduit dans l'influence de la sphère résidentielle dans les salaires[pas clair].

### Revenus de la population et fiscalité
En 2021, le budget de la commune était constitué ainsi :
- total des produits de fonctionnement : 47 333 000 €, soit 2 075 € par habitant ;
- total des charges de fonctionnement : 44 251 000 €, soit 1 940 € par habitant ;
- total des ressources d'investissement : 18 481 000 €, soit 810 € par habitant ;
- total des emplois d'investissement : 20 023 000 €, soit 878 € par habitant ;
- endettement : 30 076 000 €, soit 1 319 € par habitant.

Avec les taux de fiscalité suivants :
- taxe d'habitation : 24,59 % ;
- taxe foncière sur les propriétés bâties : 40,30 % ;
- taxe foncière sur les propriétés non bâties : 32,29 % ;
- taxe additionnelle à la taxe foncière sur les propriétés non bâties : 0,00 % ;
- cotisation foncière des entreprises : 0,00 %.

Chiffres clés Revenus et pauvreté des ménages en 2020 : médiane en 2020 du revenu disponible, par unité de consommation : 20 090 €.

### Emploi
Selon les résultats du recensement de 2007, la population active (15-64 ans) de la commune compte 15 849 personnes, soit 72,4 %, ce taux est de 72,5 % au niveau départemental. Les 15-64 ans représentent 10,1 % de chômeurs, 62,4 % de personnes ayant un emploi et 27,6 % d'inactifs. Les inactifs se répartissent de la façon suivante : les retraités ou préretraités représentent 7,7 % de la population active, les scolarisés 8,8 %, les autres inactifs 11,1 %. En 2007, le taux de chômage (au sens du recensement) parmi les actifs de la commune est de 10,1 %, en diminution par rapport à 1999 (10,6 %). Mais en raison de la crise financière actuelle, il y a désormais 1 965 personnes à la recherche d'un emploi au 31 décembre 2009.
|                             | Agriculture | Industrie | Construction | Commerce | Services |
| --------------------------- | ----------- | --------- | ------------ | -------- | -------- |
| Épernay                     | 2,6 %       | 22,9 %    | 3,7 %        | 41,1 %   | 29,7 %   |
| Comparaison avec la région  | 6,7 %       | 19,2 %    | 6,5 %        | 36,7 %   | 31,0 %   |
| Sources des données : INSEE |             |           |              |          |          |

### Entreprises et établissements

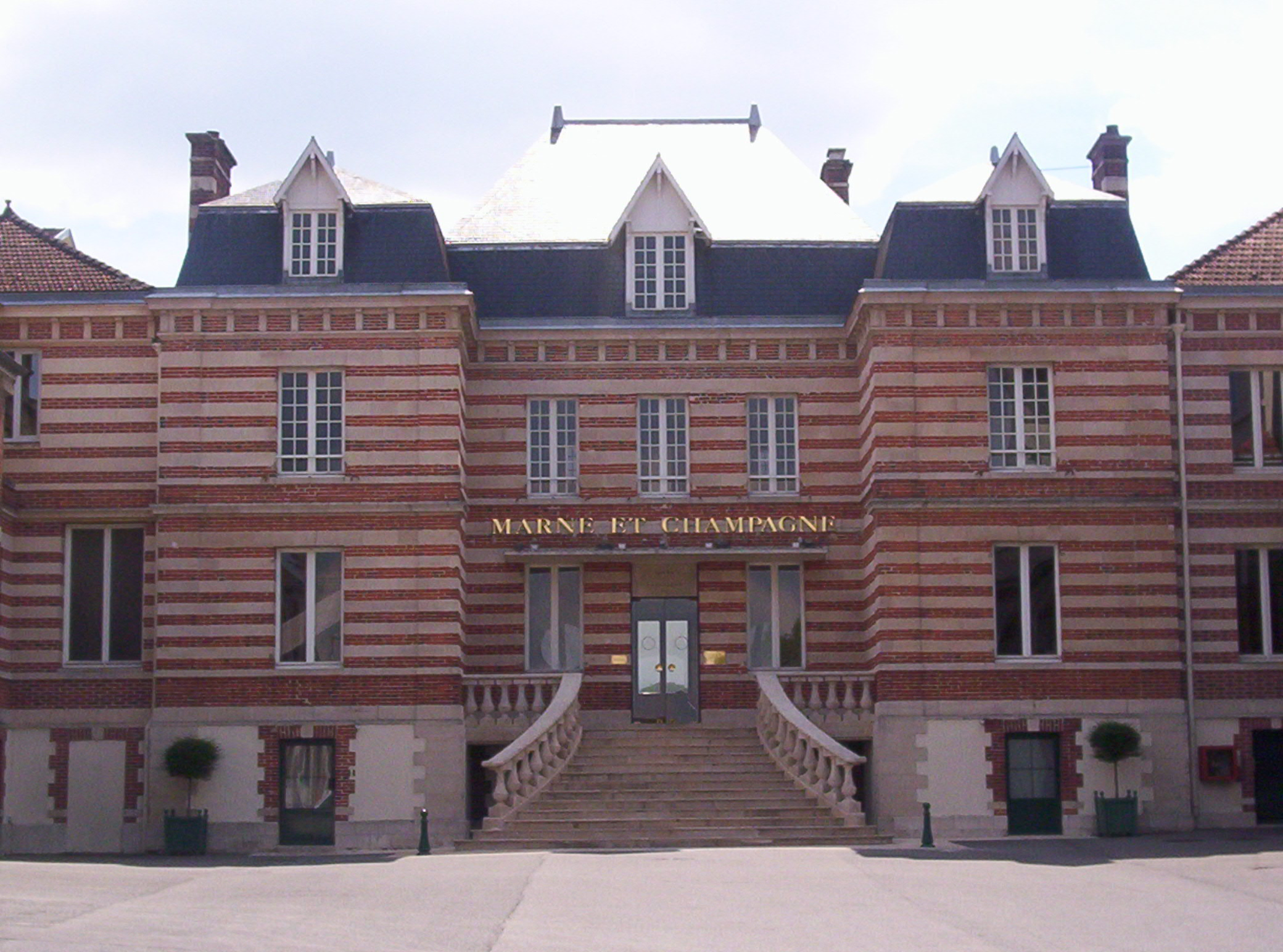
Marne et Champagne.

Parmi les 100 premières entreprises marnaises, 13 sont localisées à Épernay.
| Entreprise                             | Activité                                                 | Effectif consolidé |
| -------------------------------------- | -------------------------------------------------------- | ------------------ |
| Champagne Moët & Chandon               | vin de Champagne                                         | 1 147              |
| SA Marne et Champagne                  | vin de Champagne                                         | 562                |
| SNCF Eimm                              | maintenance de locomotive SNCF, maintenance matériel TER | 422                |
| Smurfit Socar                          | cartonnerie                                              | 352                |
| SCREG Est                              | travaux publics                                          | 340                |
| Walbaum                                | entreprise de transports                                 | 320                |
| Legras Industrie                       | fabrication de matériel de transport de déchets          | 223                |
| Tecnoma Technologies (Exel Industries) | pulvérisateurs pour l'agriculture et l'industrie         | 200                |
| Champagne Nicolas Feuillatte           | vin de Champagne                                         | 199                |
| Virax                                  | outillage plomberie, flamme, métrologie (DELA)           | 180                |
| Champagne Vranken                      | vin de Champagne                                         | 117                |
| Automotor                              | vente-réparation, concessionnaire automobile             | 76                 |
| Champagne Perrier-Jouët                | vin de Champagne                                         | 65                 |

Parmi les 100 premiers employeurs marnais, 13 sont localisés à Épernay.
| Entreprise                             | Activité                                                 | Effectif consolidé |
| -------------------------------------- | -------------------------------------------------------- | ------------------ |
| Champagne Moët & Chandon               | vin de Champagne                                         | 1 147              |
| SA Marne et Champagne                  | vin de Champagne                                         | 562                |
| SNCF Eimm                              | maintenance de locomotive SNCF, maintenance matériel TER | 422                |
| SCREG Est                              | travaux publics                                          | 340                |
| Walbaum                                | entreprise de transports                                 | 320                |
| Pastural                               | menuiserie industrielle                                  | 309                |
| Legras Industrie                       | fabrication de matériel de transport de déchets          | 223                |
| Carrefour                              | hypermarché                                              | 209                |
| Tecnoma Technologies (Exel Industries) | pulvérisateurs pour l'agriculture et l'industrie         | 200                |
| Champagne Nicolas Feuillatte.          | vin de Champagne                                         | 199                |
| Virax                                  | fabrication d'outillages                                 | 180                |
| Clinique Saint-Vincent                 | polyclinique                                             | 150                |

#### SNCF Eimm - Établissement industriel de maintenance du matériel[189]

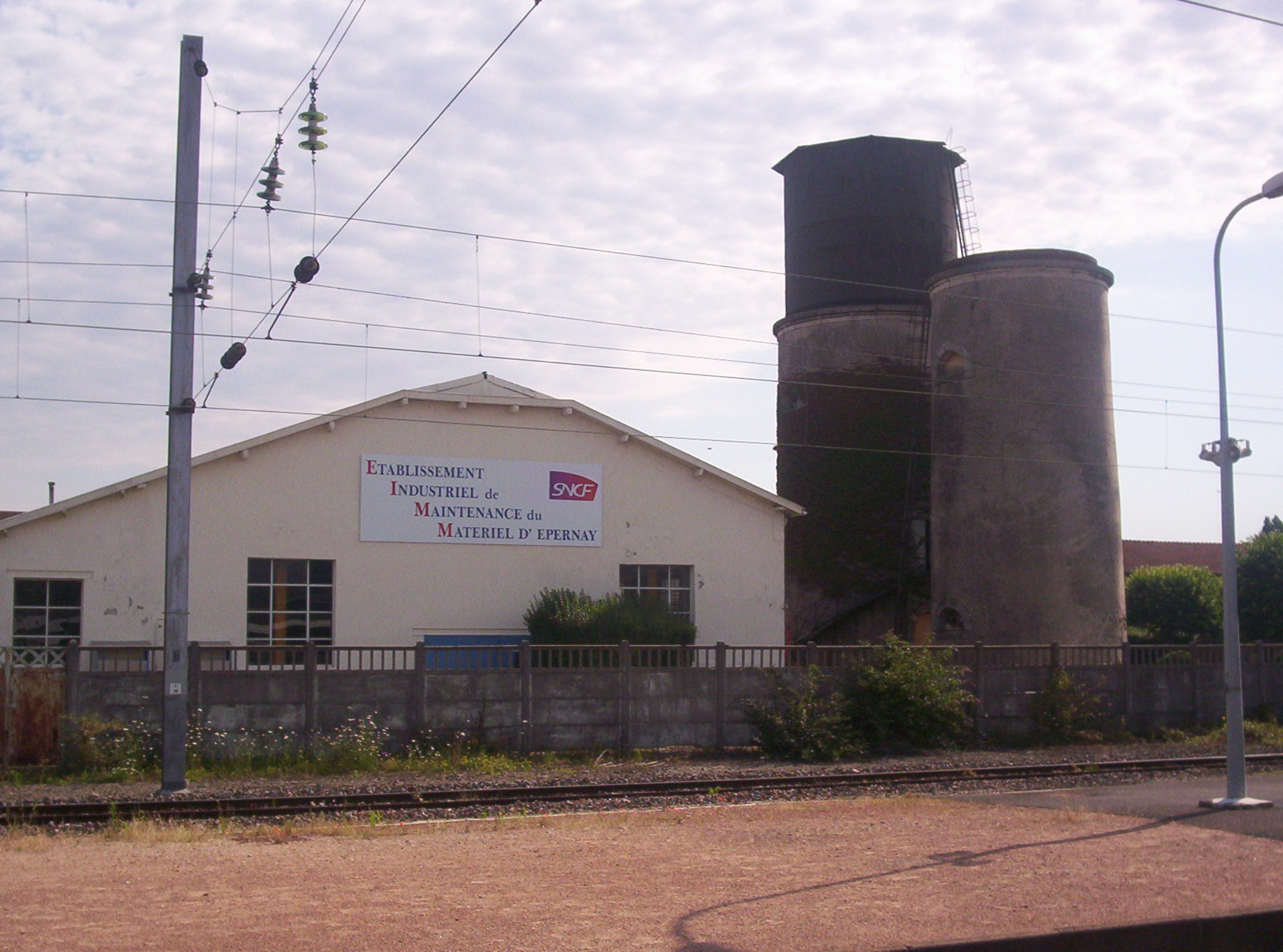
SNCF Eimm Épernay.

Le chemin de fer arrive à Épernay en 1849 lors de la construction de la ligne Paris-Strasbourg, les ateliers construits dans le même temps servent alors à l'entretien des locomotives à vapeur puis rapidement à leur construction jusqu'en 1952. Ils sont ensuite reconvertis pour la réparation du matériel diesel faisant chuter le nombre d'ouvriers de 1 800 voire 2 000 au plus fort à 650. Et en 1976, ils sont désignés pour la réparation des locomotives électriques.
Le site et le personnel sont reconvertis pour la maintenance des 25 autorails Grande Capacité du réseau ferroviaire Champagne-Ardenne, la maintenance des 4 800 balises GPS en service sur les automoteurs, la maintenance de pièces de rechange, dont l'atelier devient le seul réparateur en France, ainsi que la maintenance de niveau 3 des rames circulant en Île-de-France jusqu'en 2012. Le personnel est estimé à 200 agents pour 2008.
Leur importante surface leur a valu d'être utilisés comme hôpital lors de la guerre de 1870 et d'atelier pour la construction d'armes pendant la Première Guerre mondiale. A présent, le site même est en cours de démantèlement depuis 2015, alors qu'un autre site de maintenance (technicentre Champagne-Ardenne) a été établi entre les voies et la rue Alberico-Albricci. Ce dernier prend en charge une partie de la maintenance de rames Bombarbier B82500 de la région Grand-Est.

#### Vendanges
Du fait du vignoble, une importante main-d'œuvre saisonnière est nécessaire lors des vendanges (généralement en septembre). Pour faire face à cet afflux ponctuel, l'ANPE installe une antenne spécialisée dans la cour de la gare SNCF mettant les producteurs en rapport avec les demandeurs d'emploi.
La date des vendanges est fixée, chaque année, par le Comité interprofessionnel du vin de Champagne (CIVC).
Traditionnellement, les vendanges se clôturent par une fête appelée cochelet.

## Culture locale et patrimoine

### Lieux et monuments

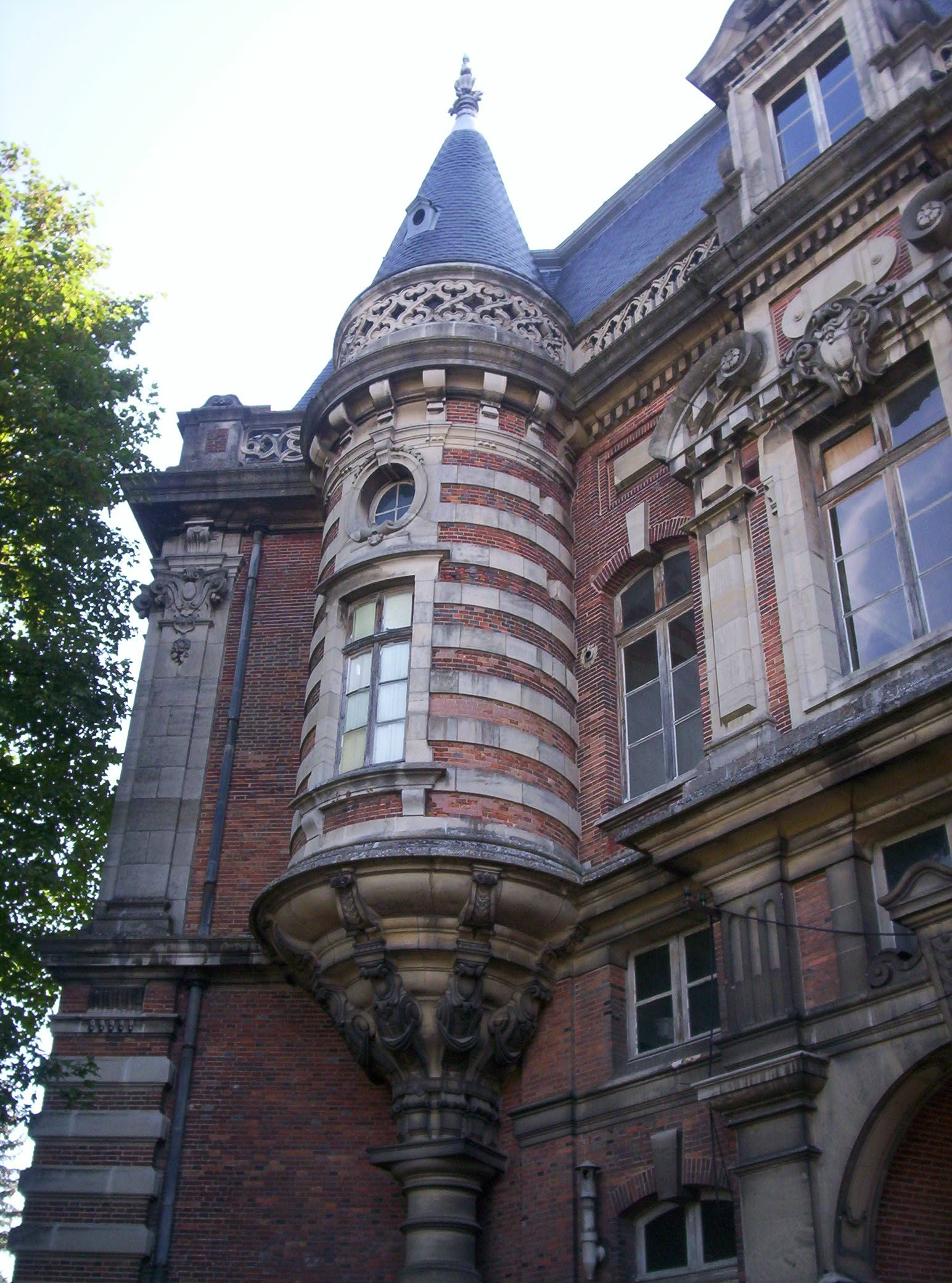
Château-Perrier, détail.

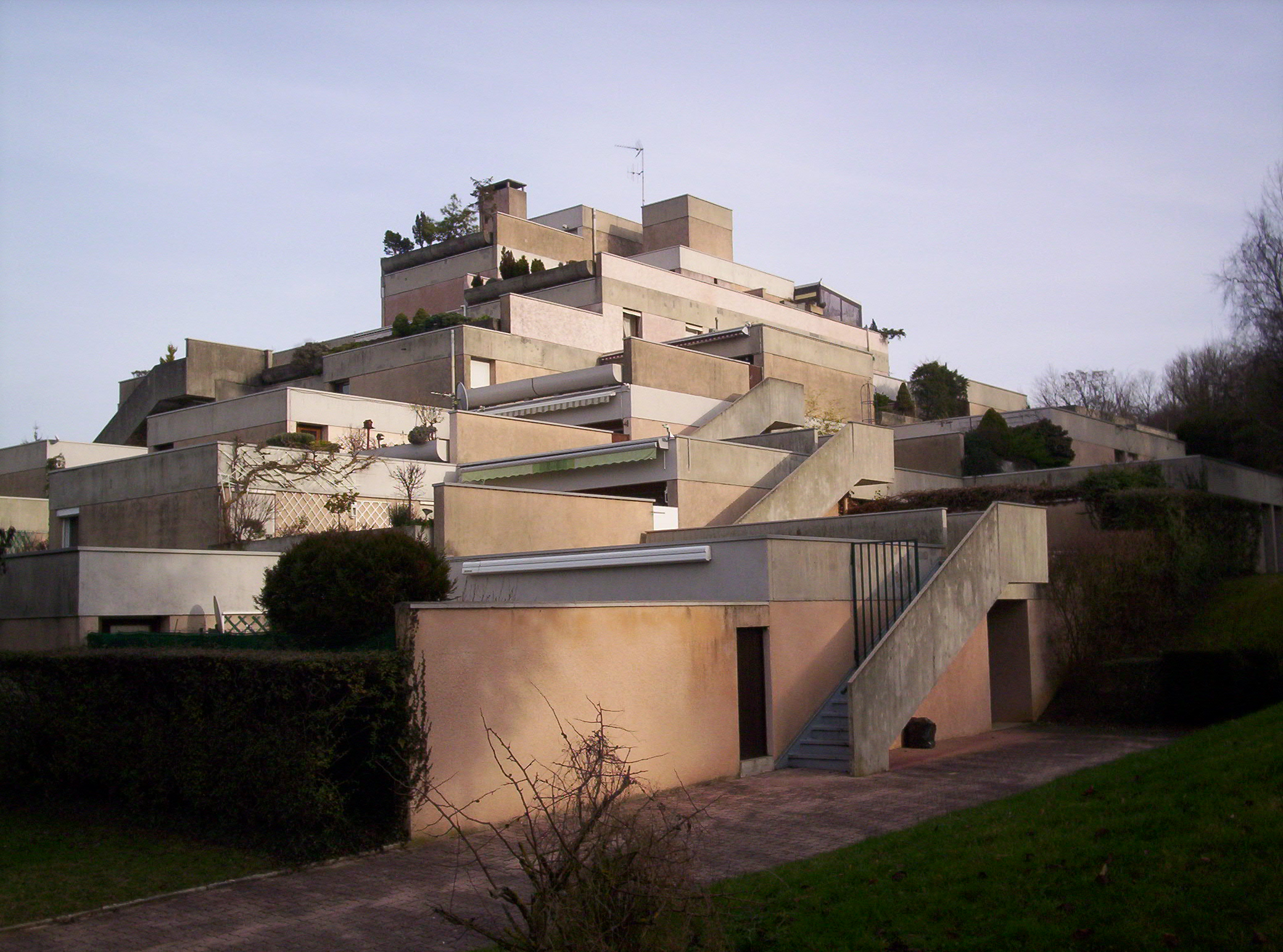
Les pyramides.

Pillée, brûlée ou partiellement détruite plus de vingt-cinq fois au cours de son histoire, la ville ne conserve que peu de vestiges du passé mais elle abrite de beaux hôtels particuliers du XIXe siècle et compte 149 sites recensés dans la base Mérimée. La ville a établi une ZPPAUP pour protéger ce patrimoine que l'office du tourisme propose de découvrir en diffusant deux brochures sur des circuits dits Épernay, nez en l'air….
De ce patrimoine architectural, on peut citer quelques éléments :
- Le portail Saint-Martin, édifié en 1540, il est de style Renaissance classique[195], c'est le seul vestige de l'église abbatiale Saint-Martin, rebaptisée Notre-Dame en 1790, lorsqu'elle devient église paroissiale, et qui fut détruite en 1909. Ce portail est classé monument historique depuis 1840[196].
- Le Château Perrier, construit en 1854[195] dans un style Louis XIII, ce bâtiment a successivement servi de QG des armées britanniques (1940), des armées allemandes (1942 à 1944) et des armées américaines (1945), avant d'abriter la bibliothèque municipale - déplacée depuis dans la nouvelle médiathèque - et le musée du vin de Champagne et d'Archéologie régionale dont la collection archéologique est exceptionnelle.
- L'hôtel de ville, construit vers 1858 par l'architecte de la gare Montparnasse à Paris, Victor Lenoir, est cédé à la ville en 1919[197]. Son jardin public est classé « jardin remarquable ».
- Le château de la Lune, construit en 1896, cette demeure particulière de style art nouveau est en brique polychrome et comporte des décorations en pierre[195].
- La maison Gallice, achevée en 1899[197], abrite l'Office régional culturel de Champagne-Ardenne et est dotée d'un grand jardin à l'anglaise.
- Le Théâtre d'Épernay à Gabrielle-Dorziat, construit par l'architecte Stanislas Loison[198], inauguré en 1902[197] et baptisé ainsi en 1987, est inscrit au titre des monuments historiques depuis le 5 mai 1988[199], car il s'agit d'un des rares théâtres à l'italienne dont la machinerie est restée intacte. Il possède un plafond en coupole réalisé par Georges Jules-Victor Clairin.
- La tour de Castellane, construite entre 1903 et 1905, fait partie des plus hautes structures françaises et est inscrite à l'inventaire supplémentaire des monuments historiques, ainsi que les bâtiments de la maison de champagne et les logements « ouvriers », depuis le 17 mai 1990[200]. Elle fut construite à partir d'un ancien château d'eau[195], afin de permettre une plus grande visibilité à la maison de champagne De Castellane qui n'est pas installée directement sur l'avenue de Champagne[5].
- L'église Notre-Dame d'Épernay, construite de 1898 à 1915, dut être reconstruite de 1922 à 1925 à la suite des bombardements de 1918[195]. Elle est décorée de vitraux du XVIe siècle et d'un orgue Cavaillé-Coll, classé monument historique, provenant de l'ancienne église Saint Martin, offert par le comte négociant Paul Chandon de Briailles.
- L'église Saint-Pierre-Saint-Paul, bâtie entre 1895 et 1897[201].
- L'ancien couvent des Minimes, détruit en même temps que l'ancienne église paroissiale[202], et dont l'actuelle rue des Minimes conserve le souvenir.
- Le temple protestant d'Épernay.
- Les Immeubles « Les Pyramides »[203] dans la rue Jean-Sébastien-Bach, construits entre 1969 et 1974 par les architectes Michel Andrault et Pierre Parat, associés dans l'ANPAR. Ils sont labellisés « Architecture contemporaine remarquable » depuis 2000[204].

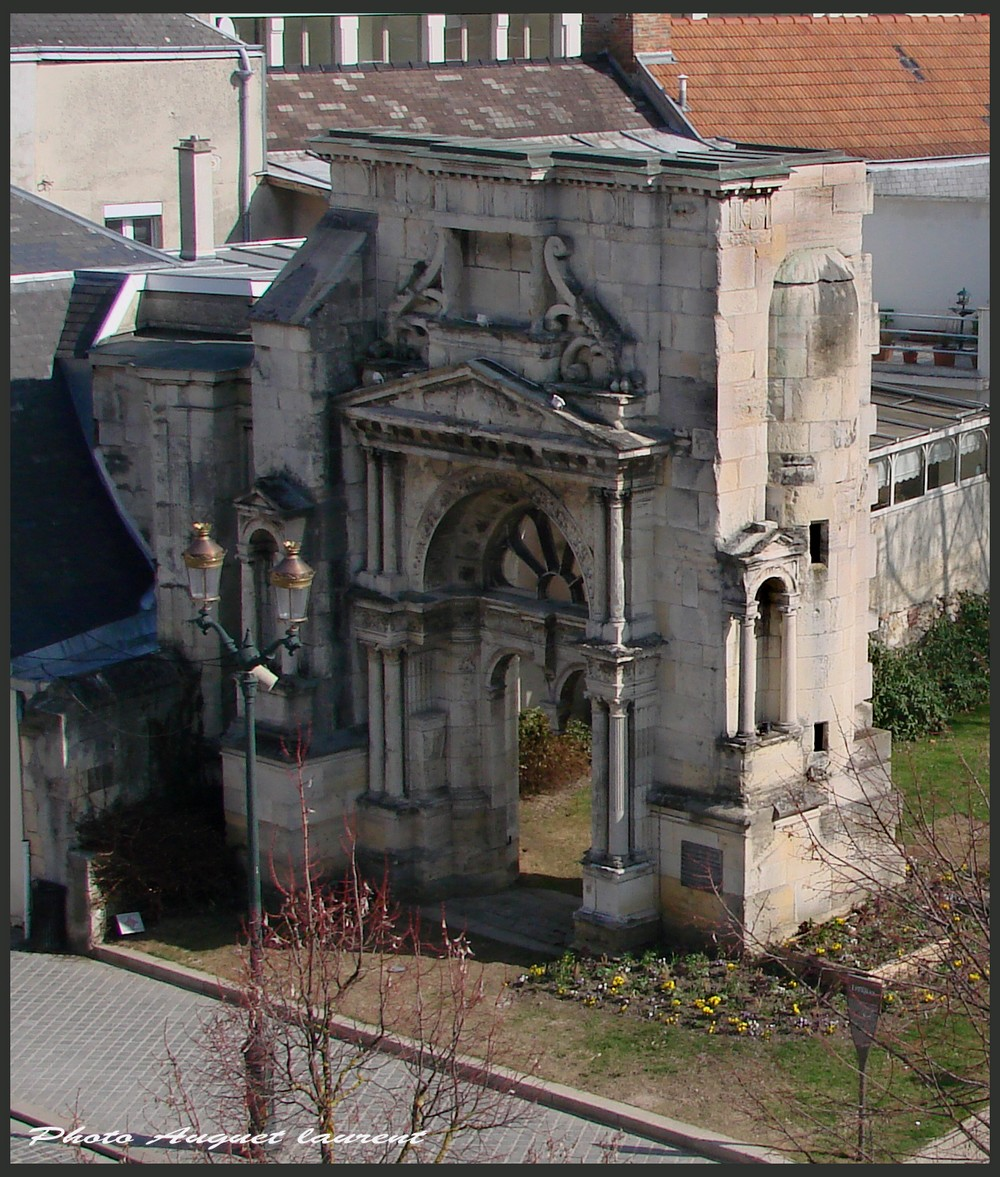
Portail Saint-Martin, place Hugues-Plomb.
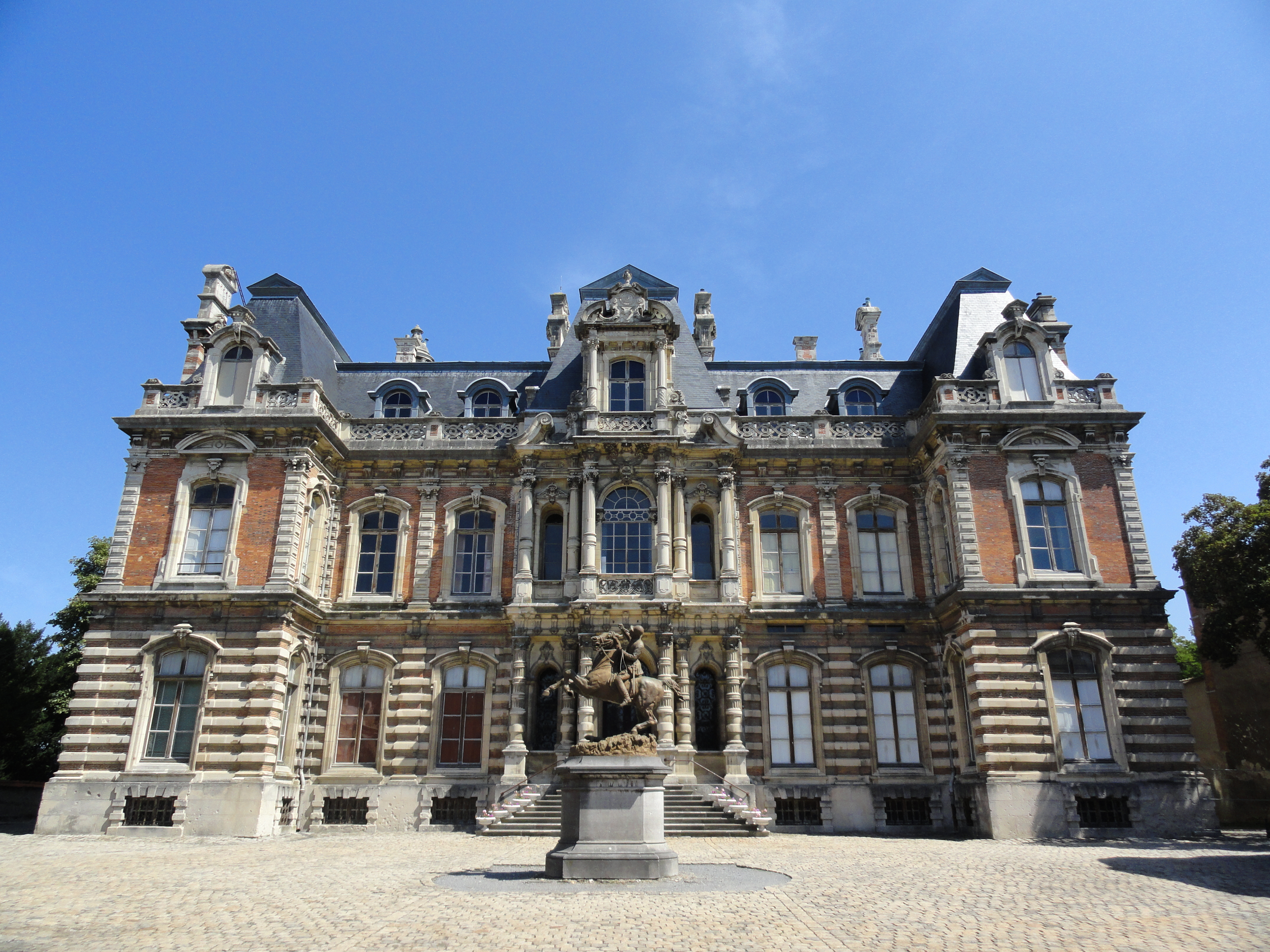
Le Château-Perrier, vu de l'avenue de Champagne.
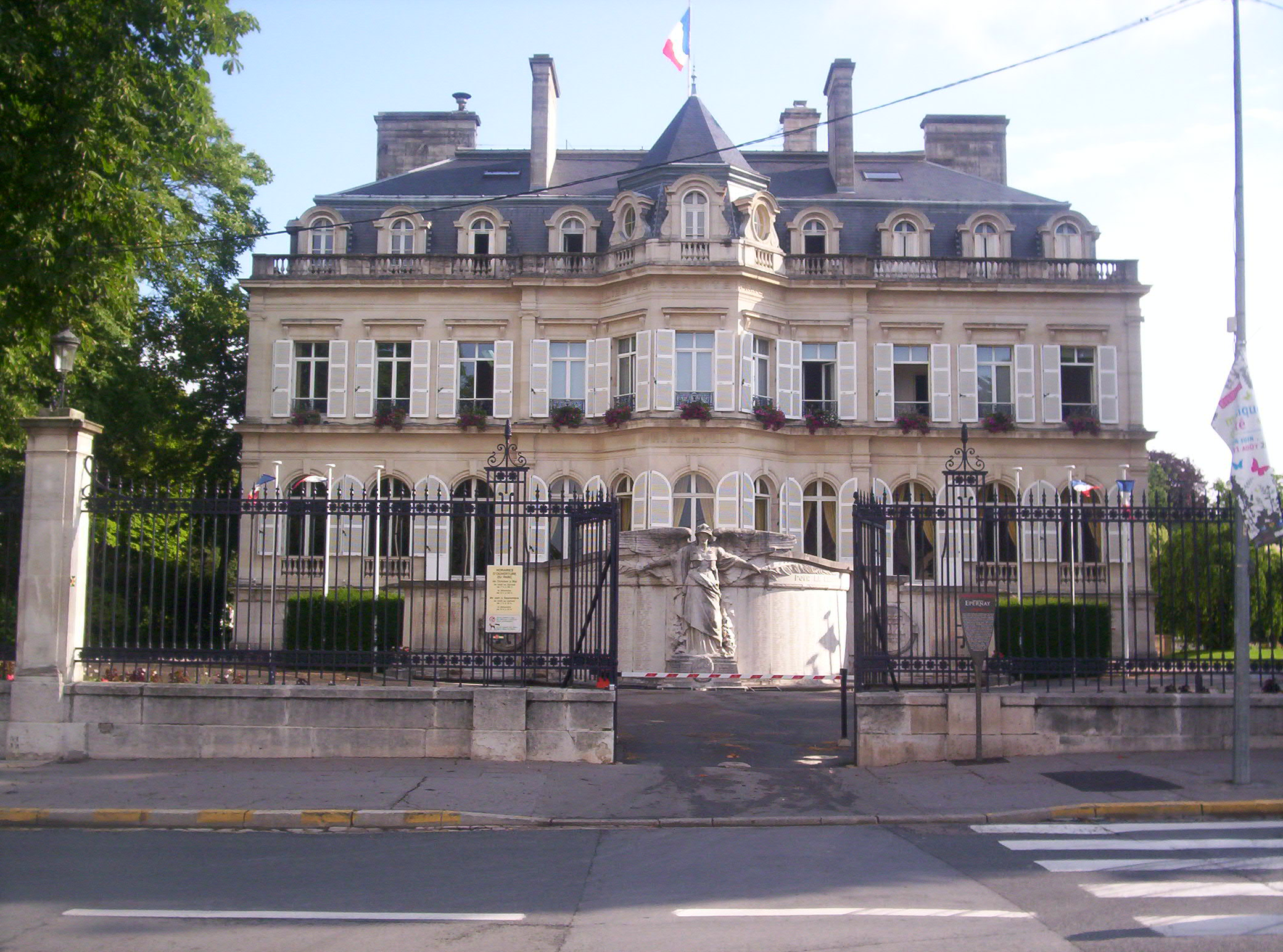
L'Hôtel de ville, vu depuis l'avenue de Champagne.
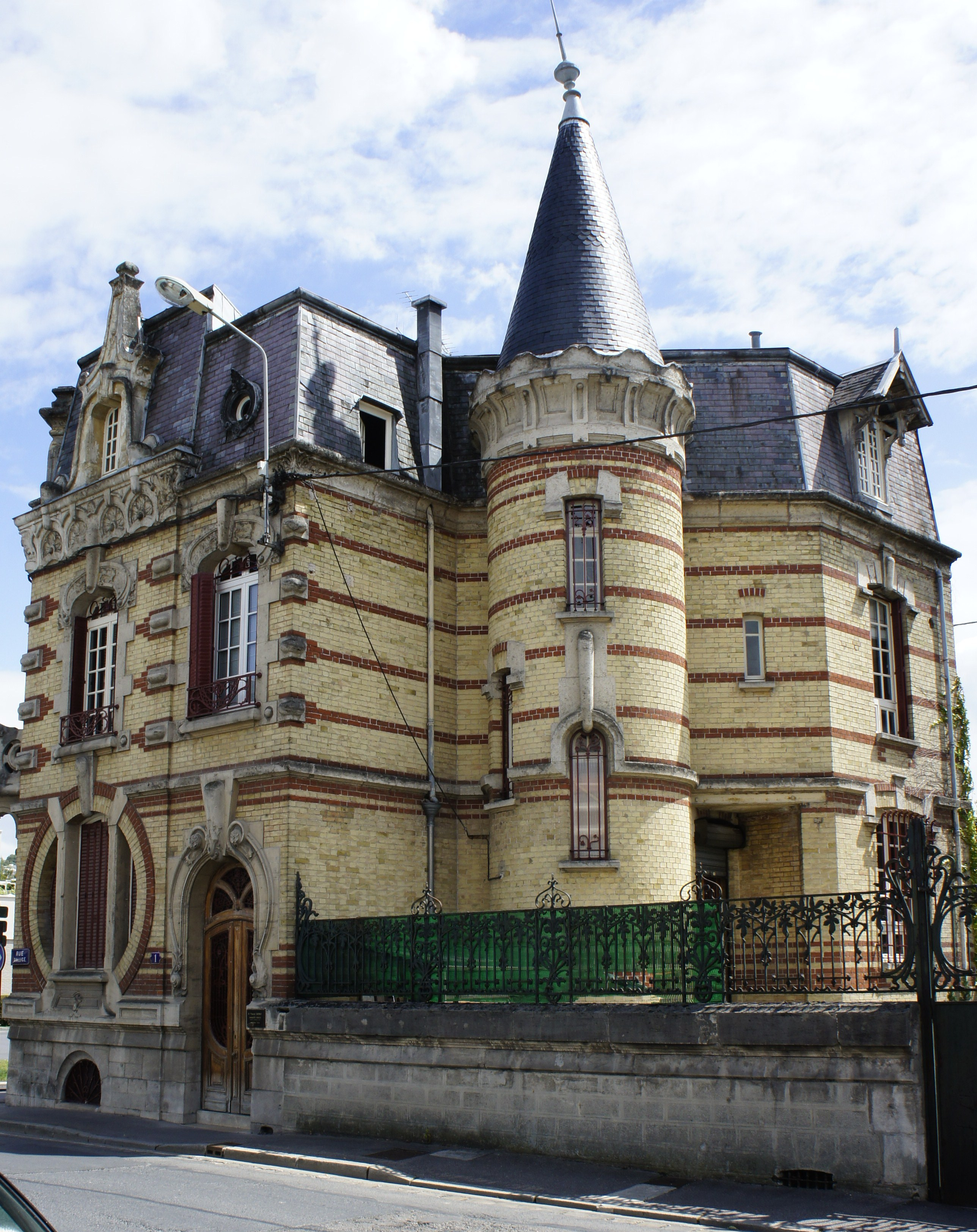
Le château de la Lune.
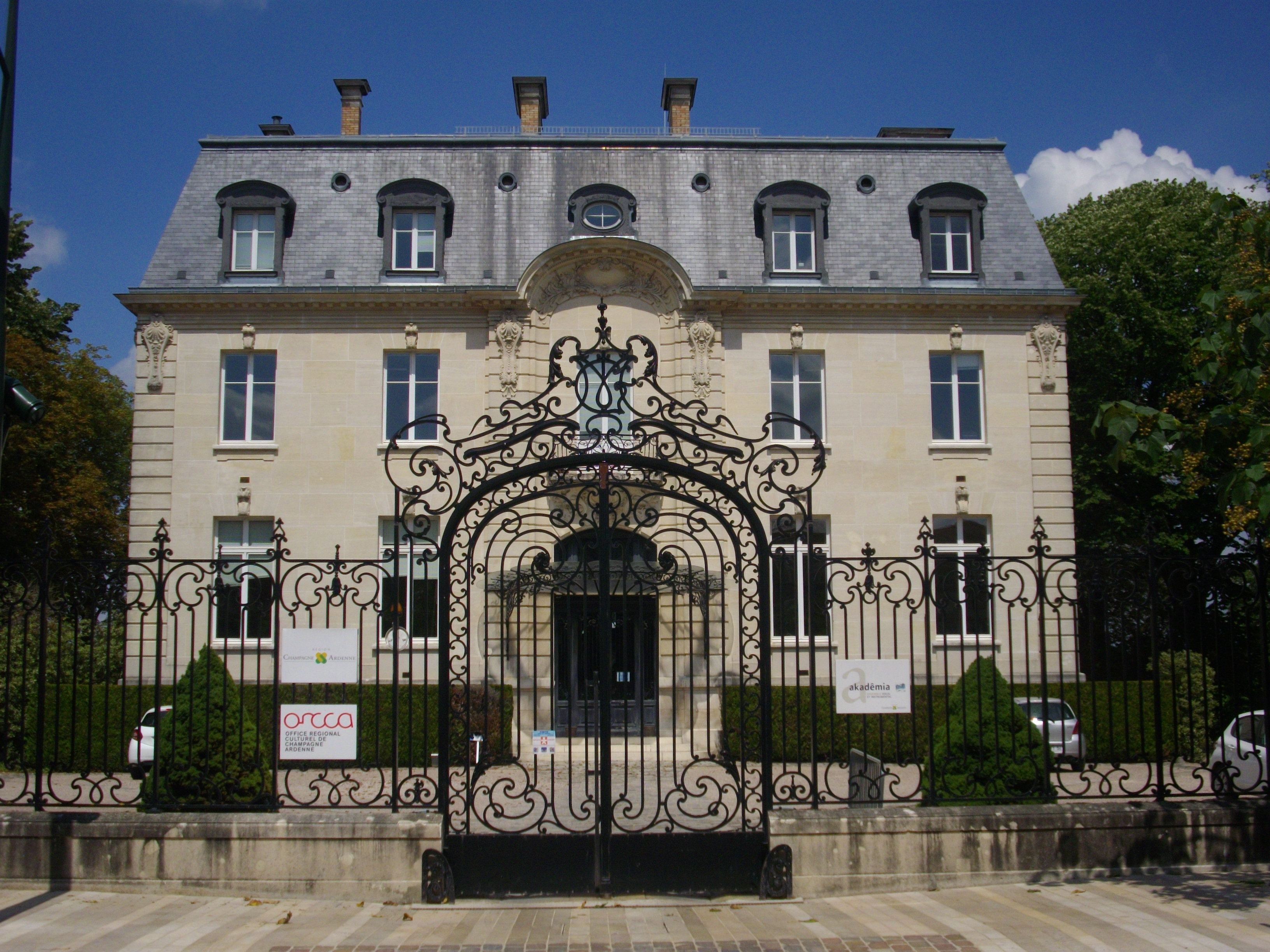
La maison Gallice.
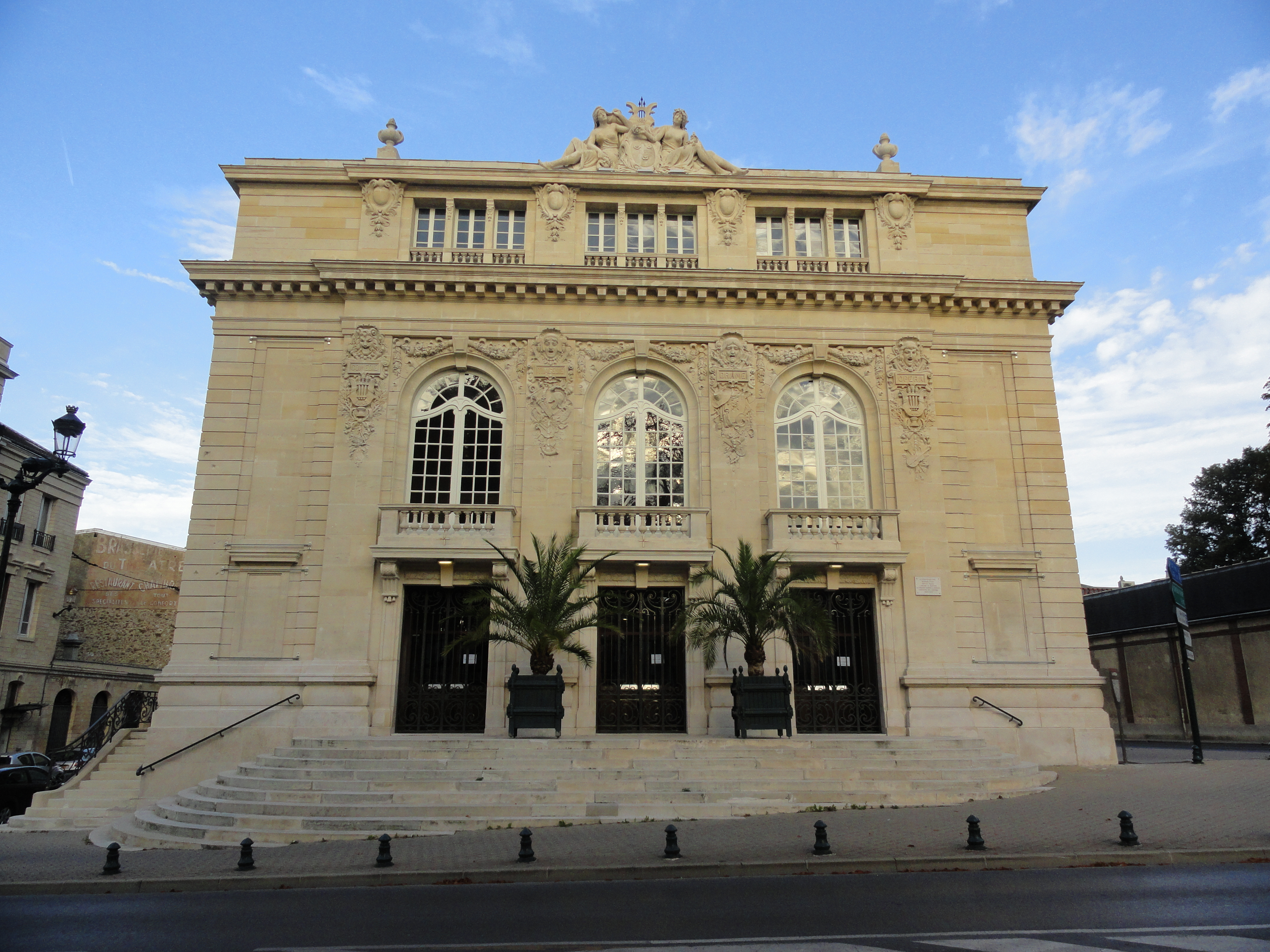
Le théâtre Gabrielle-Dorziat.
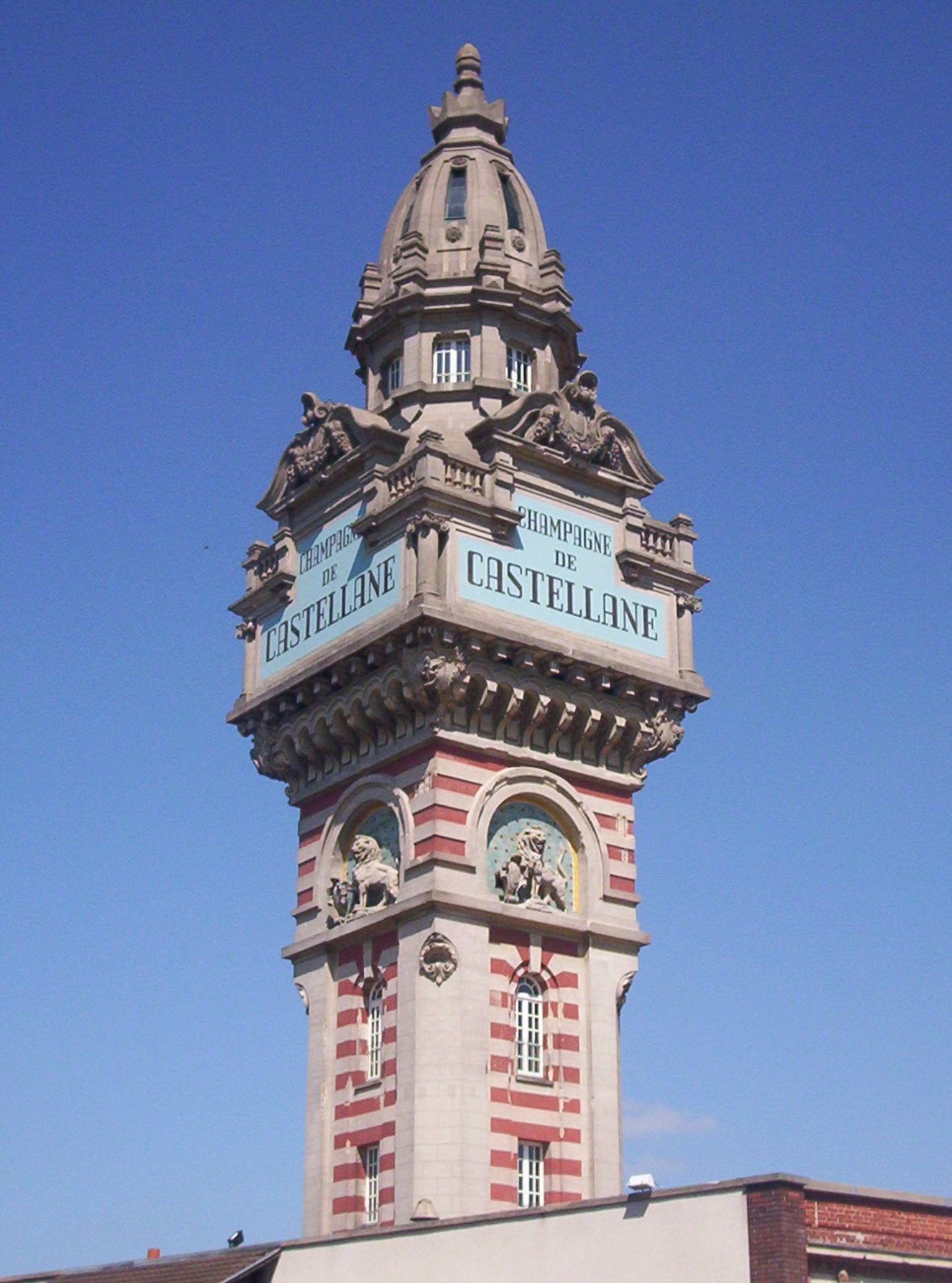
La tour de Castellane.
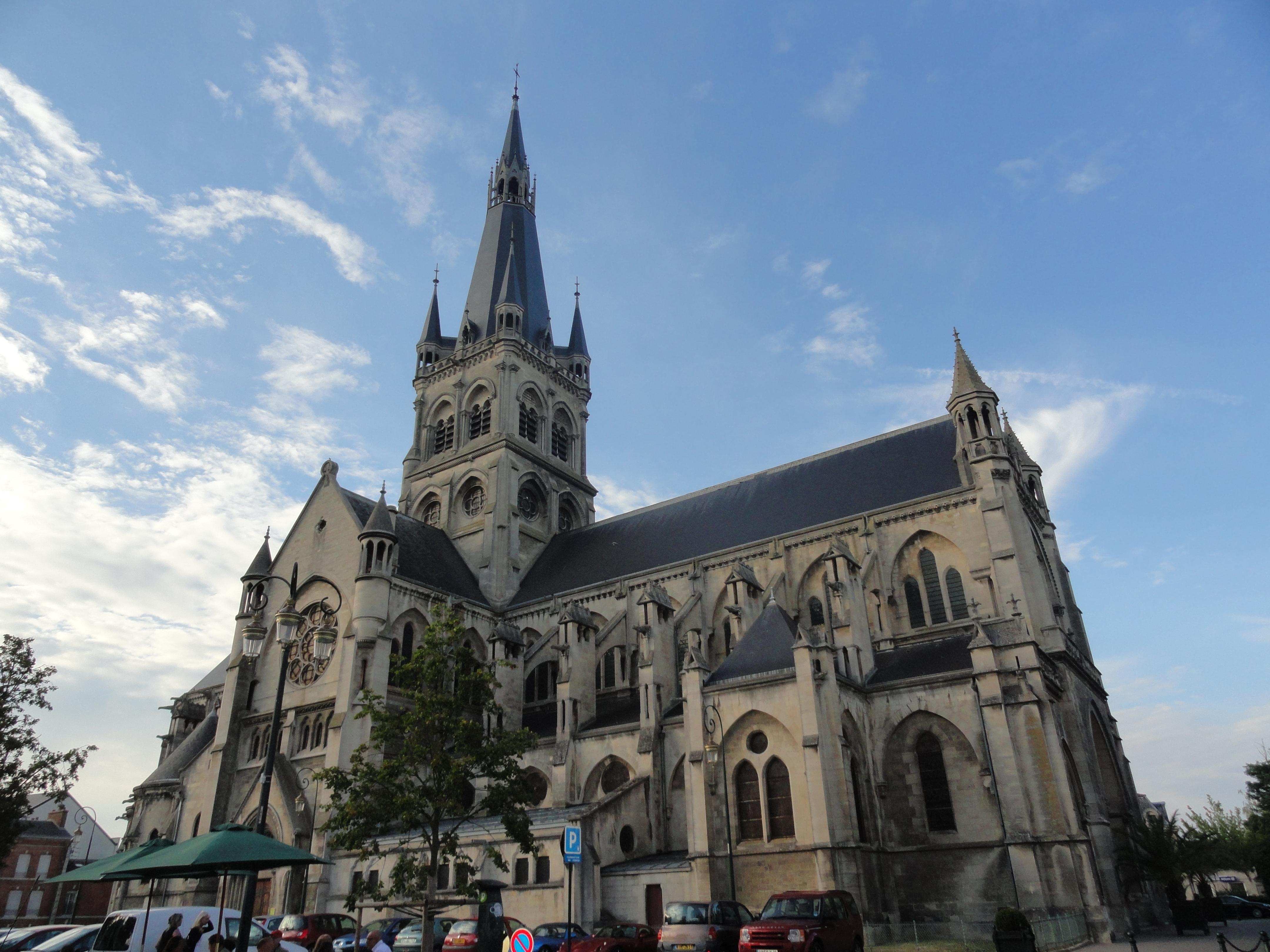
L'église Notre-Dame.

En outre, d'autres éléments de la ville sont inscrits aux monuments historiques.
Une façade Renaissance, au 7 rue du Docteur-Verron, qui se trouvait rue Flodoard à l'origine puis dans le parc de l'ancien hôtel de ville. La référence à Louise de Savoie est une pure allégation. Cette façade qui a été inscrite au titre des monuments historiques le 19 mai 1993. De par son style, elle a certainement été construite vers 1540. (7 rue du Docteur-Verron), façade. Un immeuble particulier inscrit depuis le 8 septembre 1949 pour ses boiseries intérieures (38 rue du Général-Leclerc), qu'on appelle improprement l'« hôtel de Rohan ».

#### Avenue de Champagne

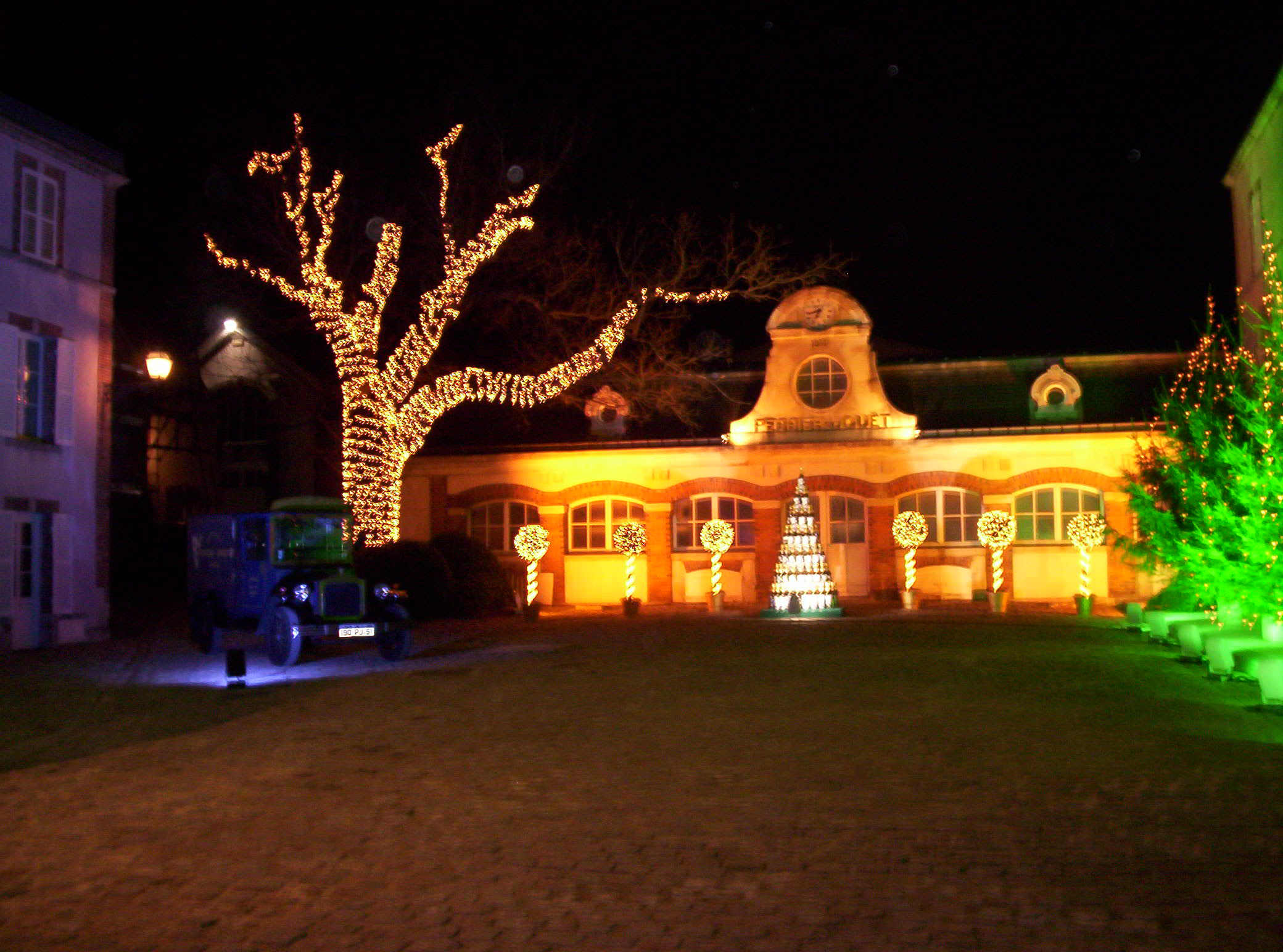
Manifestation Habits de Lumière 2007 - Champagne Perrier-Jouët.

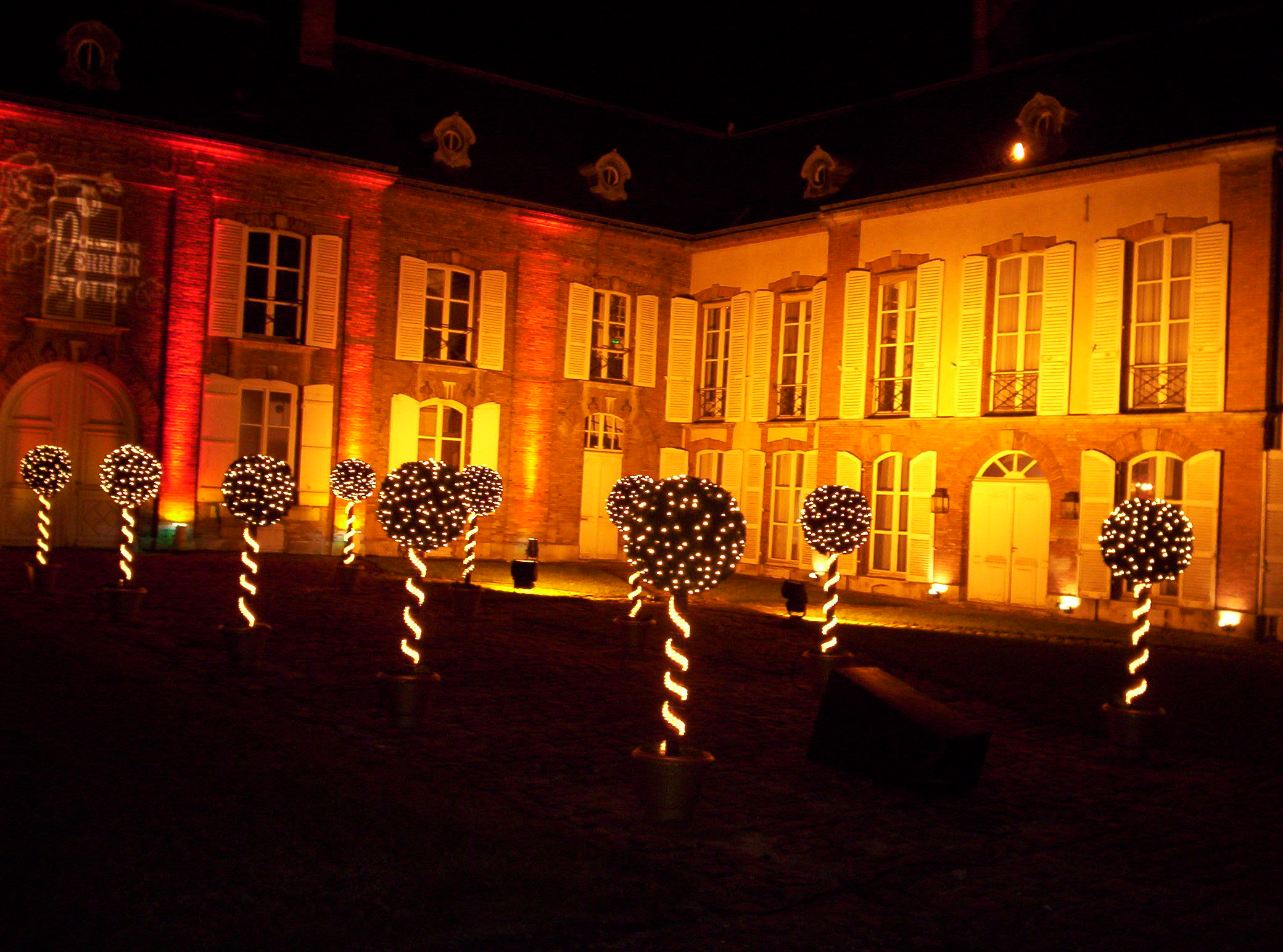
Manifestation Habits de Lumière 2007 - Champagne Perrier-Jouet.

Épernay est le siège de plusieurs grandes maisons de champagne, dont la maison Moët & Chandon et son orangerie (labellisée Architecture contemporaine remarquable), la maison Mercier et son tonneau (un foudre exposé à l'exposition universelle de Paris en 1889) le plus grand du monde, la maison De Castellane et sa tour, etc. Ces maisons possèdent des immeubles du XIXe siècle de style Renaissance ou classique. Dès 1894, la plupart des grandes maisons actuelles ont déjà leur siège sur cette avenue. Il est possible de visiter leurs caves ou de participer à une dégustation.
La plus grande partie des caves de ces maisons de champagne se trouvent sous l'avenue de Champagne, elles constituent un ensemble de 110 kilomètres de caves creusées dans la craie, d'une profondeur d'environ 20 mètres même si quelques-unes atteignent 40 mètres
Elles permettent ainsi de stocker d'énormes quantités de bouteilles de vin de Champagne; la valeur numérique de ces stocks lui donne parfois le surnom d'avenue la plus riche du monde
Outre le stockage du vin, elles servent d'abri pendant les différentes guerres et abritent même une course de voitures en 1950 organisée par les usines Renault lors de la présentation de la 4CV.
En 1951, au 5 rue Henri-Martin est construite La Maison de la Champagne qui abrite le Comité interprofessionnel du vin de Champagne. Cette maison est labellisée Architecture contemporaine remarquable depuis 2015.
Habits de Lumière est une manifestation culturelle qui a lieu sur l'avenue de Champagne tous les deuxièmes week-ends de décembre. La première édition a eu lieu en décembre 1999.

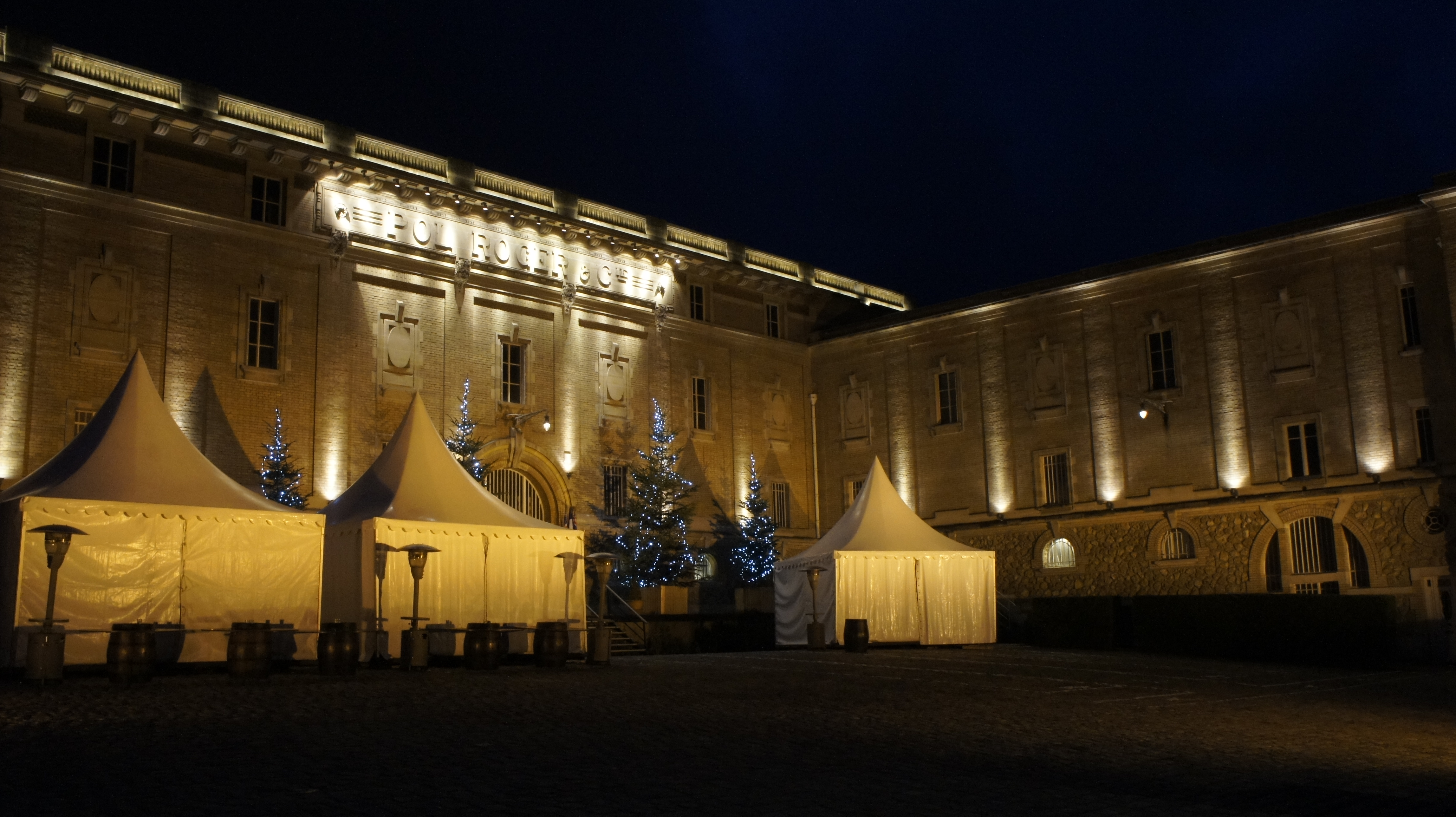
Champagne Pol Roger Habits de lumière 2012.
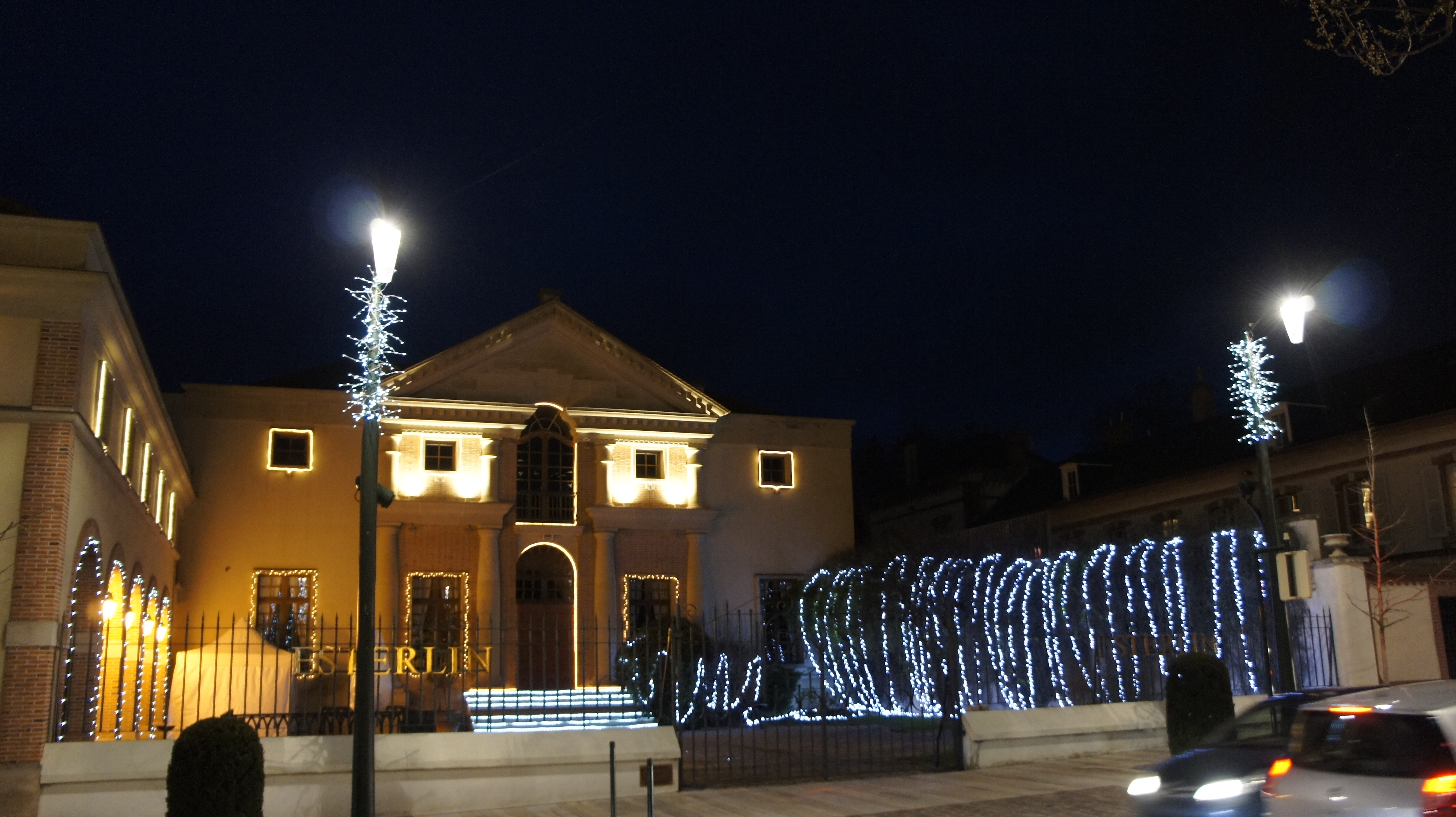
Champagne Esterlin Habits de lumière 2012.
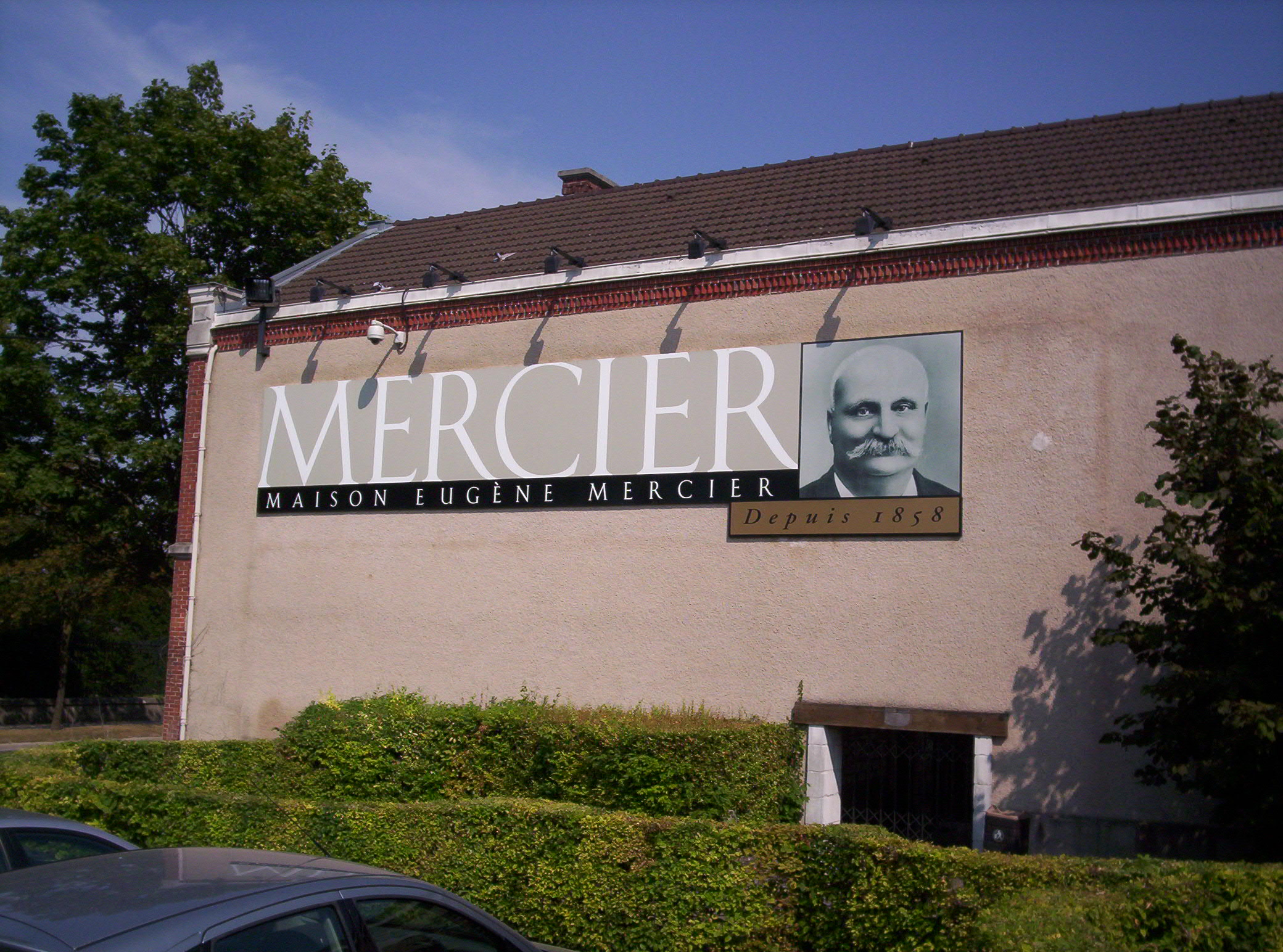
Champagne Mercier.
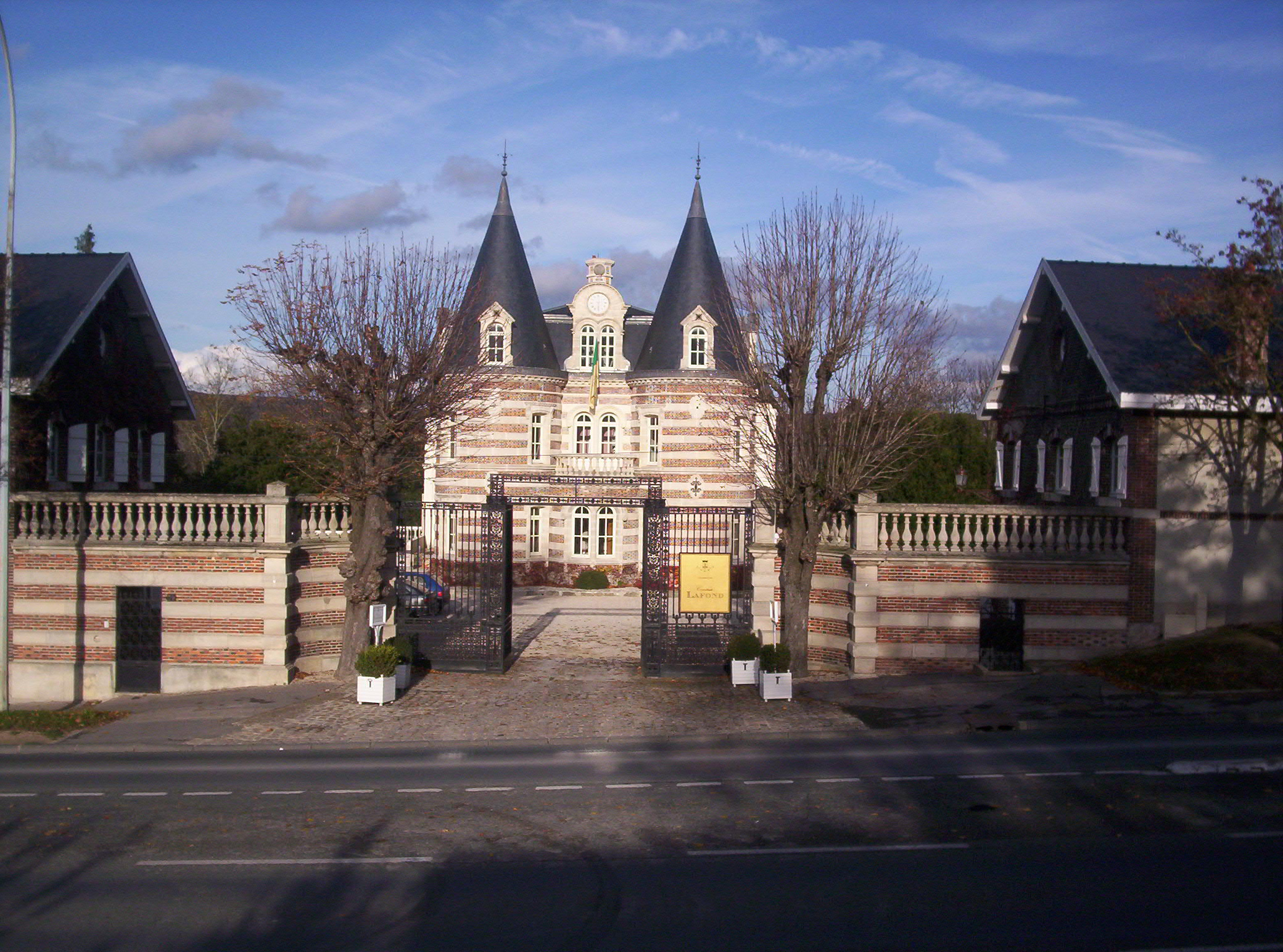
Champagne Lafond, aussi connu localement sous le nom château de Pékin.

Plusieurs parcs sont aménagés pour le public comme le parc de l'hôtel de ville. Il comporte notamment une grotte artificielle avec cascade, une île artificielle, un temple de l'amour, le parc de la Maison Gallice et le jardin de la société d’horticulture et de viticulture réalisé en 1873 où l'on peut voir notamment un fau de Verzy. Ces deux derniers étant classées Jardin remarquable.
Plusieurs squares répartis dans la ville comme le parc du Château-Perrier, l'esplanade Charles-de-Gaulle ou le jardin de la société d’horticulture et de viticulture sont aménagés avec des jeux pour enfants.

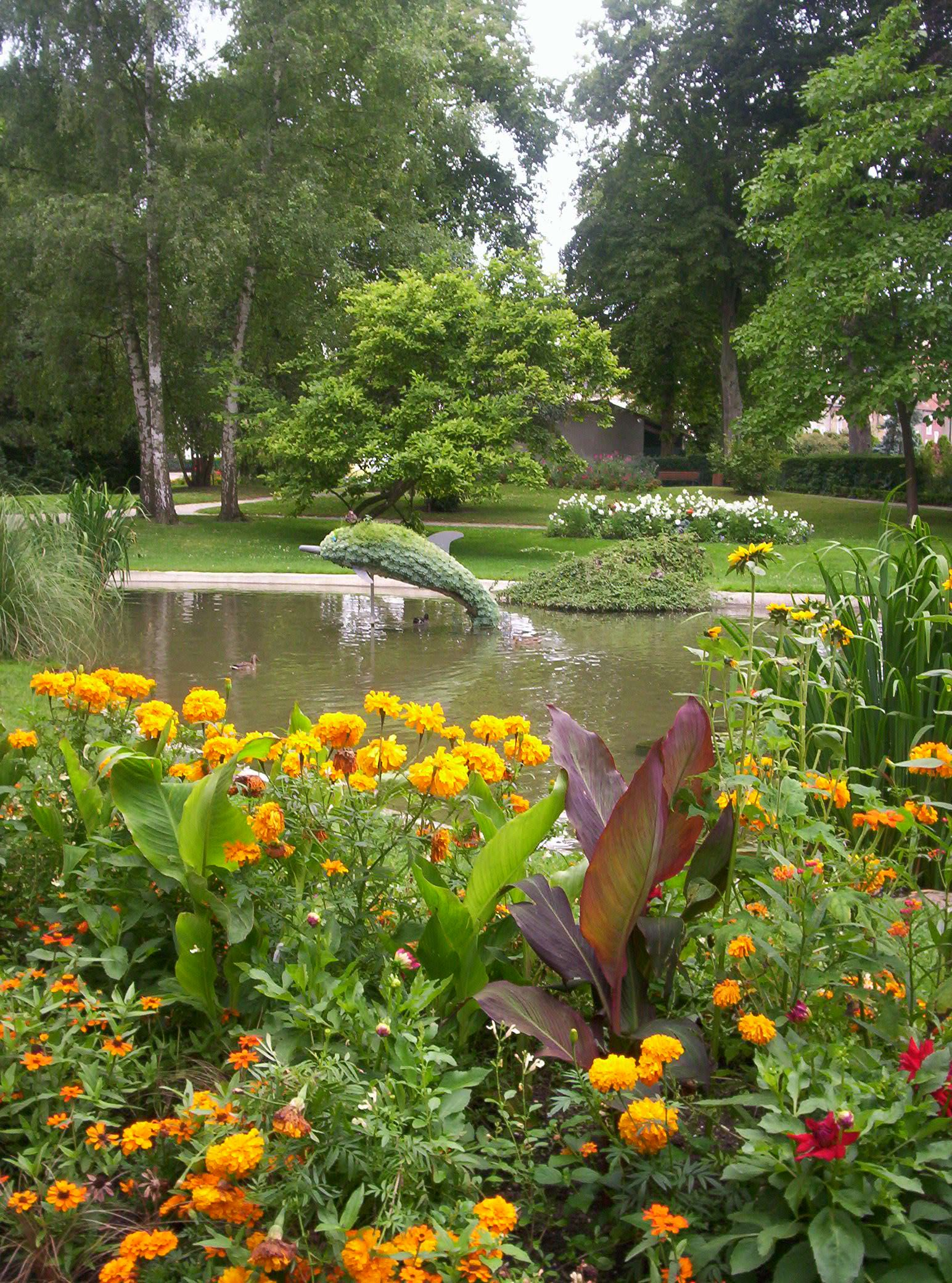
Jardin de la société d'horticulture et de viticulture.
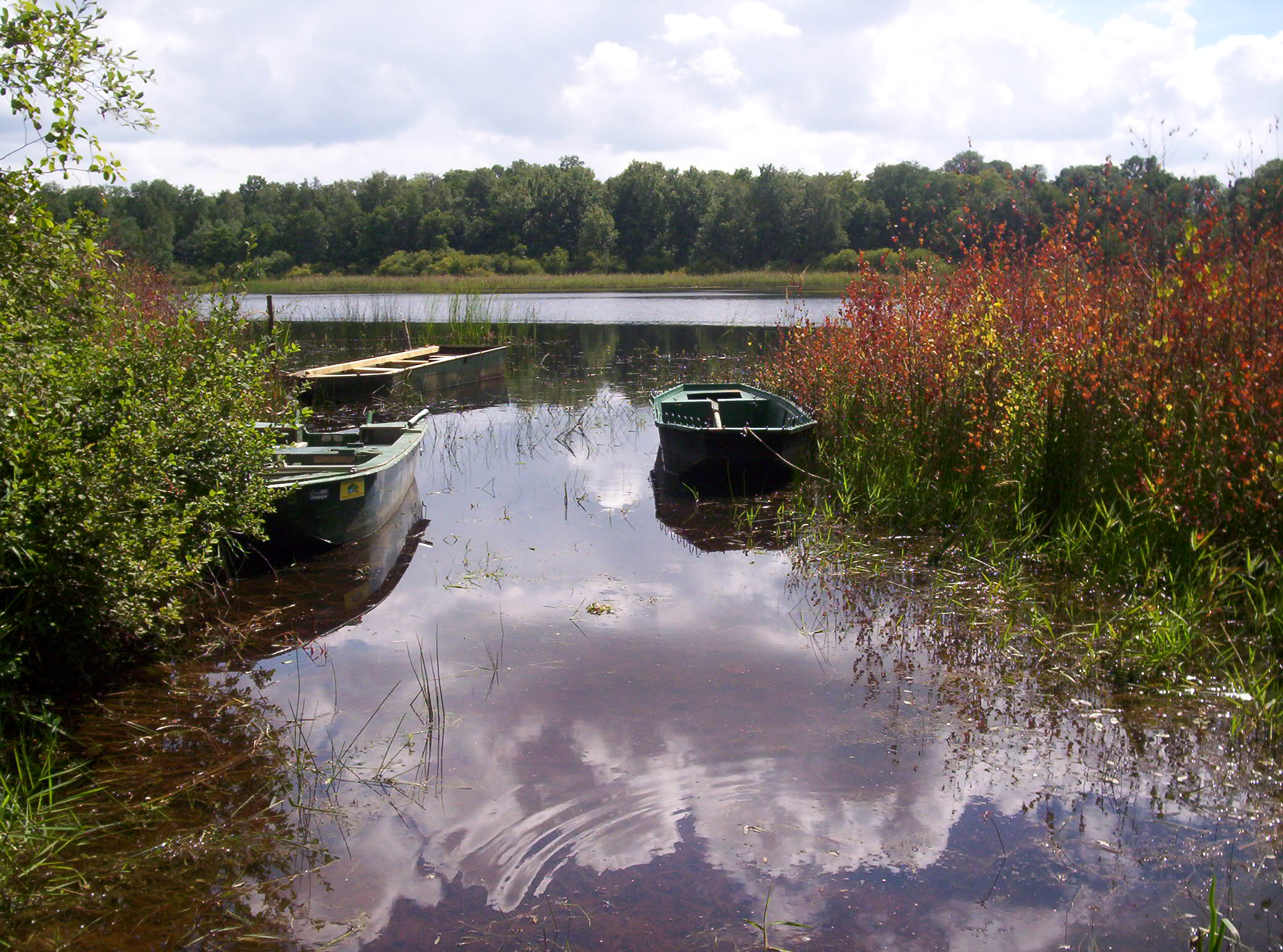
Étang Neuf, ZNIEFF de type II.
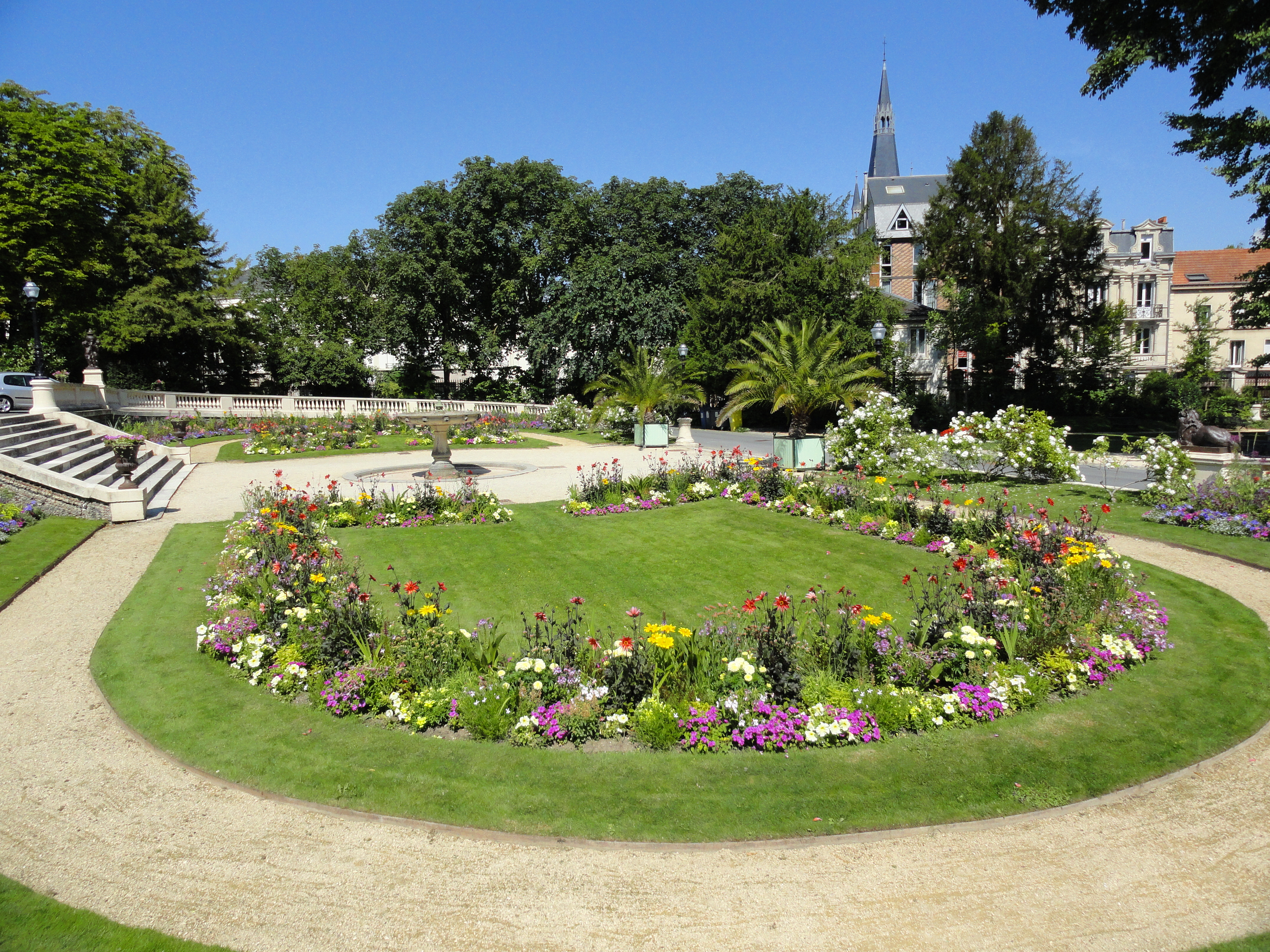
Jardin de l'hôtel de ville.

### Patrimoine culturel

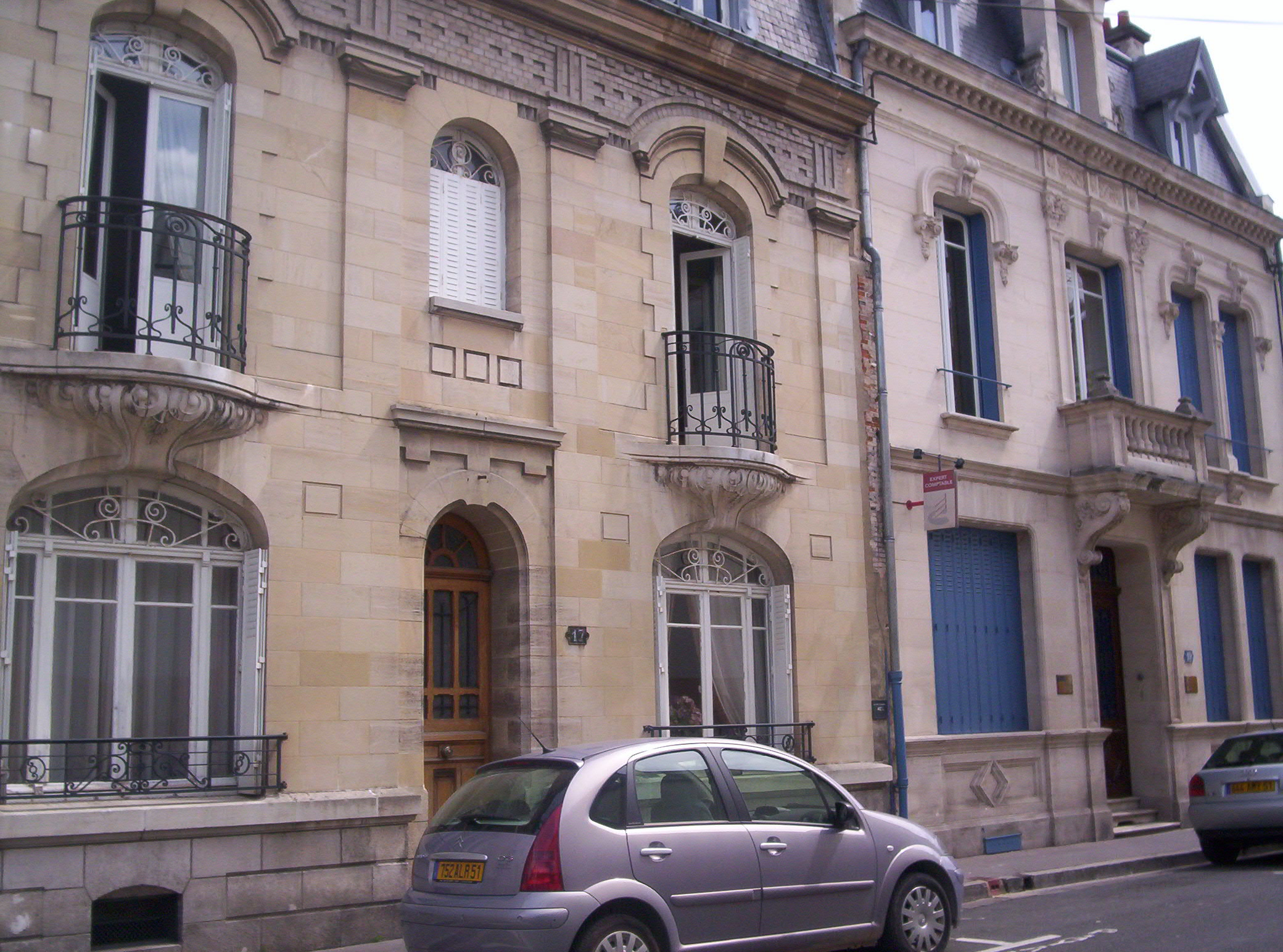
Immeuble, rue des Berceaux.

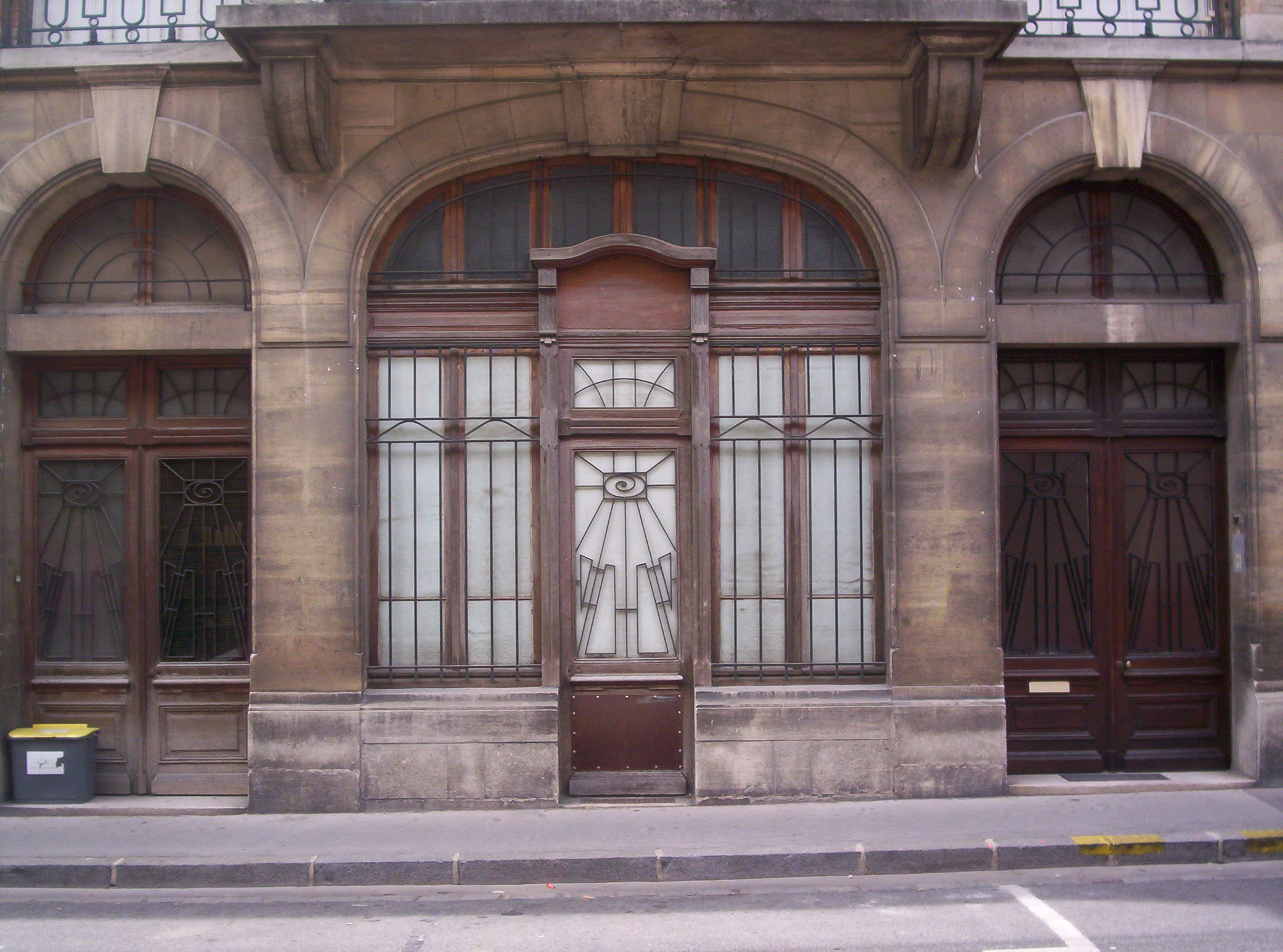
Immeuble, rue des Berceaux.

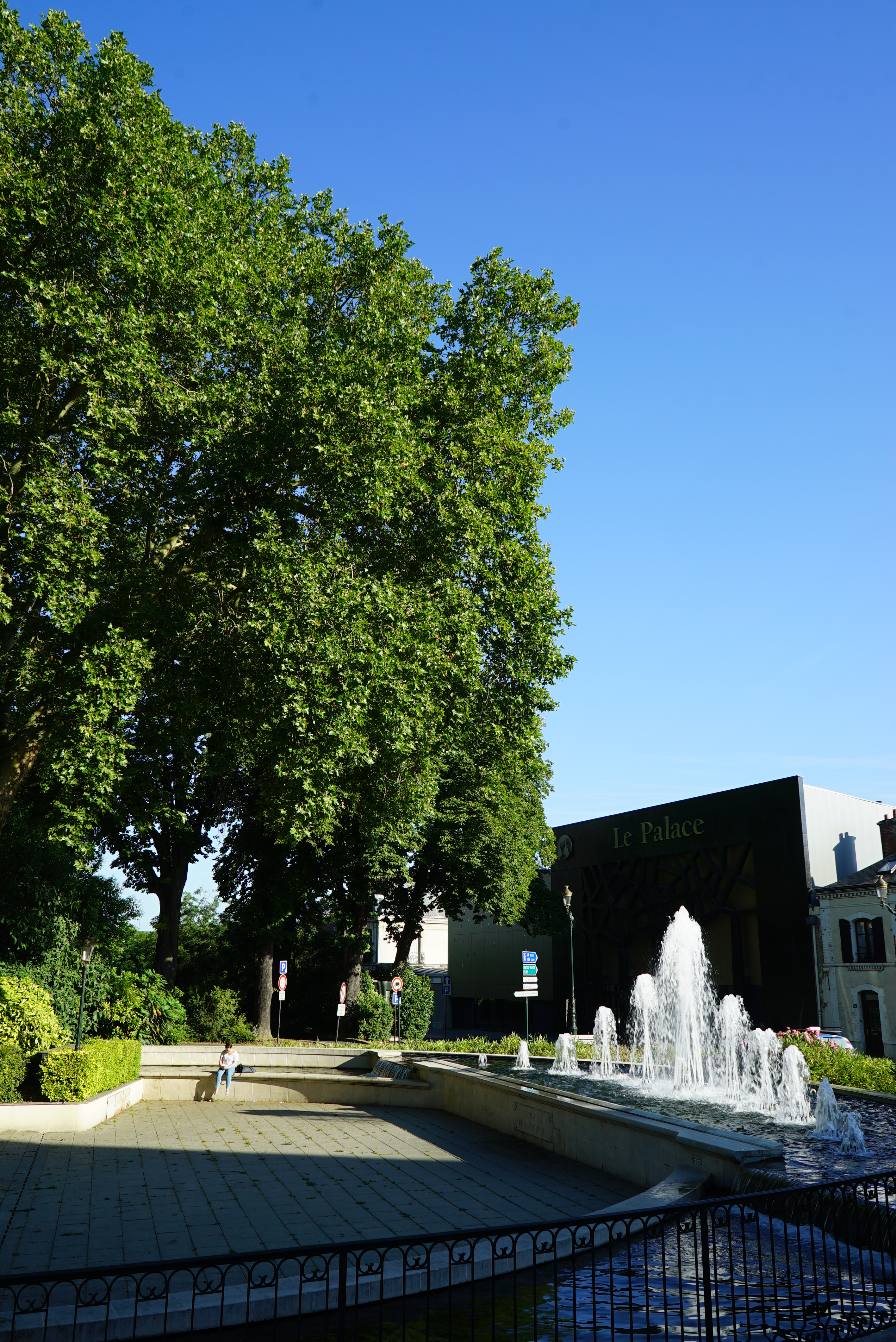
Le Palace.

La ville présente un important tissu culturel soutenu par plus de 300 associations, dont certaines sont domiciliées à la maison des associations (8, rue Maurice-Cerveaux).
Les infrastructures culturelles comportent :
- le musée du vin de Champagne, un musée sur le travail de la vigne et du vin et le musée de Préhistoire et d'Archéologie régionale qui abrite des objets de la préhistoire, protohistoire, époque gallo-romaine et mérovingienne qui sont tous les deux fermés pour restructuration[5]. Ils sont situés sur l'avenue de Champagne dans le Château Perrier ;
- le musée de la tradition champenoise[5] (Champagne de Castellane) qui regroupe le musée des métiers du champagne et le musée champenois de l'imprimerie ;
- le musée des pressoirs (Champagne Mercier) qui comporte de nombreux pressoirs de toutes origines mais qui n'est qu'exceptionnellement ouvert au public (journées européennes du patrimoine par exemple) ;
- le théâtre Gabrielle-Dorziat (8, rue de Reims) de 850 places dont l'association Le Salmanazar est chargée notamment de la programmation[214] ;
- le cinéma Le Palace (7 salles), entièrement rénové en 2019, dont la programmation s'articule entre une diversité de films grand public et de films d'auteur, sans oublier l'accueil de rencontres avec des cinéastes et équipes de films[215] ;
- la médiathèque Simone-Veil[216] qui met à la disposition du public un fonds encyclopédique[217],[218] de grande importance. La bibliothèque municipale possède notamment le précieux évangéliaire d'Ebbon du IXe siècle. La médiathèque possède une importante collection de disques et organise des lectures de contes, divers ateliers informatiques et des expositions régulières.
- un parc des expositions (situé en partie sur le territoire de la commune de Pierry), Le millésium (de 4 000 à 7 300 places)[219] qui accueille des concerts, des spectacles, des salons ou encore les puces d'Épernay ;
- deux centres sociaux et culturels (Maison pour tous et Ferme de l'Hôpital) qui offrent des activités éducatives et culturelles, mais mettent aussi en place des services tel que halte-garderie, permanence des services sociaux, etc.
- l'école intercommunale de musique d'Épernay et de sa région (8, rue Maurice-Cerveaux) qui dispense l'enseignement de la plupart des instruments classiques fonctionnant selon le calendrier scolaire[220] ;
- un palais des fêtes (Parc Roger-Menu) qui est consacré notamment aux manifestations culturelles associatives et qui accueille aussi des spectacles ou des concerts.

### Dans la culture populaire
La ville a fait son apparition dans les séries télévisées Star Trek : La Nouvelle Génération et Star Trek : Deep Space Nine en citant la qualité viticole de la production du champagne.
La ville est citée dans un épisode de la série Papa Schultz par le prisonnier LeBeau.

### Personnalités liées à la commune

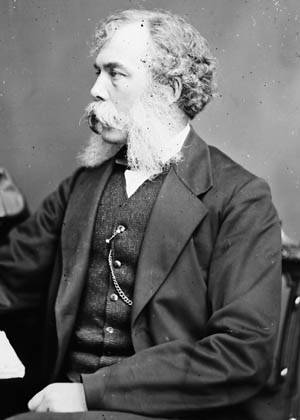
Henri-Gustave Joly de Lotbinière, Premier ministre du Québec de 1878 à 1879.

#### Nées à Épernay
- Flodoard (vers 894, 966), historien, chroniqueur et poète d'expression latine.
- Thibaud III de Blois (1019-1089), héritier de la maison de Blois.
- Valentin-Philippe Bertin du Rocheret (1693-1762), historien et homme de lettres.
- Benoît Jean Rémi Combet de Peccat de Larène (1752-1818), religieux et homme politique, député du clergé.
- Louis-François Martinet (1753-1836), chanoine régulier de la Congrégation de France, député du clergé pour les États généraux de 1789.
- Charles Jean-Baptiste Parchappe (1787-1866), général et homme politique.
- Jean-Baptiste-Maximien Parchappe de Vinay (1800-1866), psychiatre, figure importante de la psychiatrie française du XIXe siècle.
- Victor Fiévet (1810-1880), journaliste et historien local.
- Hector Landouzy (1812-1864), médecin.
- Charles Perrier (1813-1878), homme politique né et décédé à Épernay, maire d'Épernay député de la Marne de 1866 à 1870.
- Henri Paris (1821-1902), avocat et homme politique.
- Henri-Gustave Joly de Lotbinière (1829-1908), homme politique canadien.
- Octave Gallice (1857-1906), cavalier français d'attelage.
- Marcel Guillaume (1872-1963), commissaire divisionnaire de police.
- Gabrielle Dorziat (1880-1979), actrice.
- Albert Deullin (1890-1923), militaire et aviateur.
- Marcel Waline (1900-1982), juriste et universitaire, membre du Conseil constitutionnel.
- Roger Worms (1907-1980), peintre.
- Thérèse Pierre (1908-1943), résistante.
- Roger Zabel (1951), journaliste.
- Emmanuel Michalak (1968), illustrateur de jeux de rôle et un dessinateur de BD.
- Yohann Diniz (1978), athlète.
- Émilie Vast (1978), plasticienne, illustratrice et autrice de littérature jeunesse.
- John Gadret (1979), coureur cycliste.
- Raphaël Chiquet (1984), coureur cycliste.
- Wesley Lautoa (1987), footballeur.

#### Mortes à Épernay
- Hincmar de Reims, le 21 décembre 882, archevêque de Reims.
- Léon Azéma, le 1er mars 1978, architecte.
- Marc Margotin, 1978, architecte.
- Thibaud III de Blois, comte de Champagne, en 1089.
- Odette Pol-Roger, le 24 décembre 2000, entrepreneuse et résistante française.

#### Inhumées à Épernay
- Pierre Strozzi, maréchal de France en 1558.
- Thibaud III de Blois, en l'abbaye en 1090.

### Gastronomie

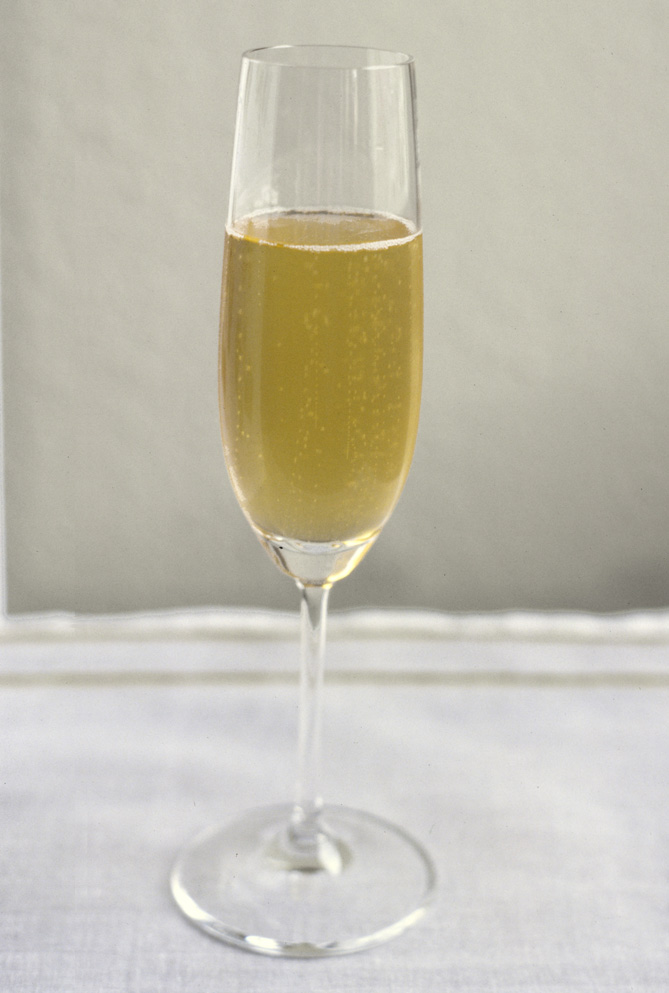
Vin de Champagne, élément très utilisé dans les spécialités locales.

Outre le champagne en lui-même, la plupart des spécialités locales tournent autour de ce produit comme le ratafia de Champagne, le marc de Champagne, la fine de marne, le sorbet au marc de Champagne, les bouchons de chocolat au marc de Champagne, le sabayon au champagne, etc. ou sur les produits susceptibles de l'accompagner (biscuits roses de Reims, croquignoles, etc.). On trouve aussi des vins tranquilles vendus sous l'AOC Coteaux Champenois. Ce sont des vins d'un excellent rapport qualité prix.
D'autres spécialités sont adaptées aux produits locaux telles le kir royal, où le bourgogne est remplacé par du champagne, ou encore la choucroute royale, où le riesling est remplacé par du Champagne.
Sur le plan traditionnel, on trouve la potée champenoise à base de chou, petit salé, lard maigre et jambonneau, servie avec des tranches de pain mouillées au bouillon de légumes.

### Héraldique
| Blason de Épernay | Blason  | D'azur aux trois roses d'argent Ornements extérieursCroix de guerre 1914-1918, Croix de guerre 1939-1945 |
| Blason de Épernay | Détails | Deux roses sont en chef et une en pointe. Le blason est souvent attribué, à tort, à Louise de Savoie bien qu'il date d'avant sa possession de la ville |
| Blason de Épernay | Alias   | De gueules à une main dextre de carnation pressant une grappe de raisin d'or, accompagnée en chef de deux roses d'argent, et en pointe d'une lampe antique du même ; à la terrasse d'argent chargée d'une rose de gueules et au franc quartier des villes de troisième ordre Blasonnement d'Épernay sous le Premier Empire |